# Grabby Awards
Grabby Awards, formálně nazývané též Adult Erotic Gay Video Awards nebo neformálně The Grabbys, jsou americké ceny za mimořádné výkony v oblasti gay pornografie. Od roku 2009 je každoročně udílí chicagský LGBT čtrnáctideník Grab Magazine, dříve (od roku 1992) Gay Chicago Magazine. Po převzetí evropských ocenění v roce 2021 se původní americké ceny začaly rozlišovat jako Grabbys America.

## Historie
Ceny byly nejdříve vyhlašovány jen na stránkách časopisu Gay Chicago Magazine a od roku 1999 na veřejných ceremoniálech. Ty se v prvních dvou letech uskutečnily v koncertní síni chicagských lázní Man's Country, v letech 2001–2003 v nočním klubu Circuit a od roku 2004 probíhají v Park West Theater, s výjimkou let 2006–2008, kdy se konaly ve Vic Theatre. Od počátku vyhlašování cen moderují drag queens Chi Chi LaRue a Honey West, spolu se střídajícími se hvězdami gay pornoprůmyslu.
V průběhu let se proměňovaly a rozšiřovaly kategorie, v nichž byly ceny udíleny. Poprvé šlo jen o herecké kategorie, které byly záhy doplněny o ceny pro celá filmová díla nebo jednotlivé scény a také o ceny pro filmové tvůrce. Později přibyly i ceny v oblasti marketingu a webové pornografie. Od prvního vyhlašovacího ceremoniálu v roce 1999 byla též zavedena „Zeď slávy“, na niž bývají uvedeni mimořádní účinkující nebo osobnosti z gay pornoprůmyslu, které dlouhodobě přispěly k rozvoji a kvalitě produkce.
Vzhledem k rostoucímu významu evropského trhu došlo v roce 2014 ke vzniku samostatných evropských ocenění. Ta byla zprvu udílena jako Prowler Porn Awards, od roku 2021 se z nich staly European Grabby Awards aneb Grabbys Europe. Původní americké ceny pak byly od tohoto roku přezdívány Grabbys America.

## Držitelé ceny

### 1992
V roce 1992 byli vyhlášeni držitelé ocenění za produkci a výkony předchozího roku:
Nejlepší účinkující (Best performer)
Damian The Cat
Nejlepší herec ve vedlejší roli (Best supporting actor)
Johnny Rahm
Nejlepší nováček (Best newcomer)
Aiden Shaw
Osvěžující překvapení roku (Fresh surprise of the year)
Talon alias Lex Baldwin v Man of the Year (Catalina Video, r. Chi Chi LaRue)
Zklamání roku (Burnout of the year)
Jason Ross
[ zpět nahoru ]

### 1993
V roce 1993 byli vyhlášeni držitelé ocenění za produkci a výkony předchozího roku:
Nejlepší film (Best video)
Powertool 2: Breaking Out (Catalina Video, r. Josh Eliot, Taylor Hudson, Scott Masters)
Nejlepší účinkující (Best performer)
Danny Sommers
Nejlepší nováček (Best newcomer)
Aiden Shaw v Night Force (Catalina Video, r. Chet Thomas)
Nejlepší scénář (Best screenplay)
Jumper (HIS Video, r. Chi Chi LaRue)
[ zpět nahoru ]

### 1994
V roce 1994 byli vyhlášeni držitelé ocenění za produkci a výkony předchozího roku:
Nejlepší film (Best video)
Call of the Wild (Kristen Bjorn Video, r. Kristen Bjorn)
Nejlepší účinkující (Best performer)
Randy White v Sex Crimes (Catalina Video, r. Chet Thomas)
Nejlepší herec ve vedlejší roli (Best supporting actor)
Dillon Reid v Sex Crimes (Catalina Video, r. Chet Thomas)
Nejlepší nováček (Best newcomer)
Zak Spears
Nejlepší scénář (Best screenplay)
Pierre Devereaux za Valley of the Bi-Dolls (Catalina Video, r. Josh Eliot)
[ zpět nahoru ]

### 1995
V roce 1995 byli vyhlášeni držitelé ocenění za produkci a výkony předchozího roku:
Ceny za produkt:
Nejlepší film (Best video)
Solicitor (Vivid Man Video, r. Jim Steel)
Nejlepší mezinárodní film (Best international video)
Pleasure Express (Falcon International, r. George Duroy) 
Nejlepší bisexuální film (Best bi-sexual video)
Revenge of the Bi Dolls (Catalina Video, r. Josh Eliot)
Herecké ceny:
Nejlepší herec (Best actor)
Ty Fox
Zak Spears
Nejlepší herec ve vedlejší roli (Best supporting actor)
Scott Baldwin v Flashpoint: Hot As Hell (Falcon Studios, r. John Rutherford)
Chip Daniels v Grease Guns (Studio 2000)
Nejlepší účinkující (Best performer)
Daryl Brock
Rob Cryston
Hunter Scott
Nejlepší nováček (Best newcomer)
Hal Rockland v Flashpoint: Hot As Hell (Falcon Studios, r. John Rutherford)
Nejlepší sexuální scéna (Best sex scene)
Chip Daniels, Daryl Brock, Aiden Shaw a Sean Davis v Grease Guns (Studio 2000, r. John Travis)
Ceny za produkci:
Nejlepší režisér (Best director)
John Rutherford za Flashpoint: Hot As Hell (Falcon Studios)
[ zpět nahoru ]

### 1996
V roce 1996 byli vyhlášeni držitelé ocenění za produkci a výkony předchozího roku:
Ceny za produkt:
Nejlepší film (Best video)
BullsEye (All Worlds Video, r. Michael Zen)
Nejlepší mezinárodní film (Best international video)
Nighthawken (Falcon International, r. Viktor Dunai)  – východní Evropa
The Vampire of Budapest (Kristen Bjorn Video, r. Kristen Bjorn)
Herecké ceny:
Nejlepší herec (Best actor)
Chad Knight v Bad Moon Rising (All Worlds Video, r. Dave Babbitt) a The Other Side of Aspen 3 & 4 (Falcon Studios, r. John Rutherford)
J.T. Sloan v BullsEye (All Worlds Video, r. Michael Zen)
Nejlepší herec ve vedlejší roli (Best supporting actor)
Tim Lowe v BullsEye (All Worlds Video, r. Michael Zen)
Jeff Mitchell v Jawbreaker (Catalina Video, r. Josh Eliot)
Nejlepší účinkující (Best performer)
Mike Lamas
Mike Nichols
Nejlepší nováček (Best newcomer)
Chad Conners
Gianfranco
Dino Phillips
Ceny za výkon:
Nejlepší výstřik (Best cumshot)
Chip Daniels v Jawbreaker (Catalina Video, r. Josh Eliot)
Nejlepší sexuální scéna (Best sex scene)
Daryl Brock, Steve Harper, Scott Ryder a Chad Donovan v Big as They Come 2 (Jocks Video/Falcon Studios, r. John Rutherford)
Nejlepší nesexuální role (Best nonsexual role)
Sharon Kane v My Sister's Husband (All Worlds Video, r. Chi Chi LaRue)
Ceny za produkci:
Nejlepší režisér (Best director)
Michael Zen za BullsEye (All Worlds Video)
Nejlepší kamera (Best cinematography)
The Other Side of Aspen 3: Snowbound (Falcon Studios, r. John Rutherford)
[ zpět nahoru ]

### 1997
V roce 1997 byli vyhlášeni držitelé ocenění za produkci a výkony předchozího roku:
Ceny za produkt:
Nejlepší film (Best video)
Flesh & Blood (All Worlds Video, r. Jerry Douglas)
Herecké ceny:
Nejlepší herec (Best actor)
Kurt Young v Flesh & Blood (All Worlds Video, r. Jerry Douglas)
Nejlepší herec ve vedlejší roli (Best supporting actor)
Jake Andrews v The Code of Conduct 1: Stripped (Falcon Studios, r. John Rutherford)
Sam Crockett v Why Marines Don't Kiss (All Worlds Video, r. Stan Ward)
Nejlepší účinkující (Best performer)
Bryan Kidd
Cole Youngblood
Nejlepší nový účinkující (Best new performer)
Dean Spencer v The Code of Conduct 1: Stripped (Falcon Studios, r. John Rutherford)
Todd Gibbs v Raw Material (Hot House Entertainment, r. Steven Scarborough)
Carl Erik v Trying It on for Size (Studio 2000, r. John Travis)
Nejlepší nováček (Best newcomer)
Kurt Young a Bryan Kidd v Flesh & Blood (All Worlds Video, r. Jerry Douglas)
Ceny za výkon:
Nejlepší výstřik (Best cumshot)
Lukas Ridgeston
Cole Youngblood
Nejlepší sexuální scéna (Best sex scene)
Kurt Young a Derek Cameron v Tradewinds (Matt Sterling/Falcon Studios, r. Matt Sterling)
Nejlepší nesexuální role (Best nonsexual role)
Jeanna Fine v Flesh & Blood (All Worlds Video, r. Jerry Douglas)
Ceny za produkci:
Nejlepší režisér (Best director)
Jerry Douglas za Flesh & Blood (All Worlds Video)
Nejlepší kamera (Best cinematography)
Desert Train (Titan Media, r. Robert Kirsch a Bruce Cam)
Night Walk: A Bedtime Story (HIS Video, r. Michael Ninn a Gino Colbert)
[ zpět nahoru ]

### 1998
V roce 1998 byli vyhlášeni držitelé ocenění za produkci a výkony předchozího roku:
Ceny za produkt:
Nejlepší film (Best video)
Naked Highway (BIG Video, r. Wash West)
Nejlepší mezinárodní film (Best international video)
The Anchor Hotel (Sarava Productions/Kristen Bjorn Video, r. Kristen Bjorn) 
Ceny za výkon:
Nejlepší herec (Best actor)
Jim Buck
Nejlepší účinkující (Best performer)
Drew Andrews
Steve O'Donnell
Slibný nový účinkující (Promising new performer)
Jeff White a Marc Pierce v Grease Guns 2 (Studio 2000, r. John Travis)
Joey Violence v Naked Highway (BIG Video, r. Wash West)
Nejlepší nováček (Best newcomer)
Jim Buck
Nejlepší výstřik (Best cumshot)
Paul Morgan
Nejlepší nesexuální role (Best nonsexual role)
Lola Cornfield v Dr. Jerkoff & Mr. Hard (BIG Video, r. Wash West)
Sharon Kane v Family Values (Odyssey Men Video, r. Jerry Douglas) a Hard Core (All Worlds Video, r. Chi Chi LaRue)
Ceny za produkci:
Nejlepší režisér (Best director)
Kristen Bjorn za Amazon Adventure (Kristen Bjorn Video)
Wash West za Dr. Jerkoff & Mr. Hard (BIG Video) a Naked Highway (BIG Video)
Nejlepší scénář (Best screenplay)
Jerry Douglas za Family Values (Odyssey Men Video, r. Jerry Douglas)
Wash West za Naked Highway (BIG Video, r. Wash West)
Nejlepší kamera (Best cinematography)
Kristen Bjorn za Amazon Adventure (Kristen Bjorn Video, r. Kristen Bjorn)
Wash West za Naked Highway (BIG Video, r. Wash West)
[ zpět nahoru ]

### 1999
První slavnostní vyhlášení cen se uskutečnilo v sobotu 29. května 1999 v koncertním sále chicagských lázní Man's Country. Ceremoniál uváděly Chi Chi LaRue a Honey West. Ocenění získali:
Ceny za produkt:
Nejlepší film – romance (Best romance video)
ManWatcher (Sarava Productions/Kristen Bjorn Video, r. Kristen Bjorn)
Nejlepší film – fantazie (Best fantasy video)
HOMOgenized (All Worlds Video, r. Michael Zen)
Nejlepší mezinárodní film (Best international video)
Impromptus (All Worlds International/Czech Mate, r. William Higgins) 
Nejlepší výhradně sexuální film (Best all sex video)
Link 2 Link (All Worlds Video, r. Chi Chi La Rue)
Nejlepší etnický film (Best ethnic video)
Black Balled 2 (All Worlds Video, r. Chi Chi La Rue)
Nejlepší fetišistický film (Best fetish video)
Batter Up! (Plain Wrapped/Hot House, r. Steven Scarborough)
Nejlepší „kožeňácký“ film (Best leather video)
Fallen Angel II: Descending (Titan Media, r. Bruce Cam a Robert Kirsch)
Herecké ceny:
Nejlepší herec (Best actor)
Steve Rambo v CatalinaVille (Catalina Video, r. Josh Eliot)
Nejlepší dramatický herec (Best dramatic actor)
Blue Blake v Men in Blue (New Age Pictures, r. Gino Colbert)
Nejlepší herec ve vedlejší roli (Best supporting actor)
Rod Barry v A Lesson Learned (All Worlds Video, r. Mike Donner)
Nejlepší etnický herec (Best ethnic performer)
J.C. Carter
Nejlepší účinkující (Best performer)
Will Clark
Cole Tucker
Nejlepší nováček (Best newcomer)
Jared Wright
Ceny za výkon:
Nejlepší výstřik (Best cumshot)
Vincent DeMarco
Nejlepší párová scéna (Best duo sex scene)
Ken Ryker a Steve Harper v Ryker's Revenge (Men of Odyssey, r. Jim Steel)
Robby Taylor a Miles Andrews v Even Steven (Videospoon/Video 10, r. Toby Ross)
Nejlepší skupinový sex (Best group sex scene)
Link 2 Link (All Worlds Video, r. Chi Chi LaRue)
Nejlepší nesexuální výkon (Best nonsexual performance)
Tom Walker v CatalinaVille (Catalina Video, r. Josh Eliot)
Ceny za produkci:
Nejlepší režisér (Best director)
Kristen Bjorn
Chi Chi La Rue
Nejlepší scénář (Best screenplay)
Mike Donner za A Lesson Learned (All Worlds Video)
Jim Steel za Ryker's Revenge (Men of Odyssey)
Nejlepší umělecké vedení (Best art direction)
HOMOgenized (All Worlds Video, r. Michael Zen)
Time Cops (Centaur Films, r. Chip Daniels)
Nejlepší kamera (Best cinematography)
Bruce Cam a Robert Kirsh (Titan Media)
Zvláštní ceny:
Zeď slávy (Wall of fame)
Bob East
Chi Chi La Rue
Toby Ross
Ken Ryker
Mickey Skee
Jim Steel
[ zpět nahoru ]

### 2000
Vyhlášení cen se uskutečnilo v sobotu 27. května 2000 v chicagských lázních Man's Country. Ceremoniál uváděly Chi Chi LaRue a Honey West. Ocenění získali:
Ceny za produkt:
Nejlepší film – fantazie (Best fantasy video)
Sodom (Vivid Man Video, r. Michael Zen)
Technical Ecstasy (Men of Odyssey, r. Wash West)
Nejlepší film – romance (Best romance video)
The Dream Team (Studio 2000, r. Jerry Douglas)
Nejlepší mezinárodní film (Best international video)
Rapture: The Pavel Dubcek Legend (All Worlds International/Czech Mate, r. William Higgins) 
Nejlepší výhradně sexuální film (Best all sex video)
The Final Link (All Worlds Video, r. Chi Chi La Rue)
Nejlepší bisexuální film (Best bi-sexual video)
Mass Appeal (Men of Odyssey, r. Michael Zen)
Nejlepší twink film (Best twink video)
The American Way (Junior Studios/Rad Video, r. Kevin Clarke)
Nejlepší fetišistický film (Best fetish video)
Fist for Hire 2: Working the Job (Club Inferno/Hot House, r. Chris Ward)
Nejlepší „kožeňácký“ film (Best leather video)
Fallen Angel III: Initiation (Titan Media, r. Bruce Cam, Keith Webb, Harold Creg a Brian Mills)
Herecké ceny:
Nejlepší herec – fantazie (Best fantasy actor)
Kurt Young v Sodom (Vivid Man Video, r. Michael Zen)
Nejlepší herec – romance (Best romance actor)
Joe Landon v The Apprentice (Delta Productions, r. Barry Knight)
Nejlepší herec ve vedlejší roli (Best supporting actor)
Tony Donovan v The Dream Team (Studio 2000, r. Jerry Douglas)
Nejlepší etnický herec (Best ethnic performer)
Jack Simmons
Nejlepší účinkující (Best performer)
Jason Branch
Blake Harper
Nejlepší nováček (Best newcomer)
Spike
Ceny za výkon:
Nejlepší výstřik (Best cumshot)
Spike
Nejlepší sólová scéna (Best solo sex scene)
Robert Black v Man Trade Solos (Sport & Receration Video)
Nejlepší párová scéna (Best duo sex scene)
Sam Crockett a Chad Kennedy v Technical Ecstasy (Men of Odyssey)
Nejlepší „trojka“ (Best three-way sex scene)
Marcio Da Costa, Buddy Jones a Sergei Jordanov v Thick as Thieves (Sarava Productions)
Nejlepší skupinový sex (Best group sex scene)
Blake Harper, Marcus Iron, Clint Cooper, Spike, Kevin Miles, Frank Parker, Joe Stack, Mason Flynt, Marc Hamilton, Austin Masters, Dr. Jeff, Shane Bailey, Tanner Hayes, Victor Mariano, Thomas Lloyd a Jack Simmons v The Final Link (All Worlds)
Nejlepší nesexuální výkon (Best nonsexual performance)
Kurt Young v Sodom (Vivid Man Video)
Ceny za produkci a marketing:
Nejlepší režisér (Best director)
Jerry Douglas
Nejlepší nový režisér (Best new director)
Drew Warner
Nejlepší scénář – fantazie (Best fantasy screenplay)
Wash West za Animus (All Worlds Video)
Nejlepší scénář – romance (Best romance screenplay)
Jerry Douglas za The Dream Team (Studio 2000)
Nejlepší kamera (Best cinematography)
Bruce Cam za Eruption (Titan Media)
Zvláštní ceny:
Zeď slávy (Wall of fame)
Jerry Douglas
Barry Knight
Russell Moore
Cole Tucker
[ zpět nahoru ]

### 2001
Vyhlášení cen se uskutečnilo v sobotu 26. května 2001 v chicagském nočním klubu Circuit. Ceremoniál uváděly Chi Chi LaRue a Honey West. Ocenění získali:
Ceny za produkt:
Nejlepší film (Best video)
Echoes (Odyssey Men Video, r. Chi Chi La Rue)
Nejlepší mezinárodní film (Best international video)
Winning Ways (Studio 2000, r. Jan Novak) 
Nejlepší komedie (Best comedy video)
Devil Is a Bottom (All Worlds Video, r. Wash West)
Nejlepší výhradně sexuální film (Best all sex video)
Heat (Titan Media, r. Bruce Cam)
Nejlepší fetišistický film (Best fetish video)
Bound, Beaten and Banged (Raging Stallion Studios, r. Chris Ward a J.D. Slater)
Nejlepší „kožeňácký“ film (Best leather video)
Bound, Beaten and Banged (Raging Stallion Studios, r. Chris Ward a J.D. Slater)
Nejlepší klasický film (Best classic video)
River Patrol (Titan Media, r. Bruce Cam)
Nejlepší dokument (Best documentary)
Making It with Kristen Bjorn (Sarava Productions, r. Kristen Bjorn)
Herecké ceny:
Nejlepší herec (Best actor)
Tony Donovan v Echoes (Odyssey Men Video, r. Chi Chi LaRue)
Nejlepší herec ve vedlejší roli (Best supporting actor)
Blake Harper v The Score (Catalina Video, r. Josh Eliot)
Nejlepší etnický herec (Best ethnic actor)
Jeremy Tucker
Účinkující roku (Performer of the year)
Cæsar
Travis Wade
Nejlepší nováček (Best newcomer)
Kyle Kennedy
Jackson Price
Ceny za výkon:
Nejlepší sólová scéna (Best solo sex scene)
Tuck Johnson v Live & Raw: The Movie (Rascal/Channel 1 Releasing)
Nejlepší párová scéna (Best duo sex scene)
Colby Taylor a Travis Wade v The Crush (Falcon Studios, r. John Rutherford)
Nejlepší „trojka“ (Best three-way sex scene)
Yuri Breshnev, Alec Martinez a Victor Racek v Heat (Titan Media, r. Bruce Cam)
Nejlepší skupinový sex (Best group sex scene)
Tony Donovan, Clint Cooper, Blake Harper a Chad Johnson v Echoes (Odyssey Men Video, r. Chi Chi LaRue)
Seth Adkins, Hans Ebson, Cameron Fox, Jeremy Jordan, Billy Kincaid, Tristan Paris, Emilio Santos, Jeremy Tucker a Nick Young v Out of Athens Part 1 (Falcon Studios, r. John Rutherford)
Nejlepší nesexuální výkon (Best nonsexual)
Sharon Kane v Echoes (Odyssey Men Video, r. Chi Chi LaRue)
Ceny za produkci a marketing:
Nejlepší režisér (Best director)
Chi Chi La Rue za Echoes (Odyssey Men Video, r. Chi Chi LaRue)
Nejlepší nový režisér (Best new director)
Michael Lucas
Nejlepší scénář (Best screenplay)
Jordan Young za Echoes (Odyssey Men Video, r. Chi Chi LaRue)
Nejlepší kamera (Best videography)
Hue Wilde za Echoes (Odyssey Men Video, r. Chi Chi LaRue)
Nejlepší umělecké vedení (Best art direction)
Now and Forever (Studio 2000, r. Derek Kent)
Nejlepší DVD bonusy (Best DVD extras)
Ryker's Revenge (Men of Odyssey, r. Jim Steel)
Zvláštní ceny:
Zeď slávy (Wall of fame)
Mistress Mona
Robert Prion
Zak Spears
Jeff Stryker
Honey West
[ zpět nahoru ]

### 2002
Vyhlášení cen se uskutečnilo v sobotu 25. května 2002 v chicagském nočním klubu Circuit. Ceremoniál uváděly Chi Chi LaRue a Honey West. Ocenění získali:
Ceny za produkt:
Nejlepší film (Best video)
Carnal Intentions (Men of Odyssey, r. Jim Steel)
Nejlepší mezinárodní film (Best international video)
Moscow: The Power of Submission (Sarava Productions/Kristen Bjorn Video, r. The Bear) 
Nejlepší komedie (Best comedy video)
A Dream Come True (RAD Video, r. Rick Lawrence)
Nejlepší výhradně sexuální film (Best all sex video)
Fallen Angel 4: Sea Men (Titan Media, r. Bruce Cam)
Nejlepší „kožeňácký“/fetišistický film (Best leather/fetish video)
Shock, Part 1 (Mustang Studios, r. Chi Chi LaRue)
Nejlepší klasický film (Best classic video)
The Other Side of Aspen (Falcon Studios, 1978, r. Bill Clayton)
Nejlepší přepracování klasického filmu (Editors choice: Classic movie remake)
The Back Row (Rascal Video/Channel 1 Releasing, remake 2001, orig. 1973, r. Chi Chi La Rue)
Herecké ceny:
Nejlepší herec (Best actor)
Tony Donovan v Carnal Intentions (Men of Odyssey, r. Jim Steel)
Nejlepší mezinárodní herec (Editors choice: Best international actor)
Pavel Novotny v The Jan Dvorak Story (Catalina Video, r. William Higgins)
Nejlepší herec ve vedlejší roli (Best supporting actor)
Blake Harper v Conquered (All Worlds Video, r. Chi Chi LaRue)
Účinkující roku (Performer of the year)
Michael Brandon
Chad Hunt
Nejlepší nováček (Best newcomer)
Matthew Rush
Dylan Vox
Ceny za výkon:
Nejlepší sólová scéna (Best solo sex scene)
Matthew Rush v Alone with… Volume 1 (Falcon Studios, r. Max Phillips)
Nejlepší párová scéna (Best duo sex scene)
Dylan Vox a Tony Donovan v Carnal Intentions (Men of Odyssey, r. Jim Steel)
Nejlepší „trojka“ (Best three-way sex scene)
Chad Hunt, Erik Martins a Carlos Morales v Vengeance (Lucas Entertainment, r. Michael Lucas)
Nejlepší skupinový sex (Best group sex scene)
Nino Bacci, Colton Ford, Blake Harper, Billy Herrington a Jay Ross v Conquered (All Worlds Video, r. Chi Chi LaRue)
Nejlepší nesexuální výkon (Best nonsexual)
Johnny Rahm a Sharon Kane v Porn Fiction (New Age Pictures, r. Gino Colbert a Sam Slam)
Ceny za produkci a marketing:
Nejlepší režisér (Best director)
Jim Steel za Carnal Intentions (Men of Odyssey)
Nejlepší mezinárodní režisér (Best international director)
The Bear za Moscow: The Power of Submission (Sarava Productions/Kristen Bjorn Video)
Nejlepší scénář (Best screenplay)
Wash West za The Seven Deadly Sins: Gluttony (All Worlds Video, r. Wash West)
Nejlepší mezinárodní scénář (Best international screenplay)
William Higgins za Prague Buddies 3: Liebestod (William Higgins Productions, r. William Higgins)
Nejlepší kamera (Best videography)
Bruce Cam za Fallen Angel 4: Sea Men (Titan Media, r. Bruce Cam)
Nejlepší umělecké vedení (Best art direction)
Conquered (All Worlds Video, r. Chi Chi LaRue)
Nejlepší DVD bonusy (Best DVD extras)
The Joint: A Penile Institution (Men of Odyssey, r. Jim Steel)
Zvláštní ceny:
Zeď slávy (Wall of fame)
Steve Cannon
Will Clark
Mike Donner
Sharon Kane
Chuck Renslow
[ zpět nahoru ]

### 2003
Vyhlášení cen se uskutečnilo v sobotu 24. května 2003 v chicagském nočním klubu Circuit. Ceremoniál uváděly Chi Chi LaRue a Honey West. Ocenění získali:
Ceny za produkt:
Nejlepší film (Best video)
Deep South: The Big and the Easy, Part 1 & 2 (Falcon Studios, r. Chi Chi La Rue a John Rutherford)
Nejlepší mezinárodní film (Best international video)
Frisky Summer 4: Summer Loves (Bel Ami, r. George Duroy) 
Nejlepší komedie (Best comedy video)
White Trash (MSR Video, r. Tony Alizzi)
Nejlepší výhradně sexuální film (Best all sex video)
Closed Set: The New Crew (MSR Video, r. Tim Kincaid)
Nejlepší bisexuální film (Best bi-sexual video)
Mass Appeal 2 (Men of Odyssey, r. Jim Steel)
Nejlepší „kožeňácký“/fetišistický film (Best leather/fetish video)
Prowl 3: Genuine Leather (MSR Video, r. Tony Alizzi)
Nejlepší klasický film (Best classic video)
Big Guns (Laguna Pacific/Catalina Video, 1987, r. William Higgins)
Big Guns 2 (William Higgins Productions/Catalina Video, 1999, r. Josh Eliot)
Herecké ceny:
Nejlepší herec (Best actor)
Joe Landon v The Apprentice 2: Dark Heart (Delta Productions)
Nejlepší herec ve vedlejší roli (Best supporting actor)
Chad Hunt v Oral Exams (Rascal Video)
Účinkující roku (Performer of the year)
Carlos Morales
Matthew Rush
Nejlepší nováček (Best newcomer)
Matt Summers
Bret Wolfe
Ceny za výkon:
Nejlepší sólová scéna (Best solo sex scene)
Sean Storm v Open Trench 2: Fuck Fantasies (Sports & Recreation Video, r. Drew Warner a Greg Lenzman)
Nejlepší párová scéna (Best duo sex scene)
Matthew Rush a Josh Weston v Deep South: The Big and the Easy, Part 2 (Falcon Studios, r. Chi Chi La Rue a John Rutherford)
Nejlepší „trojka“ (Best three-way sex scene)
Trent Atkins, Joe Landon a Matt Bixel The Apprentice 2: Dark Heart (Delta Productions, r. Barry Knight)
Nejlepší skupinový sex (Best group sex scene)
Jeremy Jordan, Chad Hunt, Adam Wolfe, Derek Cameron, Sebastian Cole, Jason Tyler a Clay Maverick v Deep South: The Big and the Easy, Part 1 (Falcon Studios, r. Chi Chi La Rue a John Rutherford)
Nejlepší nesexuální výkon (Best nonsexual)
David Forest v Brad's Buddies (Pacific Sun Entertainment, r. Aaron West a Thor Stephens)
Ceny za produkci a marketing:
Nejlepší režisér (Best director)
Chi Chi La Rue a John Rutherford za Deep South: The Big and the Easy, Part 1 & 2 (Falcon Studios)
Nejlepší scénář (Best screenplay)
Rick Tugger za White Trash (MSR Video, r. Tony Alizzi)
Nejlepší kamera (Best videography)
Bruce Cam za Gorge (Titan Media, r. Bruce Cam)
Nejlepší umělecké vedení (Best art direction)
White Trash (MSR Video, r. Tony Alizzi)
Nejlepší DVD bonusy (Best DVD extras)
The Back Row (Rascal Video/Channel 1 Releasing, r. Chi Chi La Rue)
Nejlepší propagační balíček (Best reviewer promo package)
The Dirty Director (Raging Stallion Studios, r. Chris Ward)
Zvláštní ceny:
Cena za mimořádný počin (Special achievement award)
Bob East jako výkonný ředitel Men of Odyssey
Zeď slávy (Wall of fame)
Jason Branch
Jack Simmons
J.D. Slater
Michael Brandon
John Rutherford
Tim Kincaid
[ zpět nahoru ]

### 2004
Vyhlášení cen se uskutečnilo v sobotu 29. května 2004 v Park West Theatre v Chicagu. Ceremoniál uváděly Chi Chi LaRue a Honey West. Ocenění získali:
Ceny za produkt:
Nejlepší film (Best video)
The Hole (Jet Set Productions, r. Wash West)
Nejlepší mezinárodní film (Best international movie)
Just for Fun (Bel Ami, r. George Duroy) 
Nejlepší komedie (Best comedy video)
There Goes the Neighborhood (All Worlds Video, r. Rick Tugger)
Nejlepší výhradně sexuální film (Best all sex video)
Reload (Colt Studio, r. John Rutherford)
Nejlepší fetišistický film (Best fetish video)
Rear End Collision 1: Pop a Gasket a Rear End Collision 2: Lube Job (Raging Stallion Studios, r. Chris Ward)
Nejlepší „kožeňácký“ film (Best leather video)
Skuff II: Downright Filthy (Hot House Entertainment, r. Steven Scarborough)
Nejlepší klasický film (Best classic video)
Sailor in the Wild (Laguna Pacific / Catalina Video, 1983, r. William Higgins)
Herecké ceny:
Nejlepší herec (Best actor)
Michael Soldier v A Porn Star Is Born (Raging Stallion Studios, r. Chris Ward)
Nejlepší herec ve vedlejší roli (Best supporting actor)
Brad Benton alias Dylan Vox v There Goes the Neighborhood (All Worlds Video, r. Rick Tugger)
Účinkující roku (Performer of the year)
Trent Atkins
Brad Benton alias Dylan Vox
Nejlepší nováček (Best newcomer)
Tag Adams
Tag Eriksson
Nejžhavější verzatilní herec (Hottest versatile performer)
Anthony Holloway
Nejžhavější penis (Hottest cock)
Chad Hunt
Nejžhavější zadek (Hottest ass)
Rob Romoni
Ceny za výkon:
Nejžhavější výstřik (Hottest cumshot)
Ray Dragon, Marcus Iron, Dave Angelo, Rob Romoni a Matt Colmar v Reload (Colt Studio, r. John Rutherford)
Nejlepší sólová scéna (Best solo sex scene)
Tag Eriksson v The Hole (Jet Set Productions, r. Wash West)
Nejlepší párová scéna (Best duo)
Tag Adams a Chad Hunt v Detention (Rascal Video/Channel 1 Releasing, r. Chi Chi LaRue)
Lane Fuller a Chase Hunter v Drenched Part I: Soaking It In (Falcon Studios, r. Chi Chi LaRue)
Nejlepší „trojka“ (Best three-way sex scene)
Michael Vincenzo, Peter Raeg a Shane Rollins v Gaydreams (Raging Stallion Studios, r. Chris Ward)
Nejlepší skupinový sex (Best group sex scene)
Johnny Hazzard, Chad Hunt, Andy Hunter, Matt Majors, Matt Summers, Logan Reed a Michael (XLIII) Johnson v Detention (Rascal Video/Channel 1 Releasing, r. Chi Chi LaRue)
Nejlepší nesexuální výkon (Best nonsexual)
Rowdy Carson v There Goes the Neighborhood (All Worlds Video, r. Rick Tugger)
Ceny za produkci a marketing:
Nejlepší režisér (Best director)
Wash West za The Hole (Jet Set Productions)
Nejžhavější nový režisér (Hottest New Directors)
Jett Blakk
Doug Jeffries
Nejlepší scénář (Best screenplay)
Wash West za The Hole (Jet Set Productions, r. Wash West)
Nejlepší kamera (Best videography)
Max Phillips za Drenched Part I: Soaking It In (Falcon Studios, r. Chi Chi LaRue)
Nejlepší umělecké vedení (Best art direction)
Carny (Titan Media, r. Brian Mills a Harold Creg)
Nejlepší DVD bonusy (Best DVD extras)
Carny (Titan Media, r. Brian Mills a Harold Creg)
Zvláštní ceny:
Zeď slávy (Wall of fame)
Flex-Deon Blake
Bradley Picklesheimer
Raul Rodriguez
Steven Scarborough
Chris Steele
Christian Taylor
[ zpět nahoru ]

### 2005
Vyhlášení cen se uskutečnilo v sobotu 28. května 2005 v Park West Theatre v Chicagu. Ceremoniál uváděly Chi Chi LaRue a Honey West. Ocenění získali:
Ceny za produkt:
Nejlepší film (Best video)
Buckleroos: Part 1 & 2 (Buckshot Productions, Colt Studio, r. John Rutherford a Jerry Douglas)
Nejlepší mezinárodní film (Best international movie)
Countdown: Thom Barron Calling (Cazzo Film/Centaur Films, r. Sven Jungbluth) 
Nejlepší komedie (Best comedy video)
Wet Palms (Jet Set Productions, r. Matthew Moore)
Nejlepší výhradně sexuální film (Best all sex video)
Bolt (Channel 1 Releasing, Rascal Video, r. Chi Chi LaRue)
Nejlepší fetišistický film (Best fetish video)
Toolbox Trilogy: Drilled (Raging Stallion Studios, r. Chris Ward)
Nejlepší „kožeňácký“ film (Best leather video)
Horse: Fallen Angel 5 (Titan Media, r. Bruce Cam)
Nejlepší klasický film (Best classic video)
The Road to Hopeful (Hot House Entertainment, 1994, r. Steven Scarborough)
Herecké ceny:
Nejlepší herec (Best actor)
Brad Benton alias Dylan Vox v Wet Palms (Jet Set Productions, r. Matthew Moore)
Nejlepší herec ve vedlejší roli (Best supporting actor)
Owen Hawk v Buckleroos: Part 1 & 2 (Buckshot Productions, Colt Studio, r. John Rutherford a Jerry Douglas)
Nejlepší účinkující (Best performer)
Tag Adams
Owen Hawk
Nejlepší nováček (Best newcomer)
Kent Larson
Eddie Stone
Nejžhavější verzatilní herec (Hottest versatile performer)
Brad Benton alias Dylan Vox
Nejžhavější penis (Hottest cock)
Michael Brandon
Nejžhavější zadek (Hottest ass)
Matthew Rush
Ceny za výkon:
Nejžhavější výstřik (Hottest cumshot)
Arpad Miklos a Ricky Martinez v Buckleroos: Part 1 & 2 (Buckshot Productions, Colt Studio, r. John Rutherford a Jerry Douglas)
Nejlepší sólová scéna (Best solo sex scene)
Chad Donovan Wet Palms (Jet Set Productions, r. Matthew Moore)
Nejlepší párová scéna (Best duo)
Johnny Hazzard a Zak Spears v Bolt (Channel 1 Releasing, Rascal Video, r. Chi Chi LaRue)
Tag Adams a Aiden Shaw v Perfect Fit (Hot House Entertainment, r. Steven Scarborough)
Nejlepší „trojka“ (Best three way)
Dylan Vox, Owen Hawk a Diego De La Hoya v Buckleroos: Part 1 & 2 (Buckshot Productions, Colt Studio, r. John Rutherford a Jerry Douglas)
Nejlepší skupinový sex (Best group)
Johnny Hazzard, Rod Barry, Theo Blake, Alex LeMonde, Kyle Lewis, Dillon Press, Troy Punk, Shane Rollins, Rob Romoni, Anthony Shaw a Sebastian Tauza v Bolt (Channel 1 Releasing, Rascal Video, r. Chi Chi LaRue)
Nejlepší nesexuální výkon (Best nonsexual)
Zak Spears v Buckleroos: Part 1 & 2 (Buckshot Productions, Colt Studio, r. John Rutherford a Jerry Douglas)
Ceny za produkci a marketing:
Nejlepší režisér (Best director)
John Rutherford a Jerry Douglas za Buckleroos: Part 1 & 2 (Buckshot Productions, Colt Studio)
Nejlepší scénář (Best screenplay)
Jerry Douglas za Buckleroos: Part 1 & 2 (Buckshot Productions, Colt Studio, r. John Rutherford a Jerry Douglas)
Nejlepší kamera (Best videography)
Max Phillips za Taking Flight 1 & 2 (Falcon Studios, r. Chris Steele)
Nejlepší umělecké vedení (Best art direction)
Horse: Fallen Angel 5 (Titan Media, r. Bruce Cam)
Nejlepší DVD bonusy (Best DVD extras)
Horse: Fallen Angel 5 (Titan Media, r. Bruce Cam)
Zvláštní ceny:
Cena publika (Maleflixxx.TV People’s Choice Award)
Monster Bang 5: Pokin' in the Boy's Room (Raging Stallion Studios, r. Michael Brandon a Chris Ward)
Zeď slávy (Wall of fame)
Rod Barry
Chad Donovan
Chris Green
Grant Larson
Dillon Press
Jeremy Spencer
Chris Ward
[ zpět nahoru ]

### 2006
Vyhlášení cen se uskutečnilo v sobotu 27. května 2006 v The Vic Theatre v Chicagu. Ceremoniál uváděly Chi Chi LaRue a Honey West. Ocenění získali:
Ceny za produkt:
Nejlepší film (Best video)
Wrong Side of the Tracks: Part 1 & 2 (Rascal Video, r. Chi Chi LaRue)
Nejlepší mezinárodní film (Best international movie)
Lukas in Love (Bel Ami, r. George Duroy) 
Nejlepší komedie (Best comedy)
Through the Woods (Falcon Studios, r. Chi Chi La Rue)
Nejlepší výhradně sexuální film (Best all sex)
Arabesque (Raging Stallion Studios, r. Chris Ward)
Nejlepší fetišistický film (Best fetish)
Twisted (Hot House Entertainment, r. David Lamm)
Nejlepší „kožeňácký“ film (Best leather video)
The Missing (Hot House Entertainment, r. Michael Lucas a Mr. Pam)
Nejlepší klasický film (Best classic video)
Big Guns: Original Ending (Catalina Video, 1987, r. William Higgins)
Herecké ceny:
Nejlepší herec (Best actor)
Tom Judson v Dangerous Liaisons (Lucas Entertainment, r. Michael Lucas)
Nejlepší herec ve vedlejší roli (Best supporting actor)
Jacob Slader v Dirty Little Sins (Red Devil Entertainment, r. Jett Blakk)
Účinkující roku (Performer of the year)
Brad Benton
Johnny Hazzard
Nejlepší nováček (Best newcomer)
Roman Heart
Jason Kingsley
Nejžhavější verzatilní herec (Hottest versatile performer)
Rod Barry
Nejžhavější penis (Hottest cock)
Trevor Knight
Nejžhavější zadek (Hottest ass)
Pete Ross
Ceny za výkon:
Nejžhavější výstřik (Hottest cumshot)
Marco Paris v The Missing (Hot House Entertainment, r. Michael Lucas a Mr. Pam)
Nejlepší sólová scéna (Best solo)
Dylan Vox v Dirty Little Sins (Red Devil Entertainment, r. Jett Blakk)
Nejlepší párová scéna (Best duo)
Jason Kingsley a Brad Patton v Beyond Perfect (Buckshot Productions / Colt Studio, r. Jerry Douglas)
Nejlepší „trojka“ (Best three way)
Johnny Hazzard, Marcus Iron a Tommy Ritter v Wrong Side of the Tracks: Part 1 (Rascal Video, r. Chi Chi LaRue)
Nejlepší skupinový sex (Best group)
Huessein, Joey Russo, Sarib, J.C., Colin West v Arabesque (Raging Stallion Studios, r. Chris Ward)
Nejlepší nesexuální výkon (Best nonsexual)
Tim Kincaid v Beyond Perfect (Buckshot Productions / Colt Studio, r. Jerry Douglas)
Ceny za produkci a marketing:
Nejlepší režisér (Best director)
Chi Chi La Rue za Wrong Side of the Tracks: Part 1 & 2 (Rascal Video)
Nejlepší scénář (Best screenplay)
Jett Blakk za Dirty Little Sins (Red Devil Entertainment, r. Jett Blakk)
Nejlepší kamera (Best videography)
Hue Wilde za Wrong Side of the Tracks: Part 1 & 2 (Rascal Video, r. Chi Chi LaRue)
Nejlepší umělecké vedení (Best art direction)
Heaven to Hell (Falcon Studios, r. Chi Chi LaRue)
Nejlepší DVD bonusy (Best DVD extras)
Arabesque (Raging Stallion Studios, r. Chris Ward)
Zvláštní ceny:
Cena publika (Maleflixxx.TV People’s Choice Award)
Hard as Wood (Raging Stallion Studios, r. Michael Brandon, Chris Ward)
Zeď slávy (Wall of fame)
Jett Blakk
Cæsar
Chad Hunt
Matthew Rush
Hue Wilde
[ zpět nahoru ]

### 2007
Vyhlášení cen se uskutečnilo v sobotu 26. května 2007 v Park West Theater v Chicagu. Ceremoniál uváděly Chi Chi LaRue a Honey West.
Ocenění získali:
Ceny za produkt:
Nejlepší film (Best video)
Justice (Hot House Entertainment, r. Steven Scarborough)
Nejlepší mezinárodní film (Best international movie)
The School for Lovers (Lucas Kazan Productions, r. Lucas Kazan) 
Nejlepší komedie (Best comedy)
2nd Inning: Little Big League II (Electro Video, r. Doug Jeffries)
Nejlepší výhradně sexuální film (Best all sex)
Manifesto (Raging Stallion Video, r. Chris Ward a Ben Leon)
Nejlepší twink film (Best twink movie)
Young Men Just Wanna Fuck (Jet Set Productions, r. Stéphane Moussu)
Nejlepší fetišistický film (Best fetish)
Folsom Filth (Titan Media, r. Brian Mills)
Nejlepší „kožeňácký“ film (Best leather video)
Black-N-Blue (Hot House Entertainment, r. Steven Scarborough)
Herecké ceny:
Nejlepší herec (Best actor)
Shane Rollins v Justice (Hot House Entertainment, r. Steven Scarborough)
Nejlepší herec ve vedlejší roli (Best supporting actor)
Matthew Rush v The Velvet Mafia: Part 1 (Falcon Studios, r. Chris Steele)
Nejlepší účinkující (Best performers)
Trevor Knight
Collin O'Neal
Nejlepší nováček (Best newcomer)
Matt Cole
Brian Hansen
Nejžhavější pasivní herec (Hottest bottom)
Matt Cole
Nejlepší verzatilní herec (Best versatile performer)
Francesco D'Macho
Nejžhavější penis – bez obřízky (Hottest cock – uncut)
Barrett Long
Nejžhavější penis – s obřízkou (Hottest cock – cut)
Cort Donovan
Ceny za výkon:
Nejlepší výstřik (Best cum scene)
Josh Weston v Manly Heat: Scorched (Buckshot Productions, r. Kristofer Weston)
Nejlepší sólová scéna (Best solo)
Kent North v At Your Service (Hot House Entertainment, r. Steven Scarborough)
Nejlepší párová scéna (Best duo)
Trevor Knight a Shane Rollins v Justice (Hot House Entertainment, r. Steven Scarborough)
Nejlepší „trojka“ (Best three way)
Jason Crew, Brian Hansen a Tamas Eszterhazy Big Rig (Buckshot Productions, Colt Studio, r. John Rutherford)
Luca DiCorso, Jan Fischer a Jeremy Hall No Cover (Rascal Video, r. Chi Chi LaRue)
Nejlepší skupinový sex (Best group)
Eddie Stone, Tommy Ritter, Damon De Marco a Trevor Knight v 2nd Inning: Little Big League II (Electro Video, r. Doug Jeffries)
Nejlepší nesexuální výkon (Best nonsexual)
Paul Barresi v The Velvet Mafia: Part 1 (Falcon Studios, r. Chris Steele)
Ceny za produkci a marketing:
Nejlepší režisér (Best director)
Steven Scarborough za Justice (Hot House Entertainment, r. Steven Scarborough)
Nejlepší scénář (Best screenplay)
Austin Deeds za The Velvet Mafia: Part 1 (Falcon Studios, r. Chris Steele)
Nejlepší kamera (Best videography)
Dan Fox a Collin O’Neal za Lebanon (Raging Stallion Studios / Collin O’Neal Productions, r. Collin O'Neal)
Nejlepší umělecké vedení (Best art direction)
The Velvet Mafia: Part 1 (Falcon Studios, r. Chris Steele)
Nejlepší DVD bonusy (Best DVD extras)
Dripping Wet 1 (Falcon Studios, r. Chris Steele)
Zvláštní ceny:
Cena publika (Maleflixxx.TV People’s Choice Award)
Justice (Hot House Entertainment, r. Steven Scarborough)
Celoživotní přínos (Lifetime Achievment)
Chi Chi LaRue
Zeď slávy (Wall of fame)
Paul Barresi
Blue Blake
Gino Colbert
David Forest
Max Phillips
Bruce Vilanch
[ zpět nahoru ]

### 2008
Vyhlášení cen se uskutečnilo v sobotu 24. května 2008 v Park West Theater v Chicagu. Ceremoniál uváděly Chi Chi LaRue a Honey West.
Ocenění získali:
Ceny za produkt:
Nejlepší film (Best video)
Grunts: The New Recruits (Raging Stallion Studios, r. Chris Ward a Ben Leon)
Nejlepší mezinárodní film (Best international movie)
Casting Couch (Olympus / Colt Studio, r. Roland Dane) 
Nejlepší komedie (Best comedy)
Oliver Twink (PZP Productions, r. Peter Z. Pan)
Nejlepší výhradně sexuální film (Best all sex)
Link V: The Evolution (All Worlds Video, r. Chi Chi LaRue)
Nejlepší twink film (Best twink movie)
Real and Raw Miami 1-2 (CitiBoyz Video, r. Gage Powers)
Nejlepší fetišistický film (Best fetish)
Ink Storm (Raging Stallion Studios, r. Jake Deckard)
Nejlepší extrémní fetiš (Best fetish extreme)
Fear (Titan Media, r. Brian Mills)
Nejlepší „kožeňácký“ film (Best leather video)
Verboten 1 & 2 (Hot House Entertainment, r. Steven Scarborough)
Herecké ceny:
Nejlepší herec (Best actor)
Jason Ridge v A Rising Star (Ridgeline Films, r. Dylan Ryan)
Erik Rhodes v The Ivy League (Falcon Studios, r. John Bruno)
Nejlepší herec ve vedlejší roli (Best supporting actor)
Ricky Sinz v Grunts: The New Recruits (Raging Stallion Studios, r. Chris Ward a Ben Leon)
Účinkující roku (Performer of the year)
Jake Deckard
Jason Ridge
Nejlepší nováček (Best newcomer)
Steve Cruz
Blake Riley
Nejžhavější pasivní herec (Hottest bottom)
Jesse Santana
Nejlepší verzatilní herec (Best versatile performer)
Erik Rhodes
Nejžhavější penis (Hottest cock)
Diesel Washington
Ceny za výkon:
Nejlepší výstřik (Best cum scene)
Francesco D'Macho a Romario Faria v Verboten 1 & 2 (Hot House Entertainment, r. Steven Scarborough)
Nejlepší sólová scéna (Best solo)
Ricky Sinz v Grunts: The New Recruits (Raging Stallion Studios, r. Chris Ward a Ben Leon)
Tory Mason v Paradise Found (Buckshot Productions / Colt Studio, r. Kristofer Weston)
Nejlepší párová scéna (Best duo)
Jake Deckard a Remy Delaine v Playback (Raging Stallion Studios, r. Ben Leon)
Nejlepší „trojka“ (Best three way)
Blake Riley, Kevin Miles a Scott Tanner v Link V: The Evolution (All Worlds Video, r. Chi Chi LaRue)
Nejlepší skupinový sex (Best group)
Brendan Davies, Joe Strong, Johnny Hazzard, Matt Majors a Steve Cruz v Link V: The Evolution (All Worlds Video, r. Chi Chi LaRue)
Nejlepší rimmingová scéna (Best rimming scene)
Blake Riley a Johnny Hazzard v Restless Youths (Rascal Video, r. Chi Chi LaRue)
Nejlepší nesexuální výkon (Best nonsexual)
Lou Cass v Dare (Falcon Studios, r. Jett Blakk)
Ceny za produkci a marketing:
Nejlepší režisér (Best director)
Chris Ward a Ben Leon za Grunts: The New Recruits (Raging Stallion Studios)
Nejlepší scénář (Best screenplay)
Andrew Rosen za The F Word (Jet Set Men, r. Andrew Rosen)
Nejlepší kamera (Best videography)
Brian Mills a Paul Wilde za H2O (Titan Media, r. Brian Mills)
Nejlepší umělecké vedení (Best art direction)
Verboten 1 & 2 (Hot House Entertainment, r. Steven Scarborough)
Nejlepší DVD bonusy (Best DVD extras)
Link V: The Evolution (All Worlds Video, r. Chi Chi LaRue)
Zvláštní ceny:
Cena publika (People's choice award)
Breathless (Titan Media, r. Bruce Cam)
Celoživotní přínos (Lifetime Achievment)
Toby Ross
Zeď slávy (Wall of fame)
Billy Masters
Kent North (posmrtně)
Blue Blake
Tony DiMarco
Doug Jeffries
Brian Mills
Brent Smith
[ zpět nahoru ]

### 2009
Vyhlášení cen se uskutečnilo v sobotu 23. května 2009 v Park West Theatre v Chicagu.
Ocenění získali:
Ceny za produkt:
Nejlepší film (Best movie)
The Drifter (Raging Stallion Studios, r. Tony DiMarco a Ben Leon)
Nejlepší mezinárodní film (Best international movie)
Indecent Proposals (Falcon International / Hammer Entertainment, r. Rolf Hammerschmidt) 
Nejlepší komedie (Best comedy)
Paging Dr. Finger (Hot House Entertainment, r. Steven Scarborough)
Nejlepší výhradně sexuální film (Best all sex)
Black Balled 6: Under the Hood (All Worlds Video, r. Chi Chi LaRue)
Nejlepší etnický film (Best ethnic)
Black Balled 6: Under the Hood (All Worlds Video, r. Chi Chi LaRue)
Nejlepší twink film (Best twink video)
Just the Sex 2 (Dirty Bird Pictures/Prodigy Pictures, r. Dink Flamingo)
Nejlepší fetišistický film (Best fetish)
Folsom Prison (Titan Media, r. Brian Mills)
Nejlepší extrémní fetiš (Best fetish extreme)
Fisting Ranch Hands (Red Eagle Films, r. Wolfgang Bang)
Herecké ceny:
Nejlepší herec (Best actor)
Logan McCree v The Drifter (Raging Stallion Studios, r. Tony DiMarco a Ben Leon)
Nejlepší herec ve vedlejší roli (Best supporting actor)
Scott Tanner v To the Last Man (Raging Stallion Studios, r. Ben Leon, Tony DiMarco a Chris Ward)
Účinkující roku (Performer of the year)
Steve Cruz
Diesel Washington
Nejlepší nováček (Best newcomer)
Kyle King
Cameron Marshall
Nejlepší verzatilní herec (Best versatile performer)
Dean Flynn
Nejžhavější penis – bez obřízky (Hottest cock – uncut)
Antonio Biaggi
Nejžhavější penis – s obřízkou (Hottest cock – cut)
Tyler Saint
Ceny za výkon:
Nejlepší výstřik (Best cum scene)
všichni na Dylana Sanderse v Black Balled 6: Under the Hood (All Worlds Video, r. Chi Chi LaRue)
Nejlepší sólová scéna (Best solo)
Damien Crosse v To the Last Man (Raging Stallion Studios, r. Ben Leon, Tony DiMarco a Chris Ward)
Nejlepší párová scéna (Best duo)
Zeb Atlas a Adam Killian v Best Men 2: The Wedding Party (Falcon Studios, r. John Bruno)
Logan McCree a Vinnie D'Angelo v The Drifter (Raging Stallion Studios, r. Tony DiMarco a Ben Leon)
Nejlepší „trojka“ (Best three way)
Ricky Sinz, Scott Tanner a Logan McCree v To the Last Man (Raging Stallion Studios, r. Ben Leon, Tony DiMarco a Chris Ward)
Nejlepší skupinový sex (Best group)
Chad Hunt, Cort Donovan, Nash Lawler a Phenix Saint v EndGame (Dirty Bird Pictures, r. Jett Blakk)
Nejlepší rimmingová scéna (Best rimming scene)
Blake Riley, Cort Donovan a Turk Mason v Excess (Rascal Video, r. Chi Chi LaRue)
Ceny za produkci a marketing:
Nejlepší režisér (Best director)
Chris Ward, Ben leon a Tony DiMarco za To the Last Man (Raging Stallion Studios, r. Ben Leon, Tony DiMarco a Chris Ward)
Nejlepší scénář (Best screenplay)
Doug Jefferies za Black Meat White Heat (All Worlds Video, 10/9 Productions, r. Doug Jeffries)
Nejlepší kamera (Best videography)
Tony DiMarco za The Drifter (Raging Stallion Studios, r. Tony DiMarco a Ben Leon)
Nejlepší umělecké vedení (Best art direction)
Funhouse (Titan Media, r. Brian Mills)
Nejlepší fotograf (Best still photographer)
Mick Hicks
Nejlepší obal (Best box cover)
Black Meat White Heat (All Worlds Video, 10/9 Productions, r. Doug Jeffries)
Webové ceny:
Nejlepší pornografická webová stránka (Best web based porn site)
Cockyboys.com
Nejlepší web pornohvězdy (Best porn star website)
Stevecruzxxx.com
Nejlepší blog pornohvězdy (Best porn star blog)
Diesel Washington
Zvláštní ceny:
Cena publika (People's choice award)
Jockstrap (Hot House Entertainment, r. Steven Scarborough)
Celoživotní přínos (Lifetime Achievment)
Steven Scarborough
Zeď slávy (Wall of fame)
Steve Jerome
Troy Prickett
Robert Van Damme
Spike
[ zpět nahoru ]

### 2010
Vyhlášení cen se uskutečnilo v sobotu 29. května 2010 v Park West Theatre v Chicagu. Ceremoniál uváděly Chi Chi LaRue a Honey West.
Ocenění získali:
Ceny za produkt:
Nejlepší film (Best movie)
Focus/Refocus – Focus: The Story Begins a Refocus: The Final Climax (Raging Stallion Studios, r. Ben Leon, Chris Ward, Tony DiMarco)
Nejlepší mezinárodní film (Best international movie)
Men of Israel (Lucas Entertainment, r. Michael Lucas a Mr. Pam) 
Nejlepší poloprofesionální film (Best pro/am)
Summer Recruits (Active Duty, r. Dink Flamingo)
Nejlepší komedie (Best comedy)
Whorrey Potter and the Sorcerer's Balls (Dominic Ford Features, r. Dominic Ford)
Nejlepší výhradně sexuální film (Best all sex)
Taken: To The Lowest Level (Channel 1 Releasing/Rascal Video, r. Chi Chi LaRue)
Nejlepší etnický film (Best ethnic)
Black Balled 7: Jail Slammed (All Worlds Video, r. Chi Chi LaRue)
Nejlepší twink film (Best twink video)
Keep 'em Cummin' (Cityboyz Video, r. Steve Shay a Gage Powers)
Nejlepší fetišistický film (Best fetish)
Folsom Flesh (Titan Media, r. Brian Mills)
Nejlepší extrémní fetiš (Best fetish extreme)
Up Yours 1 & 2 (Club Inferno, r. Robert C. Drake)
Nejlepší „kožeňácký“ film (Best leather movie)
Skuff 4: Downright Fierce (Hot House Entertainment, r. Steven Scarborough)
Herecké ceny:
Nejlepší herec (Best actor)
Cole Streets v Focus/Refocus (Raging Stallion Studios, r. Ben Leon, Chris Ward, Tony DiMarco)
Nejlepší herec ve vedlejší roli (Best supporting actor)
Diesel Washington v Asylum (Falcon)
David Taylor v Focus/Refocus (Raging Stallion Studios, r. Ben Leon, Chris Ward, Tony DiMarco)
Účinkující roku (Performer of the year)
Adam Killian
Tony Buff
Nejlepší nováček (Best newcomer)
Austin Wilde
Samuel Colt
Nejžhavější pasivní herec (Hottest bottom)
Vince Ferelli
Nejlepší verzatilní herec (Best versatile performer)
Matthew Rush
Nejžhavější penis – bez obřízky (Hottest cock – uncut)
Rafael Alencar
Nejžhavější penis – s obřízkou (Hottest cock – cut)
Tony Buff
Ceny za výkon:
Nejlepší výstřik (Best cum scene)
scéna v Gridiron Gang Bang (Channel 1 Releasing/All Worlds Video, r. Chi Chi LaRue)
Nejlepší sólová scéna (Best solo)
Adam Killian v Taken: To The Lowest Level (Channel 1 Releasing/Rascal Video, r. Chi Chi LaRue)
Nejlepší párová scéna (Best duo)
Bobby Clark a David West v Boy Country (Buckshot Productions/Colt Studio, r. Kristofer Weston)
Nejlepší „trojka“ (Best three way)
Adam Killian, Leo Giamani a Ty Colt v The Trainer (Falcon Studios, r. John Bruno)
Nejlepší skupinový sex (Best group)
Damian Crosse, Fracesco DeMacho, Wilfred Knight, Steve Cruz a Angelo Maroo v Focus/Refocus (Raging Stallion Studios, r. Ben Leon, Chris Ward, Tony DiMarco)
Nejlepší rimmingová scéna (Best rimming scene)
Benjamin Bradley a Jeremy Bilding v Tread Heavy (Channel 1 Releasing/Rascal Video, r. Chi Chi LaRue)
Ceny za produkci a marketing:
Nejlepší režisér (Best director)
Chi Chi Larue za Taken: To The Lowest Level (Channel 1 Releasing/Rascal Video)
Chris Ward, Ben Leon a Tony DiMarco za Focus/Refocus (Raging Stallion Studios)
Nejlepší scénář (Best screenplay)
Dan Rhodes za Focus/Refocus (Raging Stallion Studios, r. Ben Leon, Chris Ward, Tony DiMarco)
Nejlepší kamera (Best videography)
Mr. Pam za Men of Israel (Lucas Entertainment, r. Michael Lucas a Mr. Pam)
Nejlepší umělecké vedení (Best art direction)
Asylum (Falcon Studios, r. John Bruno)
Nejlepší fotograf (Best still photographer)
Gio
Nejlepší obal (Best box cover)
Taken: To The Lowest Level (Channel 1 Releasing/Rascal Video, r. Chi Chi LaRue)
Webové ceny:
Nejlepší pornografická webová stránka (Best web based porn site)
RANDYBLUE.com
Nejlepší web pornohvězdy (Best pornstar website)
RomanandBenjamin.com
Nejlepší blog pornohvězdy (Best pornstar blog)
Ricky Sinz
Zvláštní ceny:
Zeď slávy (Wall of fame)
Trevor Knight
Ross Cannon
Dink Flamingo
Jason Ridge
[ zpět nahoru ]

### 2011
Vyhlášení cen se uskutečnilo v sobotu 28. května 2011 v Park West Theatre v Chicagu. Ceremoniál uváděly Chi Chi LaRue a Honey West.
Ocenění získali:
Ceny za produkt:
Nejlepší film (Best movie)
Costa Brava: The Wild Coast (Kristen Bjorn Video, r. Kristen Bjorn)
Nejlepší mezinárodní film (Best international movie)
Too Big to Fail (Bel Ami, r. Marty Stevens) 
Nejlepší poloprofesionální film (Best pro/am)
Deep In The Foxhole (Active Duty, r. Dink Flamingo)
Nejlepší komedie (Best comedy)
Getting Levi's Johnson (Jet Set Productions, r. Chris Steele)
Nejlepší výhradně sexuální film (Best all sex)
Loading Zone (Hot House Entertainment, r. Steven Scarborough)
Nejlepší etnický film (Best ethnic)
Steamworks (Raging Stallion Studios, r. Tony DiMarco a Steve Cruz)
Nejlepší twink film (Best twink movie)
My Summer Vacation 1 (Citiboyz Video, r. Steve Shay)
Nejlepší fetišistický film (Best fetish)
Double Czech: Twins in Lust (William Higgins Productions, r. William Higgins)
Nejlepší extrémní fetiš (Best fetish extreme)
Kennel Master (Titan Media, r. Tony Buff a Paul Wilde)
Herecké ceny:
Nejlepší herec (Best actor)
Brent Everett v Grand Slam: Little Big League 4 (All Worlds Video, r. Doug Jeffries)
Nejlepší herec ve vedlejší roli (Best supporting actor)
Bren Wyson v Brutal 1 & 2 (Raging Stallion Studios, r. Tony DiMarco)
Účinkující roku (Performer of the year)
Samuel Colt
Brent Everett
Nejlepší nováček (Best newcomer)
Riley Price
Nejžhavější pasivní herec (Hottest bottom)
Angelo Marconi
Nejlepší verzatilní herec (Best versatile performer)
Wilfried Knight
Nejžhavější penis – bez obřízky (Hottest cock – uncut)
Kris Evans
Nejžhavější penis – s obřízkou (Hottest cock – cut)
Shane Frost
Ceny za výkon:
Nejlepší výstřik (Best cum scene)
Samuel Colt, Alessio Romero, Arpad Miklos a Brenn Wyson v Crotch Rocket (Mustang Studios, r. Erik Rhodes)
Nejlepší sólová scéna (Best solo)
Shane Frost v Shane's Pool Party (Jocks Video, r. neuveden)
Nejlepší párová scéna (Best duo)
Benjamin Bradley a Brian Hanson v Lotus (Buckshot Productions/Colt Studio, r. Kristofer Weston)
Nejlepší „trojka“ (Best three way)
Dominic Pacifico, Spencer Reed a Alexsander Freitas v Adrenaline (Mustang Studios, r. neuveden)
Nejlepší skupinový sex (Best group)
Tony Madrid, Raul Enquidanos, Ray Andres a Justin Harris v Costa Brava: The Wild Coast (Kristen Bjorn Video, r. Kristen Bjorn)
Nejžhavější rimmingová scéna (Hottest rimming)
Benjamin Bradley a Brian Hanson v Lotus (Buckshot Productions/Colt Studio, r. Kristofer Weston)
Nejlepší nesexuální výkon (Best nonsexual)
Howard Andrews v Grand Slam: Little Big League 4 (All Worlds Video, r. Doug Jeffries)
Ceny za produkci a marketing:
Nejlepší režisér (Best director)
Tony DiMarco za Brutal 1 & 2 (Raging Stallion Studios, r. Tony DiMarco)
Nejlepší scénář (Best screenplay)
Chris Steele za Getting Levi's Johnson (Jet Set Productions, r. Chris Steele)
Nejlepší kamera (Best videography)
Tony DiMarco za Brutal 1 & 2 (Raging Stallion Studios, r. Tony DiMarco)
Nejlepší umělecké vedení (Best art direction)
Getting Levi's Johnson (Jet Set Productions, r. Chris Steele)
Nejlepší fotograf (Best still photographer)
Greg Lenzman
Nejlepší obal (Best box cover)
Hot Sex (Raging Stallion Studios, r. Steve Cruz a Bruno Bond)
Webové ceny:
Nejlepší původní obsah (Best original content)
Next Door Studios
Nejlepší webkamera (Best live cam)
Camera Boys
Nejlepší pornografický blog (Best porn blog)
Gay Porn Times (autor: J.C. Adams)
Nejlepší velký web (Best mega site)
Suite 703
Nejlepší web filmové společnosti (Best video company site)
Hot House Entertainment
Nejlepší blog pornohvězdy (Best pornstar blog)
marcusmojo.com
Nejlepší blog pornohvězdy (Best pornstar blog)
Mike Dreyden
Nejlepší fetišistický web (Best fetish site)
Active Duty
Nejlepší stránky s videem na vyžádání (Best VOD site)
Naked Sword
Nejlepší partnerský program (Best affiliate program)
Channel 1 Releasing Affiliate Program
Nejlepší evropský tematický web (Best European theme site)
Bel Ami Online
Zvláštní ceny:
Celoživotní přínos (Lifetime Achievment)
Kristen Bjorn
Zeď slávy (Wall of fame)
Sister Roma
Steve Shay
Brandon Baker
Dean Monroe
[ zpět nahoru ]

### 2012
Vyhlášení cen se uskutečnilo v sobotu 26. května 2012 v Park West Theatre v Chicagu. Ceremoniál uváděly Chi Chi LaRue a Honey West.
Nejúspěšnějším filmem se stal Assassin od Michaela Lukase, který posbíral čtyři hlavní ceny pro nejlepší film, režii, scénář i kameru.
Ocenění získali:
Ceny za produkt:
Nejlepší film (Best movie)
Assassin (Lucas Entertainment, r. Michael Lucas, Mr. Pam a Nate MacNamara)
Nejlepší výhradně sexuální film (Best all sex)
The Other Side of Aspen 6 (Falcon Studios, r. Chris Ward)
Nejlepší twink film (Best twink movie)
Got Twink? (All Worlds Video, r. Chi Chi LaRue)
Nejlepší fetišistický film (Best fetish)
Sektor 9, Part 1 a 2 (Hot House Entertainment, r. Christian Owen)
Nejlepší extrémní fetiš (Best fetish extreme)
Bad Ass (Club Inferno/Hot House Entertainment, r. Christian Owen)
Herecké ceny:
Nejlepší herec (Best actor)
Lucky Daniels v Anthony's Weener (Jet Set Productions, r. Chris Steele)
Nejlepší herec ve vedlejší roli (Best supporting actor)
Conner Habib v Dad Goes to College (Dragon Media / D/G Mutual Media, r. Joe Gage)
Účinkující roku (Performer of the year)
Landon Conrad
Spencer Reed
Nejlepší nováček (Best newcomer)
Marc Dylan
Andrew Jakk
Mužný muž (Manly man)
Tom Wolfe
Nejžhavější pasivní herec (Hottest bottom)
Cavin Knight
Nejlepší verzatilní herec (Best versatile performer)
Adam Killian
Nejžhavější penis – bez obřízky (Hottest cock – uncut)
Rafael Carreras
Nejžhavější penis – s obřízkou (Hottest cock – cut)
Brady Jensen
Ceny za výkon:
Nejlepší výstřik (Best cum scene)
Cameron Marshall, Dominic Pacifico a Jimmy Durano v Raising the Bar 2: Cock Tales (All Worlds Video, r. Chi Chi LaRue)
Nejlepší sólová scéna (Best solo)
Austin Wilde v Bad Boys Get Spanked and Then Fucked (All Worlds Video, r. Chi Chi LaRue)
Nejlepší párová scéna (Best duo)
Adam Killian a Tony Buff v The Other Side of Aspen 6 (Falcon Studios, r. Chris Ward)
Nejlepší „trojka“ (Best three way)
Hunter Marx, Jayden Grey a Jessie Colter v Speechless (Titan Media, r. Brian Mills)
Nejlepší skupinový sex (Best group)
Spencer Reed, Dario Beck, Christopher Daniels a Trenton Ducati v Surveillance (Titan Media, r. Paul Wilde)
Nejžhavější rimmingová scéna (Hottest rimming)
Dean Monroe, Kayden Hart a Christian Ray v Below the Rim 2: Lick it Clean (Channel 1 Releasing, r. Chi Chi LaRue)
Ceny za produkci a marketing:
Nejlepší režisér (Best director)
Michael Lucas, Marc MacNamera a Mr. Pam za Assassin (Lucas Entertainment)
Nejlepší scénář (Best screenplay)
Marc MacNamera za Assassin (Lucas Entertainment, r. Michael Lucas, Mr. Pam a Nate MacNamara)
Nejlepší kamera (Best videography)
Mr. Pam za Assassin (Lucas Entertainment, r. Michael Lucas, Mr. Pam a Nate MacNamara)
Nejlepší umělecké vedení (Best art direction)
Cockwatch (All Worlds Video, r. Chi Chi LaRue)
Nejlepší fotograf (Best still photographer)
Dominic Ford
Nejlepší obal (Best box cover)
To Fuck a Predator (Jet Set Productions, r. Chris Steele)
Webové ceny:
Nejlepší původní obsah – web (Best original content – web)
Austinzane.com
Nejlepší webkamera (Best live cam)
Camera Boys
Nejlepší pornografický blog (Best porn blog)
Chronicals of Pornia
Nejlepší velký web (Best mega site)
Next Door Buddies
Nejlepší web filmové společnosti (Best video company site)
Bel Ami
Nejlepší web pornohvězdy (Best porn star site)
Brenteverett.com
Nejlepší fetišistický web (Best fetish site)
Bound Jocks
Nejlepší stránky s videem na vyžádání (Best VOD site)
Maleflixxx
Nejlepší partnerský program (Best affiliate program)
AEBN (Adult Entertainment Broadcast Network)
Zvláštní ceny:
Cena fanoušků Steamworks (Steamworks fan favorite)
The Other Side of Aspen 6 (Falcon Studios, r. Chris Ward)
Zeď slávy (Wall of fame)
Max Phillips
Steve Cruz
Rob Romoni
Christian Owen
[ zpět nahoru ]

### 2013
V polovině března 2013 byly vyhlášeny nominace na ceny a vyhlašovací večer se uskutečnil v sobotu 25. května 2013 v chicagském Hard Rock Hotelu, s tradiční hostitelskou dvojicí Chi Chi LaRue a Honey West.
Počet vyhlašovaných kategorií se tentokrát snížil. Ocenění získali:
Ceny za produkt:
Nejlepší film (Best movie)
Project GoGo Boy (Cocky Boys, r. Jake Jaxson)
Nominace: 21 Hump Street (Jet Set Men), American Lovers 2 (Bel Ami), Armour (Colt Studio Group), Incubus 2 (Titan Men), Project GoGo Boys (Cocky Boys), SNIFF (Channel 1 Releasing), The Dom (Hot House Entertainment), The Last Day (Lucas Entertainment), The Woods Part 1 & 2 (Raging Stallion Studios), Wild Attraction 1 & 2 (Kristen Bjorn), Wilde Road (Naked Sword)
Nejlepší výhradně sexuální film (Best all sex)
To Fuck a Predator: Gangbang (Jet Set Men)
Nejlepší twink film (Best twink movie)
Captain Americock (Boy Crush/Saggerz Skaterz, r. Andy Kay)
Nejlepší fetišistický film (Best fetish)
Pantyhos (Lucas Entertainment)
Nejlepší extrémní fetiš (Best fetish extreme)
Safeword (Raging Stallion Studios, r. Tony Buff)
Herecké ceny:
Nejlepší herec (Best actor)
Christian Wilde v Wilde Road (Naked Sword, r. Mr. Pam)
Nominace: Jonathan Agassi - The Last Day (Lucas Entertainment), Tristian Baldwin - The Ultimate Top (Jet Set Men), Jake Bass - Project GoGo Boys (Cocky Boys), Trenton Ducati - Grind House (Naked Sword), Trenton Ducati - The Woods 1 & 2 (Raging Stallion Studios), Jimmy Fanz - Street Trade (Channel 1 Releasing), Mick Lovell - American Lovers 2 (Bel Ami), Riley Price - 21 Hump Street (Jet Set Men), Austin Ried - Captain Americock (Boy Crush), Mitchell Rock - Awake (Lucas Entertainment), Max Ryder - Project GoGo Boys (Cocky Boys), François Sagat - Incubus 2 (TitanMen), Christian Wilde - Wilde Road (Naked Sword)
Účinkující roku (Performer of the year)
Trenton Ducati
Jimmy Durano
Nominace: Jonathan Agassi, Jessy Ares, Tommy Defendi, Mike DeMarko, Trenton Ducati, Jimmy Durano, Jake Genesis, Jesse Jackman, Kris Jamieson, Mick Lovell, Dean Monroe, Paddy O'Brian, Caleb Ramble, Max Ryder, Christian Wilde
Nejlepší nováček (Best newcomer)
Max Ryder
Tate Ryder
Nominace: Jake Bass, Justin Cruz, Jimmy Fanz, Augusto Figueredo, Jake Genesis, Charlie Harding, Scott Hunter, Kris Jamieson, Seth Knight, Derek Parker, JD Phoenix, Austin Ried, Max Ryder, Tate Ryder, Chris Tyler
Mužný muž (Manly man)
Charlie Harding
Nejžhavější aktivní herec (Hottest top)
Jimmy Durano
Nejžhavější pasivní herec (Hottest bottom)
Tate Ryder
Nejlepší verzatilní herec (Best versatile performer)
Trenton Ducati
Nejžhavější penis (Hottest cock)
Tommy Defendi
Ceny za výkon:
Nejlepší sólová scéna (Best solo)
Adam Killian v Fahrenheit (Falcon, r. Steve Cruz a Bruno Bond)
Nejlepší párová scéna (Best duo)
Mick Lowell a Kris Evans v American Lovers 2 (Bel Ami, r. Marty Stevens)
Jesse Ares a Scott Hunter v Nightfall (Titan Men, r. Jasun Mark)
Nejlepší skupinový sex (Best group)
Tate Ryder, Jake Genesis, Derek Parker v The Dom (Hot House Entertainment, r. Christian Owen)
Ceny za produkci a marketing:
Nejlepší režisér (Best director)
Jake Jaxson za Project GoGo Boy (Cocky Boys)
Nominace: Chris Steele - 21 Jump Street (Jet Set Men), George Duroy - American Lovers 2 (Bel Ami), Kristofer Weston - Armour (Colt Studio Group), François Sagat - Incubus 2 (Titan Men), Jake Jaxson - Project GoGo Boys (Cocky Boys), ChiChi Larue - SNIFF (Channel 1 Releasing), Christian Owen - The Dom (Hot House Entertainment), Marc MacNamara - The Last Day (Lucas Entertainment), Tony DiMarco - The Woods Part 1 & 2 (Raging Stallion Studios), Strongboli - Wild Attraction Part 1 & 2 (Kristen Bjorn), Mr. Pam - Wilde Road (Naked Sword)
Nejlepší scénář (Best screenplay)
Mr.Pam za Wilde Road (Naked Sword)
Nominace: Chris Steele - 21 Hump Street (Jet Set Men), Marc MacNamara - Awake (Lucas Entertainment), Andy Kay - Captain Americock (Boy Crush), Mr.Pam - Grind House (Naked Sword), Francois Saget - Incubus 2 (Titan Men), Christian Owen - MalPractice (Hot House Entertainment), Jake Jaxson & Hugo Harley - Project GoGo Boys (Cocky Boys), ChiChi LaRue & Doug Jeffries - Street Trade (Channel 1 Releasing), Marc MacNamara - The Last Day (Lucas Entertainment), Tony DiMarco - The Woods 1 & 2 (Raging Stallion Studios), Mr.Pam - Wilde Road (Naked Sword)
Nejlepší kamera (Best videography)
Andre Adair za The Dom (Hot House Entertainment)
Nejlepší umělecké vedení (Best art direction)
Incubus 2 (Titan Men)
Nejlepší fotograf (Best still photographer)
Kent Taylor
Nejlepší obal (Best box cover)
Sniff (Channel 1 Releasing)
Webové ceny:
Nejlepší původní webový obsah (Best web original content)
DominicFord.com
Webový účinkující roku (Web performer of the year)
Austin Wilde
Nejlepší webkamera (Best live cam)
Cam 4
Nejlepší velký web (Best mega site)
NakedSword.com
Nejlepší web filmové společnosti (Best video company site)
HotHouse.com
Nejlepší fetišistický web (Best fetish site)
BoundJocks.com
Nejlepší stránky s videem na vyžádání (Best VOD site)
Nakedsword.com
Zvláštní ceny:
Cena fanoušků Steamworks (Steamworks fan favorite)
Project GoGo Boy (Cocky Boys, r. Jake Jaxson)
Celoživotní přínos (Lifetime achievement)
Matthew Rush
Zeď slávy (Wall of fame)
Adam Robinson
Kristofer Weston
Brent Corrigan
[ zpět nahoru ]

### 2014
Počátkem března 2014 byly vyhlášeny nominace na ceny a předávací večer ohlášen tradičně se závěr měsíce května, konkrétně sobotu 25. května 2014. Oceněni byli:
Ceny za produkt:
Nejlepší film (Best movie)
Frat House Cream (Naked Sword)
Nominace: America's Next Hot Bottom (Jet Set Men), Behind the Big Top (Raging Stallion Studios), Dick Danger (Titan Men), First Time Part 1 & 2 - Kristen Bjorn Video, Frat House Cream (Naked Sword), Helix Academy (Helix Studios), My Doctor Sucks (Hot House Entertainment), Original Sinners (Lucas Entertainment), Out of Control (Bel Ami), Silence of the Cams 1 & 2 (Dominic Ford Studios), The Boy Who Cried D.I.L.F (Channel 1 Releasing), The Haunting (Cocky Boys), Timberwolves (Raging Stallion Studios)
Nejlepší výhradně sexuální film (Best all sex)
First Time 1 & 2 (Kristen Bjorn)
Nominace: Behind the Big Top (Raging Stallion Studios), Cocktease (Raging Stallion Studios), Dick Danger (Titan Men), Dream Team - Naked Sword), First Time 1 & 2 (Kristen Bjorn), Power Stroke (Titan Men), Out of Control (Bel Ami), The Boy Who Cried D.I.L.F. (Channel 1 Releasing), The Sub (Hot House Entertainment), Tools of the Trade (Hot House Entertainment)
Nejlepší twink film (Best twink movie)
Helix Academy (Helix Studios)
Nominace: Bad Boys (Citi Boyz), Boys Just Wanna Fuck (Citi Boyz), Goth Boys & Emo Twinks (Boy Crush), Helix Academy (Helix Studios), Jake Jaxson Bad to the Bone (Cocky Boys), Jasper Robinson's Day Off (Boy Crush), Out in the Open (Helix Studios), Squatter Punks (Alterna Dudes)
Nejlepší fetišistický film (Best fetish)
The Trustees (Raging Stallion Studios)
Nominace: Asian Boy Tickle Party (Laughing Asians), Bear DNA 2 (BearFilms.com), Canadian Bears 2 (BearFilms.com), Cubs and Chubs (Stocky Dudes), Flesta (Red Eagle Films), Harder. Faster. Rougher. (Lucas Entertainment), Holistic (Club Inferno), Pound Puppy - Channel 1 Releasing), Red Handed (Club Inferno), Safe Word (Raging Stallion Studios), Shove it (Titan Rough), Teddy Bear (Channel 1 Releasing), The Sub (Hot House Entertainment), The Trustees (Raging Stallion Studios)
Herecké ceny:
Nejlepší herec (Best actor)
Jessy Ares v Original Sinners
Nominace: Jessy Ares v Original Sinners (Lucas Entertainment), Dale Cooper v Golden Gate 5 (Naked Sword), Christopher Daniels v Teddy Bear (Channel 1 Releasing), Trenton Ducati v Silence of the Cams 1 & 2 (Dominic Ford Studio), Jimmy Durano v My Doctor Sucks (Hot House Entertainment), Jesse Jackman v Dick Danger (Titan Men), Hunter Marx v Shag (Titan Men), Jessie Montgomery v Helix Academy (Helix Studios), Hunter Page v Frat House Cream (Naked Sword), Ricky Roman v The Haunting (Cocky Boys), Tate Ryder v Silence of the Cams 2 (Dominic Ford Studio), Brett Summers v America's Next Hot Bottom (Jet Set Men), Shawn Wolfe v Timberwolves (Raging Stallion Studios)
Účinkující roku (Performer of the year)
Trenton Ducati
Boomer Banks
Nominace: Jessy Ares, Boomer Banks, J.R. Bronson, Jesse Colter, Dale Cooper, Christopher Daniels, Tommy Defendi, Trenton Ducati, Jimmy Durano, Jimmy Fanz, Brandon Jones, Levi Karter, Colby Keller, Conner Maguire, Johnny Rapid, Angel Rock, Ricky Roman, Ryan Rose, Kevin Warhol, Shawn Wolfe, Christopher Wilde
Nejlepší nováček (Best newcomer)
Levi Karter
Shawn Wolfe
Nominace: Boomer Banks, Blue Bailey, Johnny Blum, Joey Cooper, Donnie Dean, Mike DiMarco, Colton Grey, Levi Karter, Conner Kline, Kevin Lee, Jessie Montgomery, Hunter Page, Nick Prescott, Adam Ramzi, Armand Rizzo, Billy Santoro, Damien Taylor, Tyson Tyler, Austin Wolfe, Shawn Wolfe
Mužný muž (Manly man)
Conner Maguire
Nominace: Angelo, Boomer Banks, J.R. Bronson, Alexsander Freitas, James Jamesson, Colby Keller, Hunter Marx, Conner Maguire, Diesel O'Green, Angel Rock, Billy Santoro, Nicholas Taxman, Christian Wilde, Austin Wolfe
Nejžhavější aktivní herec (Hottest top)
Topher DiMaggio
Nominace: Angelo, Gabriel Clark, Dale Cooper, Tommy Defendi, Topher Dimaggio, Trenton Ducati, Jimmy Durano, Kris Evans, Conner Maguire, Hunter Marx, Angel Rock, Johnny Ryder, Sean Xavier, Christopher Wilde
Nejžhavější pasivní herec (Hottest bottom)
Alexander Gustavo
Nominace: Riley Banks, Duncan Black, Joey Cooper, Christopher Daniels, Seven Dixon, Dario Dolce, Darius Ferdynand, Alexander Gustavo, Jesse Jackman, Levi Karter, Conner Kline, Lance Luciano, Jessie Montgomery, Diesel O'Green, Dominic Pacifico, Adam Ramzi, Max Ryder, Damien Taylor, Shawn Wolfe
Nejlepší verzatilní herec (Best versatile performer)
Ryan Rose
Nominace: Jake Bass, Landon Conrad, Dale Cooper, Christopher Daniels, Tommy Defendi, Trenton Ducati, Jake Genesis, Diesel O'Green, Adam Killian, Conner Kline, Ryan Rose, Christopher Wilde, Shawn Wolfe
Nejžhavější penis (Hottest cock)
Boomer Banks
Nominace: Angelo, Doug Acre, Boomer Banks, Jace Chambers, Topher Dimaggio, Dmetry Dickov, Kris Evans, Darius Ferdynand, Alexander Garret, Diesel O'Green, Conner Kline, Lance Luciano, Evan Parker, Billy Ramos, Hayden Richards, Angel Rock, James Ryder, Christian Wilde, Sean Xavier
Ceny za výkon:
Nejlepší sólová scéna (Best solo)
Christopher Daniels v Teddy Bear (Channel 1 Releasing)
Nominace: Dale Cooper v The Haunting (Cocky Boys), Alessandro Del Toro v Tristian's Wicked Solos (Tee Tee Entertainment), Brayden Forrester v Colt Minute Man Solo (Colt), Christopher Daniels v Teddy Bear (Channel 1 Releasing), Lance Luciano v Plays Together (Falcon Studios), Tristan Matthews v Tristan's Wicked Solo's (Tee Tee Entertainment), Jessie Montgomery v Helix Academy (Helix Studios), Evan Parker v Out in the Open (Helix Studios), Ryan Rose v He's Got The Moves (Raging Stallion Studios), Angel Rock v Water Logged (Channel 1 Releasing), Tom Wolfe v Colt Minute Man Solo (Colt)
Nejlepší párová scéna (Best duo)
Shawn Wolfe a Hunter Page v Frat House Cream (Naked Sword)
Nominace: Dominic Pacifico & Sean Xavier v Deep Dicking (Lucas Entertainment), Diesel O'Green & Abel Pozar v First Time Part 1 (Kristen Bjorn), Shawn Wolfe & Hunter Page v Frat House Cream (Naked Sword), Austin Wilde & Christian Wilde v Golden Gate 5 The Cover Up (Naked Sword), Trenton Ducati & Shawn Wolfe v Hung Americans Part 1 (Raging Stallion Studios), Trenton Ducati & Landon Conrad v My Doctor Sucks (Hot House Entertainment), Lucas Knight & Hunter Page v Off the Hook (Buckshot), Jessie Santana & Jake Genesis v Original Sinners (Lucas Entertainment), Jesse Montgomery & Chase Young v Out in the Open (Helix Studios), Harris Hilton & Mick Lovell v Perfect Match (Bel Ami), Bryce Evans & Topher Dimaggio v Silence of the Cams (Dominic Ford Studios), Christopher Daniels & C.J. Madison v Teddy Bear (Channel 1 Releasing), Christian Wilde & Max Ryder v The Haunting (Cocky Boys), Tommy Defendi & Adam Ramzi v Timberwolves (Raging Stallion Studios)
Nejlepší skupinová scéna (Best group)
Adam Killian, Diego Lauzen a Wagner Vittoria v Original Sinners (Lucas Entertainment)
Nominace: Colby Keller, Gabriel Clark, Dale Cooper v A thing of Beauty (Cocky Boys), Alex Rhodes, Robbie Callahan, Christen Chase v Boys Just Wanna Fuck (Citi Boyz), Abel Pozar, Diesel O'Green, Lucian Saints, Milos Zambo v First Time Part 1 (Kristen Bjorn), Hunter Page, Conner Maguire, Ray Han v Frat House Cream (Naked Sword), Christopher Daniels, Caleb Colton, Collin Stone v Grind (Titan Men), Anderson Lovell, Evan Parker, Luke Allen, Chase Young, Jessie Montgomery v Helix Academy (Helix Studios), Brandon Jones, Angel Rock, Lance Luciano v My Doctor Sucks (Hot House Entertainment), Marcus Isaacs, James Ryder, Aleks Buldocek v Open Road 1 (Falcon Studios), Adam Killian, Diego Lauzen, Wagner Vittoria v Original Sinners (Lucas Entertainment), Dolph Lambert, Phillip Gaudin, Florian Nemec v Out of Control (Bel Ami), Darius Ferdynand, Conner Maguire, Lance Luciano, Ryan Rose v Plays Together (Falcon Studios), Trenton Ducati, Angel Rock, Damian Taylor v The Boy Who Cried D.I.L.F. (Channel 1 Releasing), Trenton Ducati, J.R. Bronson, Rod Daily v The Sub (Hot House Entertainment), Zachary Perry, Seth Knight, Joey Hard, Jack King, Jake Genesis v Waxed (Jet Set Men)
Nejlepší nesexuální role (Best non sexual)
Rhea Litre v America's Next Hot Bottom (Jet Set Men)
Nominace: Scotty B v So You Think You Can Fuck 3 (Dominic Ford Studios), Andy Dick v Kings of New York Season 1 (Lucas Entertainment), Candice Cayne v Kings of New York Season 2 (Lucas Entertainment), Derrick Hanson v Golden Gate 5 (Naked Sword), Victor Hoff v Helix Academy (Helix Studios), Rhea Litre v America's Next Hot Bottom (Jet Set Men), Mitch Vaughn v Jasper Robinson's Day Off (Boy Crush)
Ceny za produkci a marketing:
Nejlepší režisér (Best director)
Mr. Pam za Frat House Cream (Naked Sword)
Nominace: Kristen Bjorn za First Time Part 1 & 2 (Kristen Bjorn Video), Steve Cruz za Timberwolves (Raging Stallion Studios), Tony DiMarco za Behind the Big Top (Raging Stallion Studios), Dominic Ford za Silence of the Cams 1 & 2 (Dominic Ford Studios), Luke Hamill za Perfect Match (Bel Ami), Jake Jaxson za The Haunting (Cocky Boys), Chi Chi LaRue za The Boy Who Cried D.I.L.F (Channel 1 Releasing), Marc MacNamara za Original Sinners (Lucas Entertainment), Jasun Mark za Dick Danger (Titan Men), Christian Owen za My Doctors Sucks (Hot House Entertainment), Mr. Pam za Frat House Cream (Naked Sword), Max Phillips za Off The Hook (Buckshot), Alex Roman za Helix Academy (Helix Studios), Christopher Steele za America's Next Hot Bottom (Jet Set Men)
Nejlepší scénář (Best screenplay)
The Haunting (Cocky Boys)
Nominace: America's Next Hot Bottom (Jet Set Men), Dick Danger (Titan Men), Frat House Cream (Naked Sword), Golden Gate 5 (Naked Sword), Helix Academy (Helix Studios), Manly Seduction (Kristen Bjorn), My Doctor Sucks (Hot House Entertainment), Original Sinners (Lucas Entertainment), Silence of the Cams 1 & 2 (Dominic Ford), The Boy who cried D.I.L.F. (Channel 1 Releasing), The Haunting (Cocky Boys), Timberwolves (Raging Stallion Studios)
Nejlepší kamera (Best videography)
The Haunting (Cocky Boys)
Nominace: Behind the Big Top (Raging Stallion Studios), Cocktease (Raging Stallion Studios), Dick Danger (Titan Men), First Time 1 & 2 (Kristen Bjorn), Helix Academy (Helix Studios), Into the Wilde (Naked Sword), Off the Hook (Buckshot), Original Sinners (Lucas Entertainment), Out of Control (Bel Ami), Silence of the Cams 1 & 2 (Dominic Ford Studio), The Boy who cried D.I.L.F. (Channel 1 Releasing), The Haunting (Cocky Boys)
Nejlepší umělecké vedení (Best art direction)
Behind the Big Top (Raging Stallion Studios)
Nominace: Behind the Big Top (Raging Stallion Studios), Cocktease (Raging Stallion Studios), First Time Part 1 & 2 (Kristen Bjorn), Frat House Cream (Naked Sword), Helix Academy (Helix Studios), King of New York Season 1 (Lucas Entertainment), Off the Hook (Buckshot), My Doctor Sucks (Hot House Entertainment), The Haunting (Cocky Boys), Water Logged (Channel 1 Releasing), Waxed (Jet Set Men)
Nejlepší fotograf (Best still photographer)
Jasun Mark
Nominace: Ted Buel, Dominic Ford, Gio, Mick Hicks, Kyle Kamzot, Greg Lenzmen, Jasun Mark, Sean Michaels, Blake Morris, Joe Orso, Mr. Pam, R.J. Sebastian, Steve Shay, Marty Stevens, Kent Taylor
Webové ceny:
Nejlepší původní webový obsah (Best web original content)
DominicFord.com
Nominace: Belami.com, Boycrush.com, Cameraboys.com, Cockyboysstudios.com, Citiboyz.com, DirkYates.com, DominicFord.com, HardFriction.com, HotHouse.com, Gayhoopla.com, KristenBjorn.com, Men.com, MaverickMen.com, Maskurbate.com, NakedswordOriginals.com, RandyBlue.com
Webový účinkující roku (Web performer of the year)
Billy Santoro
Nominace: Paul Canon, Mike Evans, Pierre Fitch, Chris Kohler, Ken Ott, Johnny Rapid, Billy Santoro, Denis Vega, Ashton Weber, Austin Wilde
Nejlepší webkamera (Best live cam)
HotHouse.com
Nominace: BoycrushLive.com, Cam4.com, Cameraboys.com, GayWebCams.com, HardFriction.com, HotHouse.com, LiveMuscleShow.com, MrMan.com, RandyBlue.com, RealLiveGuys.com
Nejlepší web filmové společnosti (Best video company site)
BelAmiOnline.com
Nominace: BelAmiOnline.com, Channel1Releasing.com, Citiboyz.com, Cockyboys.com, ColtStudioGroup.com, DominicFord.com, FalconStudios.com, HelixStudios.com, HotHouse.com, JetSetMen.com, KristenBjorn.com, LucasKazan.com, RagingStallion.com, Nakedsword.com, Men.com, TitanMen.com
Nejlepší fetišistický web (Best fetish site)
Recon.com
Nominace: ActiveDuty.com, BoundJocks.com, BoundGods.com, ClubInfernoDungeon.com, DirkYates.com, FetishForce.com, Kink.com, MenAtPlay.com, Recon.com, SexInSuits.com
Nejlepší pornografický blog (Best porn blog)
QueerMeNow
Nominace: Banana Guide, Dewayne In SD, Gay Porn Blog, Gay Porn Times, Jack Manly, ManhuntDaily, Men of porn, Men On The Net, QueerClick, QueerMeNow, QueerPig, QueerPornNation, Str8upgayporn, The Gay Republic, The Sword
Zvláštní ceny:
Cena fanoušků Steamworks (Steamworks fan favorite)
Dick Danger (Titan Men)
Celoživotní přínos (Lifetime achievement)
Chris Ward
Zeď slávy (Wall of fame)
Ellen Friedman (Swiss Navy)
Douglas Richter (Nick Young)
Michael Youens
[ zpět nahoru ]

### 2015
V polovině března 2015 byly vyhlášeny nominace na ceny a předávací večer v chicagském klubu Metro ohlášen opět na závěr měsíce května, konkrétně sobotu 23. května 2015. Kategorie pro nejlepší skupinovou scénu, nesexuální roli a umělecké vedení nahradily nově zřízené ceny pro nejlepší účinkující mladíčky a za nejlepší herecký výkon ve vedlejší roli nebo hlasování uživatelů seznamky Suirt.com pro nejoblíbenějšího pornoherce. Při vyhlašovacím ceremoniálu mimo jiné Tommy Defendi ohlásil svůj odchod z branže. Nominováni a oceněni byli:
Ceny za produkt:
Nejlepší film (Best Movie)
Answered Prayers (Cocky Boys)
Nominace: Answered Prayers (Cocky Boys), Bad Cop (Titan Men Dirty Rascals (Nakedsword), Embrace (Buckshot Gay of Thrones (Men.com), Naughty Pines 1&2 (Falcon), Saddle Up (Hot House Entertainment), Scandal at Helix Academy 2 (Helix Studios), Sentenced/Punished (Channel 1 Releasing), The Tourist (Raging Stallion Studios)
Nejlepší výhradně sexuální film (Best All Sex Movie)
Guard Patrol (Raging Stallion Studios)
Nominace: Addict (Nakedsword), California Dreamin 1&2 (Falcon), Embrace (Buckshot), Everybody Fucks (Channel 1 Releasing), Filthy Fucks (Raging Stallion Studios), Guard Patrol (Raging Stallion Studios), Helix Real Cam:Intimate Endevers (Helix Studios), Horseplay (Hot House Entertainment), Naughty Pines 1&2 (Falcon), Night Heat (Titan Men), Private Files (Dirk Yates), Summer of Fuckin (Nakedsword), Sweat (Titan Men), Sweatbox (Dominic Ford)
Nejlepší twink film (Best Twink Movie)
Scandal at Helix Academy 2 (Helix Studios)
Nominace: 3 Twinks and a Shark (Phoenixxx.com), Ass Pounding Emos (Homo Emp), Boner Buddies 3 (CitiBoyz Boy Stories (Helix Studios), Bustin Beeber 2 Never Say Never (Boy Crush), Fuck Buddies 4 (Citi Boyz), Fucked up the Butt (Seans Boys), Road Trip (Cocky Boys), Scandal at Helix Academy (Helix Studios)
Nejlepší fetišistický film (Best Fetish Movie)
Foul Play (Titan Men)
Nominace: #Leather (Channel 1 Releasing), Bad Boy (Helix Studios), Control Room (Hot House Entertainment), Dungeon Werk 4 (Lavender Lounge), Flog Fist Fuck (Lavender Lounge), Foul Play (Titan Men), Gender Benders (Alternadudes), Long Arm of the Law (Hot House Entertainment), Marco Angelo:Pure Power (Bear Films), Men,Boys and Toys (Cocky Boys), Soaked (Titan Men), Sounding #9 (Fetish Force), Sucked off in Weird), Places (Channel 1 Releasing), Warehouse Kinks (Fetish Force)
Herecké ceny:
Nejlepší herec (Best Actor)
Connor Maguire v Dirty Rascals (NakedSword)
Nominace: Jake Bass v Answered Prayers (Cocky Boys), Dirk Caber v Stepfather’s Secret (Men.com), Mike De Marko v Sentenced (Channel 1 Releasing), Joe Gunner v Head Hunting (Kristen Bjorn), Colby Keller v Last Call (Men.com), Ryker Madison v Scandal at Helix Academy 2 (Helix Studios), Connor Maguire v Dirty Rascals (NakedSword), Hunter Marx v Bad Cops (Titan Men), Valentino Medici v The Secret Gift (Kristen Bjorn), Evan Parker v Scandal at Helix Academy 2 (Helix Studios), Nick Prescott v Morning Wood (Titan Men), Rogan Richards v The Tourist (Raging Stallion Studios)
Nejlepší herec ve vedlejší roli (Best Supporting Actor)
Tommy Defendi v Dirty Rascals (NakedSword)
Levi Carter v Answered Prayers (Cocky Boys)
Nominace: Doug Acre v Scandal at Helix Academy 2 (Helix Studios), Abraham Al Malek v The Tourist (Raging Stallion Studios), Levi Carter v Answered Prayers (Cocky Boys), Brent Corrigan v Jacked (Falcon), Tommy Defendi v Dirty Rascals (NakedSword), Trenton Ducati v Sentenced (Channel 1 Releasing), Jessie Jackman v Sweat (Titan Men), Dean Monroe v Answered Prayers (Cocky Boys), Jason Phoenix v Dirty Lil Brother (Channel 1 Releasing), Ryan Rose v Easy Inn (Falcon)
Účinkující roku (Performer of the Year)
Ryan Rose
Trenton Ducati
Nominace: Luke Adams, Boomer Banks, Jake Bass, David Benjamin, J.R. Bronson, Landon Conrad, Tommy Defendi, Topher DiMaggio, Trenton Ducati, Jimmy Durano, Darius Ferdynand, Jessie Jackman, Levi Karter, Colby Keller, Connor Maguire, Hunter Marx, Jason Phoenix, Armond Rizzo, Ryan Rose, Billy Santoro, Johnny V, Mitch Vaughn, Sean Zevran
Nejlepší nováček (Best Newcomer)
David Benjamin
Tayte Hanson
Nominace: Luke Adams, Abraham Al Malek, Bennett Anthony, Brock Avery, David Benjamin, Max Cameron, James Castle, Eddy CeeTee, Colby Chambers, Cam Christou, Casey Everett, Mike Gaite, Tayte Hanson, Tyler Hill, Sebastian Hook, Rhys Jagger, Dylan Knight, Kody Knight, Sebastian Kross, David Lambert, Ian Levine, Eric Nero, Ken Ott, Jason Phoenix, Liam Riley, Seth Santoro, Rocco Steele, Billy Taylor, Johnny V
Mužný muž (Manly Man)
Jesse Jackman
Nominace: Derek Atlas, Boomer Banks, Brian Bonds, Dirk Caber, Trenton Ducati, Jimmy Fanz, Jesse Jackman, Colby Jensen, Colby Keller, Adam Killian, Connor Maguire, Hunter Marx, Dean Monroe, Jason Phoenix, Ryan Rose, Rocco Steele, Diesel Washington, Sean Zevran
Mladíček (Twink Performer)
Liam Riley
Nominace: Jay Bentley, Killian James, Dylan Knight, Zach Knight, Logan Milano, Jessie Montgomery, Hunter Page, JD Phoenix, Axel Rhodes, Ken Riley, Liam Riley, Tyler Rush, Riley Tanner, Andy Taylor, Ashton Weber
Nejžhavější aktivní herec (Hottest Top)
Mitch Vaughn
Nominace: Boomer Banks, Nick Capra, Tommy Defendi, Topher DiMaggio, Trenton Ducati, Jimmy Durano, Alexander Greene, Tayte Hanson, Colby Jansen, Colby Keller, Sebastian Kross, Connor Maguire, Evan Parker, Valentin Petrov, Adam Russo, Andrew Stark, Rocco Steele, Ryan Rose, Mitch Vaughn, Diesel Washington, Cutler X, XL, Sean Zevran
Nejžhavější pasivní herec (Hottest Bottom)
Johnny V
Nominace: Luke Adams, Jay B, Blue Bailey, Jake Bass, David Benjamin, Hans Berlin, Duncan Black, Brenner Bolton, Brent Corrigan, Mike De Marko, Seven Dixon, Sean Duran, Jimmy Fanz, Darius Ferdynand, Alexander Gustavo, Jesse Jackman, Killian James, Brandon Jones, JD Phoenix, Johnny Rapid, Liam Riley, Armond Rizzo, Andy Taylor, Johnny V, Sean Zevran
Nejlepší verzatilní herec (Best Versatile Performer)
Landon Conrad
Nominace: Boomer Banks, David Benjamin, Brian Bonds, Max Carter, Landon Conrad, Trenton Ducati, Jimmy Fanz, Leo Forte, Alexander Gustavo, Tayte Hanson, Tyler Hill, Jesse Jackman, Levi Karte, Colby Keller, Ian Levine, Hunter Marx, Jason Phoenix, Nick Prescott, Adam Ramzi, Ricky Roman, Ryan Rose, Sean Zevran
Nejžhavější penis (Hottest Cock)
Rocco Steele
Nominace: Doug Acre, Boomer Banks, Dario Beck, Dalton Briggs, George Ce, Tommy Defendi, Dmitry Dickov, Alexander Greene, Tayte Hanson, Dylan Knight, Sebastian Kross, Jesse Jackman, Dean Monroe, Valentin Petrov, James Ryder, Rocco Steele, Tyson Tyler, Jarec Wentworth, Christian Wilde, Sean Zevran, XL
Ceny za výkon:
Nejlepší sólová scéna (Best Solo)
Brett Bradley v #Leather (Rascal/Channel 1 Releasing)
Nominace: Ashton v Battle of the Bulge #3 (Active Duty/Pulse), Brett Bradley v #Leather (Rascal/Channel 1 Releasing), Levi Karter v Fuck Yeah (Media Partners LLC), Levi Karter v Cocky Boys (Media Partners LLC), Christian Collins v Connecting with Christian (Helix Studios), Niko v Battle of the Bulge #2 (Active Duty/Pulse), Orion v Pumped Privates (Active Duty/Pulse), Jason Phoenix v Present Arms (AWV/Channel 1 Releasing), Angel Rock v California Dreamin 2 (Falcon Studio Group), Riley Tanner v Staff House Volume 1 (Dominic Ford/PornTeam Distribution)
Nejlepší párová scéna (Best Duo)
Johnny V a Ryan Rose v Naughty Pines 2 (Falcon)
Nominace: Trenton Ducati a Max Cameron v Addict (NakedSword), Levi Carter a Dean Monroe v Answered Prayers (CockyBoys), Boomer Banks a Sean Zevran v Auto Erotic 2 (Raging Stallion), Hunter Marx a Damian Stone v Bad Cop (Titan), Trenton Ducati a Tyler Sweet v Bound Gods (Kink.com), Jason Phoenix a Armond Rizzo v Dirty lil Brother (Channel 1 Releasing), Tommy Defendi a Dato Foland v Dirty Rascals (NakedSword), Armond Rizzo a Connor Maguire v Embrace (Buckshot), Ryan Rose a Christian Wilde v Guard Patrol (Raging Stallion), Kevin Lee a Adam Champ v Into The Shadows (Titan), Colby Keller a Luke Adams v Last Call (Men.com), Andy Taylor a Landon Conrad v Man on Twink (Helix Studios), Tayte Hanson a Justin Mathews v Meeting Liam (CockyBoys), Johnny V a Ryan Rose v Naughty Pines 2 (Falcon), Evan Parker a Casey Tanner v Scandal at Helix Academy 2 (Helix Studios), Vance Crawford a Bryce Evans v So you think you can Fuck 4 (Dominic Ford), Johnny Rapid a Dirk Caber v Stepfather’s Secret (Men.com), Adam Ramzi a Sean Zevran v Stunners (Falcon), Jason Phoenix a Johnny Hazzard v Sucked off in Weird Places (Channel 1 Releasing), Paco a Rogan Richards v The Tourist (Raging Stallion)
Ceny za produkci a marketing:
Nejlepší režisér (Best Director)
Jake Jaxson za Answered Prayers (Cockyboys)
Nominace: Bruno Bond za Guard Patrol (Falcon), Steve Cruz za The Tourist (Raging Stallion Studios), Tony Dimarco za Naughty Pines 1&2 (Falcon), Dominic Ford za So you think you can Fuck 4 (Dominic Ford), Jake Jaxson za Answered Prayers (Cockyboys), Chi Chi LaRue za Sentenced/Punished (Channel 1 Releasing), Jasun Mark za Bad Cop (Titan Men), Keith Miller za Scandal at Helix Academy 2 (Helix Studios), mr. Pam za Dirty Rascals (Nakedsword), Kristofer Weston za Embrace (Buckshot)
Nejlepší scénář (Best Screen Play)
Steve Cruz za The Tourist (Raging Stallion Studios)
Nominace: Jake Jaxson za Answered Prayers (Cocky Boys), Jasun Mark za Bad Cop (Titan Men), Dave Richards za Into The Shadows (Titan Men), Marc MacNamera za Last Call (Men.com), Chi Chi LaRue a Doug Jefferies za Sentenced/Punished (Channel 1 Releasing), Francis McAllister a A.V.Alferez za Scandal at Helix Academy 2 (Helix Studios), Steve Cruz za The Tourist (Raging Stallion Studios)
Nejlepší kamera (Best Videography)
Answered Prayers (Cockyboys)
Nominace: Answered Prayers (Cockyboys), Dirty Rascals (Nakedsword), Embrace (Buckshot), Last Call (Men.com), Naughty Pines 1 & 2 (Falcon Studios), Scandal at Helix Academy 2 (Helix Studios), Sentenced/Punished (Channel 1 Releasing), So You Think You Can Fuck 4 (Dominic Ford), The Tourist (Raging Stallion Studios), Trunks 8 (Hot House Entertainment)
Nejlepší fotograf (Best Still Photographer)
Gio
Nominace: Adria, Gio, Sam Brighton, Anthony Duran, AJ Ford, Dominic Ford, Jasun Mark, John Marsh, Sean Michaels, mr. Pam, Alex Roman, RJ Sebastion, Steve Shay, Marty Stevens, Kent Taylor
Webové ceny:
Nejlepší původní webový obsah (Best Web Original Content)
Men.com
Nominace: BelAmiOnline.com, CockyBoys.com, DominicFord.com, DucatiPorn.com, FalconStudios.com, FratMen.com, GayHooplah.info, HotHouseEntertainment.com, HelixStudios.com, Kink.com, Men.com, NakedSword.com/, NSOriginals, RagingStallionStudios.com
Webový účinkující roku (Web Performer of the Year)
Billy Santoro
Nominace: Hans Berlin, Paul Canon, Colby Chambers, Dmitry Dickov, Jimmy Fanz, Tyler Hanson, Colby Jansen, Adam Killian, Mikey Knox, Damien Kyle, Paddy O’Brien, Johnny Rapid, Billy Santoro, Andrew Star, Tyler St. James, Kevin Warhol, Austin Wilde
Nejlepší webkamera (Best Live Cam)
Flirt4Free.com
Nominace: Cam4.com, Chatubate.com, FalconLive.com, Flirt4Free.com, FratPad.com, GayHoopla.com, HotHouse.com, HunkPrivates.com, MEN.com, RagingLive.com, RandyBlue.com, VoyerBoys.com
Nejlepší web filmové společnosti (Best Video Company Site)
Falconstudios.com
Nominace: Channel1Releasing.com, Citiboyz.com, CockyBoys.com, ColtStudioGroup.com, DominicFord.com, FalconStudios.com, HelixStudios.net, HotHouse.com, Kink.com, KristenBjorn.com, MEN.com, NakedSword.com, RagingStallion.com, RayDragon.com, TitanMen.com
Nejlepší fetišistický web (Best Fetish Site)
Kink.com
Nominace: Active Duty, Bound Gods, Bounds Jocks, Club Inferno, Dirk Yates, Fetish Force, Kink.com, Men at Play, Recon, Sex In Suits, Titan Rough
Nejlepší pornografický blog (Best Porn Blog)
Queer Me Now
Nominace: All the Porn That’s fit to Fuck, DewayneinSD.com, Gay Daily Hot, Manhunt Daily, Men of Porn, Str8upgayporn, The Gay Republic, The Sword, Queer me now
Zvláštní ceny:
Cena fanoušků Steamworks (Steamworks Fan Favorite)
Answered Prayers (Cocky Boys)
Nominace: Answered Prayers (Cocky Boys), Bad Cops (Titan Men), Embrace (Buckshot), Guard Patrol (Raging Stallion Studios), Naughty Pines 1&2 (Falcon), Present Arms (Dirk Yates), Scandal at Helix Academy 2 (Helix), Sentenced/Punished (Channel 1 Releasing), So You Think You Can Fuck Season 4 (Dominic Ford), Trunks 8 (Hot House Entertainment)
Fanoušky nejoblíběnější pornohvězda (Fan Favorite Porn Star)
Rocco Steele
Nominace: Rocco Steele, Johnny Rapid, Adam Russo, Colby Keller, Topher Dimaggio, Colby Jansen, Christopher Daniels, Armond Rizzo, Tommy Defendi, Brent Everett, Ryan Rose
Zeď slávy (Wall of fame)
Dominic Ford
Nic Capra
Brandon Lee
Howard (Fabscout)
[ zpět nahoru ]

### 2016
Pořadatelé z Grab Magazine oznámili nominace v polovině března 2016. Tentokrát byly scény ve třech zahrnuty pod kategorii skupinových scén. Nejvíce nominací získala značka TitanMen – celkem 18, dalších 13 vytěžili její exkluzivní herci. Vyhlašování vítězů a předávání cen pak proběhlo v sobotu 28. května téhož roku v hotelu Fairmont v chicagském Millennium Park. Nominováni a oceněni byli:
Ceny za produkt:
Nejlepší film (Best Movie)
Total Exposure 2 (Raging Stallion Studios)
Nominace: Cauke For President (TitanMen), Daddy Chasers (Channel 1 Releasing), Fame Game (NakedSword), God Father (Men.com), His Sisters Lover (Icon Male), Meeting Liam (CockyBoys), Rising Stars (Helix Studios), SYTYCF 5 (DominicFord.com), The Reunion (Next Door Studios), Total Exposure 2 (Raging Stallion Studios), VIP-After Hours (Falcon Studios)
Nejlepší výhradně sexuální film (Best All Sex Movie)
Raging Hard On (Men.com)
Nominace: Blue Collar Ballers (TitanMen), Boy Next Door (Helix Studios), Daddy Chasers (Channel 1 Releasing), Dick Moves (Raging Stallion Studios), Fine Tuned Ass (Hot House Entertainment), Poolside 1&2 (Falcon Studios), Raging Hard On (Men.com), Serial Fucker (Men.com), Sex Pad (Falcon Studios), Sexperiment (NakedSword)
Nejlepší twink film (Best Twink Movie)
Horny Schoolboys (Helix Studios)
Nominace: Drilligan's Island (Manville Entertainment), Horny Schoolboys (Helix Studios), I Dream Of Twinky (Manville Entertainment), Ink and Jizz (AlternaDudes.com), She Can't Find Out I'm Gay (Next Door Studios), Skater Sex Volume 3 (AlternaDudes.com), Sour Patch Twinks (Gaylife Network), Lollipop Twinks), The Wood In The Cabin (Phoenixxx.com), Twink Confessions (Helix Studios)
Nejlepší fetišistický film (Best Fetish Movie)
Under Garment (GentlemensCloset.com)
Nominace: Big Buddies-Colt Bondage Games-Bound Jocks), Foreskin Mafia (Raging Stallion Studios), Glory Days (Channel 1 Releasing), Howlers (Fisting Central), Ink and Jizz (AlternaDudes.com), Permission (Fetish Force), Submissive (Hot House Entertainment), The Cum Guzzlers Club (Channel 1 Releasing), The Urge (Hot House Entertainment), Under Garment (GentlemansCloset.com)
Herecké ceny:
Nejlepší herec (Best Actor)
Brendan Patrick v Forgive Me Father 2 (Icon Male)
Mickey Taylor v Fame Game (NakedSword)
Nominace: Rafael Alencar v Godfather (Men.com), David Anthony v Like Father Like Son (TitanMen), Matthew Bosch v Cauke For President (TitanMen), Tommy Defendi v His Sisters Lover (Icon Male), Sebastian Kross v Dick Moves (Raging Stallion Studios), Evan Parker v Boy New Door (Helix Studios), Brendan Patrick v Forgive Me Father 2 (Icon Male), Liam Riley v Meeting Liam (CockyBoys), Ryan Rose v Wicked Games (NakedSword), Rocco Steele v Daddy Issues (Channel 1 Releasing), Mickey Taylor v Fame Game (NakedSword), Jarec Wentworth v Trophy Boys (Men.com)
Nejlepší herec ve vedlejší roli (Best Supporting Actor)
Tex Davidson v Cauke for President (TitanMen)
Nominace: Luke Adams v Like Father Like Son (TitanMen), Boomer Banks v Foreskin Mafia (Raging Stallion Studios), David Benjamin v Daddy Chasers (Channel 1 Releasing), Duncan Black v Wicked Games (NakedSword), Duncan Black v His Sisters Lover (Icon Male), Tex Davidson v Cauke for President (TitanMen), Casey Everett v Daddy Issues (Channel 1 Releasing), Tayte Hanson v Meeting Liam (CockyBoys), JD Phoenix v Biggest Catch (Nakedsword), Liam Riley v Tight Little Holes (Helix Studios), Ace Stone v Tempting Faith (Next Door Studios), Rodney Steele v Baby Boy (Icon Male), Johnny V v VIP Hustle-After Hours (Falcon Studios)
Účinkující roku (Performer of the Year)
Levi Karter
Ryan Rose
Nominace: Jessy Ares, Boomer Banks, Nick Capra, Trenton Ducati, Tayte Hanson, Jessie Jackman, Levi Karter, Kyle Kash, Colby Keller, Sebastian Kross, Evan Parker, Adam Ramzi, Adam Rizzo, Ryan Rose, Diego Sans, Billy Santoro, Andrew Stark, Dallas Steele, Rocco Steele, Mickey Taylor, Johnny V, Brandon Wilde, Sean Zevran
Nejlepší nováček (Best Newcomer)
Jack Hunter
Kyle Kash
Nominace: Skippy Baxter, Vadim Black, Brad Chase, Justin Dean, Hugh Hunter, Jack Hunter, Dylan James, Kyle Kash, Caleb King, JJ Knight, Jacob Ladder, Alex Mecum, Jacob Peterson, Diego Sans, Dallas Steele, Kody Stewart, Sam Truitt, Alexander Volkov, Wesley Woods, Tegan Zayne
Mužný muž (Manly Man)
Dallas Steele
Nominace: Jessy Ares, Chris Bines, Dirk Caber, Nick Capra, Tex Davidson, Dolf Dietrich, Sean Duran, Colby Jansen, Colby Keller, Tim Kruger, Hunter Marx, Dallas Steele, Rocco Steele, Nick Sterling, Johnny Torque, Johnny V, Jaxton Wheeler, Austin Wolf, Wesley Woods, Sean Zevran
Mladíček (Twink Performer)
Evan Parker
Nominace: Luke Adams, Brad Chase, Garrett Cooper, Angel Cruz, Texas Holcum, Tyler Hill, Zac Hunter, Lev Ivankov, Allen King, Justin King, Cody Knight, Jacob Ladder, Bray Love, Jessie Montgomery, Hunter Page, Evan Parker, Jack Radley, Liam Riley, Kody Stewart, Sam Truitt, Brandon Wilde, Chase Young
Nejžhavější aktivní herec (Hottest Top)
Rocco Steele
Nominace: Rafael Alencar, Boomer Banks, Nick Capra, Tex Davidson, Tommy Defendi, Topher DeMaggio, Trenton Ducati, Sebastian Kross, Alex Mecum, Evan Parker, Troy Ryan, Diego Sans, Rocco Steele, Diesel Washington, Austin Wolf, XL
Nejžhavější pasivní herec (Hottest Bottom)
Kyle Kash
Nominace: Luke Adams, Bruno Bernal, Duncan Black, Brian Bonds, Casey Everett, Jimmy Fanz, Dorian Ferro, Tayte Hanson, Kyle Kash, Eric Nero, Jacob Peterson, JD Phoenix, Liam Riley, Armond Rizzo, Ace Stone, Andy Taylor, Mickey Taylor, Johnny V, Brandon Wilde, Sean Zevran
Nejlepší verzatilní herec (Best Versatile Performer)
Tayte Hanson
Nominace: Boomer Banks, Chris Bines, David Benjamin, Brian Bonds, Colton Grey, Tayte Hanson, Chris Harder, Wolf Hudson, Jack Hunter, Jessie Jackman, Killian James, Levi Karter, Jessie Montgomery, Adam Ramzi, Ryan Rose, Billy Santoro, Andrew Stark, Dallas Steele, Mickey Taylor, Sean Zevran
Nejžhavější penis (Hottest Cock)
JJ Knight
Nominace: Boomer Banks, Brian Bonds, Tex Davidson, Tommy Defendi, Tayte Hanson, Jack Hunter, JJ Knight, Sebastian Kross, Tim Kruger, Blake Mitchell, Eric Nero, Diego Sans, Andrew Stark, Dallas Steele, Rocco Steele, Andy Taylor, Johnny Torque, Sam Truitt, XL, Sean Zevran
Ceny za výkon:
Nejlepší skupinová scéna (Best Group [3 or more])
Tayte Hanson, Levi Karter, Ricky Roman v Meeting Liam (CockyBoys)
Nominace: Brendan Patrick, Trent Ferris, Sam Truitt v Forgive Me Father 2 (Icon Male), Mickey Taylor, Sebastian Kross a Bray Love v Hooker Stories 3 (NakedSword), David Anthony, Casey Williams, Luke Adams, Caleb King v Like Father Like Son (TitanMen), Tayte Hanson, Levi Karter, Ricky Roman v Meeting Liam (CockyBoys), Kody Knight, Andy Taylor, Brad Chase, Blake Mitchell v Mirage (Helix Studios), Logan Moore,Billy Santoro a Seth Santoro v SYTYCF 5 Episode 9 (DominicFord.com), Billy Santoro, Andrew Stark a Brenner Bolton v Tahoe-Keep Me Warm (Falcon Studios), Roman Chase, Braxton Smith, Dimitri Kane, Damian Ximer, Zaq Wolf, Mickey O'Brian v The Cum Guzzlers Club (Channel 1 Releasing), Quentin Gainz, Markie More, Paul Canon v The Reunion-Playful Boyfriends (Next Door Studios), Jake Washington, Daniel Tanner a Skyler Dallon v The Wood In The Cabin (Phoenixxx.com), Sebastian Kross, Chris Bines a Johnny V v Total Exposure 1 (Raging Stallion Studios), Andrew Stark, Brian Bonds, Nick Sterling v Total Exposure 2 (Raging Stallion Studios), Rocco Steele, Hugh Hunter, Dale Cooper, Bryan Slater, JR Bronson a Brenner Bolton v Urban Legend (Dragon Media)
Nejlepší párová scéna (Best Duo)
Casey Everett a Rocco Steele v Daddy Issues (Channel 1 Releasing)
Nominace: Billy Santoro a Adam Bryant v An Offer He Can't Refuse (Men.com), Killian James a Adam Ramzi v Biggest Catch (Nakedsword), Dallas Steele a Dirk Caber v Blue Ballers (TitanMen), Casey Everett a Rocco Steele v Daddy Issues (Channel 1 Releasing), Evan Parker a Tyler Hill v Errand Boys (Helix Studios), Mickey Taylor a Boomer Banks v Fame Game (NakedSword), Hans Berlin a Aaron Steele v Fire Island House Boy Episode 7 (DominicFord.com), Lev Ivankov a Jake Hunter v Fucking The Boy Next Door (CockyBoys), David Anthony a Luke Adams v Like Father Like Son (TitanMen), Liam Riley a Levi Karter v Meeting Liam (CockyBoys), Jimmy Fanz a Phoenix Saint v Raging Hard On 2 (Men.com), Blake Mitchell a Casey Tanner v Raw Exposure (Helix Studios), Diego Sans a Nicoli Cole v Serial Fucker (Men.com), Ryan Rose a Nicoli Cole v Sex Pad (Falcon Studios), Sebastian Kross a Sean Zevran v Sidewinder (Raging Stallion Studios), Ace Stone a Mark Long v Tempting Faith (Next Door), Studios Derrick Dime a Pierce Hartman v The Reunion-Arousing Faith (Next Door Studios), Andrew Stark a Ryan Rose v Total Exposure 2 (Raging Stallion Studios), Rocco Steele a Hugh Hunter v Urban Legend (Dragon Media), Johnny V a Alex Mecum v VIP After Hours (Falcon Studios)
Nejžhavější „flip-flop“ scéna (Hottest Flip)
Dirk Caber a Dallas Steele v Blue Collar Ballers (TitanMen)
Nominace: Dallas Steele a Dirk Caber v Blue Collar Ballers (TitanMen), Trenton Ducati a Jason Phoenix v Daddy Chasers (Channel 1), Wolf Hudson a Tommy Defendi v His Sisters Lover (Icon Male), Mickey Taylor a Bray Love v Hooker Stories 3 (NakedSword), Conner Maguire a Colby Keller v Look What the Boys Dragged In (Men.com), Brent Corrigan a Darius Ferdynand v Poolside 1 (Falcon Studios), Nicoli Cole a Seth Santoro v Runaway 3 (Men.com), Nick Capra a Wolf Hudson v Sugar Daddies 2 (Icon Male), Andrew Stark a Ryan Rose v Total Exposure (Raging Stallion Studios), Alexander Gustava a Jed Athens v #Workout (NakedSword)
Nejžhavější rimmingová scéna (Hottest Rimming)
Killian James a Kyle Kash ve Fame Game (NakedSword)
Nominace: Luke Adams a Adam Ramzi v Cauke for President (TitanMen), Trenton Ducati a Jason Phoenix v Daddy Chasers (Channel 1 Releasing), Killian James a Kyle Kash v Fame Game (Nakedsword), Ryan Rose a Austin Wolf v Fined Tuned Ass (Hot House Entertainment), Billy Santoro a Jacob Ladder v Forgive Me Father 2 (Iconmale), Adam Ramzi a Colt Rivers v Hooker Stories 3 (NakedSword), David Anthony a Luke Adams v Like Father Like Son (TitanMen), Michael Milano a Liam Riley v Meeting Liam (CockyBoys), Colton Grey a Vadim Black v Reply All Part 3 (Men.com), Ryan Rose a Dorian Ferro v Sex Pad (Falcon Studios), Diego Sans a Nicili Cole v Serial Fucker 1 (Men.com), Brandon Wilde a Cameron Foster v Splash (Channel 1), Dominic Pacifico a Zach Taylor v Spotlight (DominicFord.com), Ace Stone a Mark Long v Tempting Faith (Next Door Studios), Brian Bonds a Austin Wolf v Total Exposure 1 (Raging Stallion Studios), Johnny V a Dorian Ferro v Total Exposure 2 (Raging Stallion Studios), Sebastian Kross a Addison Graham v VIP-After Hours (Falcon Studios)
Ceny za produkci a marketing:
Nejlepší režie (Best Director)
Steve Cruz a Nick Foxx za Total Exposure (Raging Stallion Studios)
Nominace: Dominic Ford za SYTYCF 5 (DominicFord.com), Jasun Mark za Cauke For President (TitanMen), ChiChi LaRue za Daddy Chasers (Channel 1 Releasing), mr.Pam za Fame Game (NakedSword), Marc Macnamera za God Father (Men.com), Nica Noelle za His Sisters Lover (Icon Male), Jake Jackson za Meeting Liam (CockyBoys), Alex Roman za Rising Star (Helix Studios), Rocco Fallon za The Reunion (Next Door Studios), Steve Cruz a Nick Foxx za Total Exposure (Raging Stallion Studios), Tony DiMarco za VIP (Falcon Studios)
Nejlepší scénář (Best Screenplay)
mr.Pam za Fame Game (NakedSword)
Nominace: Keith Webb a Jasun Mark za Cauke For President (TitanMen), ChiChi LaRue za Daddy Chasers (Channel 1 Releasing), mr.Pam za Fame Game (NakedSword), Marc Macnamera za God Father (Men.com), Nica Noelle za His Sisters Lover (Icon Male), Keith Webb a Jasun Mark za Like Father Like Son (TitanMen), Jake Jackson za Meeting Liam (CockyBoys), Alex Roman za Rising Stars (Helix Studios), Rocco Fallon za The Reunion (Next Door Studios), Steve Cruz za Total Exposure (Raging Stallion Studios), Tony DiMarco za VIP (Falcon Studios)
Nejlepší kamera (Best Videography)
Steve Cruz a Nick Foxx za Total Exposure 1&2 (Raging Stallion Studios)
Nominace: mr.Pam za Fame Game (NakedSword), Diana Devoe za Forgive Me Father 2 (Icon Male), Nick Foxx za Gutter Punks (Hot House Entertainment), Jasun Mark za Jailbreak (TitanMen), RJ Sebastian za Meeting Liam (CockyBoys), Marc Macnamera za Raging Hard On (Men.com), Alex Roman za Rising Stars (Helix Studios), Hue Wilde za Splash (Channel 1), Steve Cruz a Nick Foxx za Total Exposure 1 & 2 (Raging Stallion Studios), Tony DiMarco za VIP (Falcon Studios)
Nejlepší fotograf (Best Still Photographer)
RJ Sebastian
Nominace: Bruno Bond, Sam Brighton, Gio, Mocha, mr.Pam, Jasun Mark, Joe Oppedisano, Alex Roman, RJ Sebastian, Kent Taylor
Webové ceny:
Nejlepší původní webový obsah (Best Web Original Content)
Men.com
Nominace: BoundJocks.com, CockyBoys.com, DominicFord.com, FalconStudios.com, FratMen.com, GentlemensCloset.com, HelixStudios.com, HothouseEntertainment.com, Kink.com, Men.com, MenAtPlay.com, NakedSword.com/originals, NextDoorStudios.com, RagingStallionStudios.com
Webový účinkující roku (Web Performer of the Year)
Diego Sans
Nominace: Angel Cruz, Joey D, Dolf Dietrich, Trenton Ducati, Pierre Fitch, Colton Grey, Tayte Hanson, Hugh Hunter, Killian James, Levi Karter, Kyle Kash, Bray Love, Alex Mecum, Landon Mycles, Phoenix Saint, Diego Sans, Billy Santoro, Rocco Steele, Johnny V, Sean Xevran
Nejlepší webkamera (Best Live Cam)
CAM4
Nominace: Cam4, CockyBoysLive, ColtLive, FalconLive, Flirt4Free, Fratmen, HunkPrivates, NakedswordLive, PlaygirlLiveCams, RagingLive, RandyBlue.com, Supermen.com, VoyeurBoys.com
Nejlepší web filmové společnosti (Best Video Company Site)
CockyBoys
Nominace: Channel1Releasing, CockyBoys, FalconStudios, HelixStudios, HotHouse, IconMale, Men, NakedSwordOriginals, RagingStallion, TitanMen
Nejlepší fetišistický web (Best Fetish Site)
Kink.com
Nominace: ActiveDuty, BoundJocks, ClubInfernoDungeon, FetishForce, GentlemansCloset, Kink, SpankThis, TitanRough, TrigaFilms
Nejlepší pornografický blog (Best Porn Blog)
Str8UpGayPorn.com
Nominace: ChroniclesOfPorniaBlog.com, DewayneInSD.com, GayDailyHotNews.com, GayPornBlog.com, GayxxxBlog.com, ManhuntDaily.com, Str8upGayPorn.com, TheSword.com, QueerClick.com, QueerMeNow.net, QueerPig.com
Zvláštní ceny:
Cena fanoušků Steamworks pro nejoblíbenější film (Steamworks Fan Favorite Movie)
Baby Boy (Icon Male)
Nominace: A Wicked Game (NakedSword), Baby Boy (Icon Male), Fine Tuned Ass (Hot House Entertainment), Foreskin Mafia (Raging Stallion Studios), Horny School Boy (Helix Studios.com), I Dream Of Twinky (Manville Entertainment), Jail Break (Titanmen), Meeting Liam (CockyBoys), The Cum Guzzler Club (Channel 1 Releasing), Trophyboy (Men.com)
Cena fanoušků Squirt.org pro nejoblíběnější pornohvězdu (Squirt.org Fan Favorite Porn Star)
Brent Everett
Oblíbený fanoušek (Favorite Fan)
Clancey
Zeď slávy (Wall of fame)
Blake Riley
Marc MacNamara
Eric Hanson
Collin O'neal
[ zpět nahoru ]

### 2017
V půli března 2017 byly vyhlášeny nominace na ceny a předávací večer v Chicagu ohlášen na sobotu 27. května 2017. V oblasti ocenění výkonů přibylo hned několik kategorií: nejlepší skupinová scéna, flip-flop a rimming, které nahradily kategorii sólových scén. V tvůrčích kategoriích přibyla nejlepší výprava. Naopak byly zrušeny žánrové ceny pro nejlepší twink či fetišistický film a webové ceny pro nejlepší původní webový obsah a webového účinkujícího. Nominováni a oceněni byli:
Ceny za produkt:
Nejlepší film nebo webová série (Best Movie or Web Series)
Secrets & Lies (Naked Sword / Rock Candy)
Nominace: Bareback Cheaters (Next Door Studios), Barebackula (Lucas Entertainment), Breeding Prince Charming (Lucas Entertainment), Cauke for FREE (Titan Men), Cheating Faith (Next Door Studios), Football Hero 2 (ICON Male), Last Summer in Greece (Bel Ami), Lifeguards: Summer Sessions (Helix Studios), Men of Madrid (Raging Stallion), One Erection (Cocky Boys), OUT (Titan Men), Scared Stiff (Naked Sword), Secrets & Lies (Naked Sword / Rock Candy), Skins 1 & 2 (Kristen Bjorn), Star Wars: A Gay XXX Parody (MEN.com), Strangers and Lovers (Lucas Kuzan), Tarzan: A Gay XXX Parody (MEN.com), Wild Weekend 1 & 2 (Falcon Studios), ), BEST FETISH MOVIE), Beards (Titan Men), Bondage Garage (Fetish Force), Hangin’ Hardcore (Fetish Force), Obsessive Fisting Disorder (Club Inferno Dungeon), Riding Raw (Helix Studios), Rough Trade (Titan Men), Skuff Rough Trade 1 & 2 (Hot House), Slicked Up (Hot House), The Abysse (Club Inferno Dungeon), The Kink Avenger (KinkMen.com)
Nejlepší výhradně sexuální film (Best All Sex Movie)
Erect This! (Raging Stallion)
Nominace: 3 Ways 3 (Bel Ami), Bare to the Bone 1 & 2 (Kristen Bjorn), Bareback Cheaters (Next Door Raw), Bare Youth (Helix Studios), Blue Print (Titan Men), Brandon Wilde's First Gang Bang (ICON Male), Desert Getaway (Falcon Studios), Greedy Holes (Lucas Entertainment), Hog Wild (Channel 1 Releasing), Hung Country (Raging Stallion Studios), Irresponsible (MEN.com), Quit Bitching And Fuck Me Dude (Next Door Buddies), Rough Trade (Titan Men), Sexflix and Chill (Falcon Studios), Sexperiment (Naked Sword), Straight A Student (MEN.com), Tahoe Snowbound (Falcon Studios)
Herecké ceny:
Nejlepší herec (Best Actor)
Rocco Steele v Secrets & Lies (Naked Sword / Rock Candy)
Nominace: Luke Adams v Star Wars: A Gay XXX Parody (MEN.com), Bruce Beckham v Destroyer (Raging Stallion), Matthew Bosch v Cauke for FREE (Titan Men), James Castle v Barebackula (Lucas Entertainment), Brent Corrigan v Urban Spokes (Falcon Studios), Topher DiMaggio v Batman V Superman: A Gay XXX Parody (MEN.com), Mario Domenich v Men of Madrid (Raging Stallion), Trenton Ducati v Secrets & Lies (Naked Sword), Damon Heart v Barebackula (Lucas Entertainment), Hugh Hunter v Football Hero 2 (ICON Male), Jesse Jackman v OUT (Titan Men), Hoyt Kogan v Last Summer in Greece (Bel Ami), Dante Martin v Straight from the Country (Next Door Raw), Alex Mecum v The Piano Teacher (Next Door Studios), Joey Mills v Raw Talent (Helix Studios), Markie More v Cheating Faith (Next Door Studios), Liam Riley v One Erection (Cocky Boys), Ryan Rose v Scared Stiff (Naked Sword), Diego Sans v Tarzan: A Gay XXX Parody (MEN.com), Rocco Steele v Secrets & Lies (Naked Sword/Rock Candy), Wesley Woods v Wild Weekend 1 & 2 (Falcon Studios)
Nejlepší herec ve vedlejší roli (Best Supporting Actor)
Seth Santoro v Scared Stiff (Naked Sword)
Nominace: Hans Berlin v Skins 1 (Kristen Bjorn), Gabriel Cross v Cheating Faith (Next Door Studios), Colton Grey v Secrets & Lies (Naked Sword / Rock Candy), Tayte Hanson v One Erection (Cocky Boys), Jack Harrer v Offensively Large (Bel Ami), Jack Hunter v Scared Stiff (Naked Sword), Jesse Jackman v Cauke for FREE (Titan Men), Dylan James v Barebackula (Lucas Entertainment), Levi Karter v One Erection (Cocky Boys), JJ Knight v Desert Getaway (Falcon Studios), Sebastian Kross v About Last Night (Falcon Studios), Sergeant Miles v Breeding Prince Charming (Lucas Entertainment), Antonio Miracle v Men of Madrid (Raging Stallion), Paddy O’Brian v X-Men: A Gay XXX Parody (MEN.com), Armond Rizzo v Football Hero 2 (ICON Male), Seth Santoro v Scared Stiff (Naked Sword), Dallas Steele v OUT (Titan Men), Johnny Torque v Barrowed Undies (Next Door Buddies), Kurtis Wolfe v Hairy Tales (MEN.com), Wesley Woods v Scared Stiff (Naked Sword)
Účinkující roku (Performer of the Year)
Jack Hunter
Wesley Woods
Nominace: Bruce Beckham, James Castle, Brent Corrigan, Gabriel Cross, Topher DiMaggio, Trenton Ducati, Sean Duran, Darius Ferdynand, Quentin Gainz, Tyler Hill, Jack Hunter, Helmut Huxley, Dylan James, Jesse Jackman, Colby Jansen, Levi Karter, JJ Knight, Alex Mecum, Markie More, Evan Parker, Johnny Rapid, Viktor Rom, Ryan Rose, Diego Sans, Billy Santoro, Seth Santoro, Dallas Steele, Rocco Steele, Brandon Wilde, Austin Wolf, Wesley Woods
Nejlepší nováček (Best Newcomer)
Carter Dane
Nominace: Griffin Barrows, Christian Bay, Derek Bolt, Matthew Bosch, Carter Dane, Ace Era, Lorenzo Flexx, Lance Ford, Sean Ford, Devin Franco, Colton James, Taylor Reign, Ken Rodeo, Zach Taylor, Ty Thomas, Tobias, Jason Vario, Jack Vidra, Noah White, Arad Winwin
Mužný muž (Manly Man)
Sergeant Miles
Nominace: Rafael Alencar, Bruce Beckham, Derek Bolt, Joey D, Dolf Dietrich, Derrick Dime, Sean Duran, Devin Franco, Hugh Hunter, Jesse Jackman, Colby Keller, JJ Knight, Sebastian Kross, Mark Long, Jason Maddox, Sergeant Miles, Dallas Steele, Rocco Steele, Diesel Washington, Bridger Watts, Austin Wolf
Mladíček (Twink Performer)
Liam Riley
Nominace: Luke Adams, Kyler Ash, Calvin Banks, Preston Burgess, Gabriel Cross, Colton Grey, Archer Hart, Kody Knight, Grayson Lange, Bray Love, Joey Mills, Marco Montgomery, Hunter Page, Evan Parker, JD Phoenix, Johnny Rapid, Liam Riley, Alex Tanner, Casey Tanner, Zach Taylor, Sam Truitt
Nejžhavější aktivní herec (Hottest Top)
Diego Sans
Nominace: Rafael Alencar, Tex Anthony, Arad Winwin, Boomer Banks, Bruce Beckham, Tomas Brand, Tex Davidson, Topher DiMaggio, Kayden Gray, Colton James, Colby Jansen, Colby Keller, Bryan Knight, JJ Knight, Hoyt Kogan, Sebastian Kross, Mark Long, Rico Marlon, Hunter Marx, Blake Mitchell, Paddy O’Brian, Evan Parker, Charlie Pattinson, Ryan Rose, Diego Sans, Dallas Steele, Rocco Steele, Gabriel Taurus, Roman Todd, Jason Vario, Bridger Watts, Austin Wolf
Nejžhavější pasivní herec (Hottest Bottom)
Devin Franco
Nominace: Luke Adams, Griffin Barrows, Bruno Bernal, Matthew Bosch, Gabriel Cross, Carter Dane, Casey Everett, Darius Ferdyand, Dorian Ferro, Lorenzo Flexx, Lance Ford, Devin Franco, Colton Grey, Jack Hunter, Helmut Huxley, Allen King, Dylan Knight, Mickey Knox, Rafael Lords, Brendan Patrick, Jacob Peterson, Johnny Rapid, Johnny Riley, Liam Riley, Seth Santoro, Mickey Taylor, Johnny V, Brandon Wilde, Wesley Woods, Tegan Zayne
Nejlepší verzatilní herec (Best Versatile Performer)
Quentin Gainz
Nominace: Bennett Anthony, Bruce Beckham, Micah Brandt, Max Carter, Brent Corrigan, Tom Faulk, Trent Ferris, Quentin Gainz, Colton Grey, Tayte Hanson, Damon Heart, Tyler Hill, Helmut Huxley, Jesse Jackman, Levi Karter, Adam Killian, Bryan Knight, JJ Knight, Hoyt Kogan, Hunter Marx, Alex Mecum, Markie More, Ryan Rose, Adam Russo, Billy Santoro, Seth Santoro, Dallas Steele, Roman Todd, Johnny V, Wesley Woods, Sean Zevran
Nejžhavější penis (Hottest Cock)
Jack Hunter
Nominace: Rafael Alencar, Boomer Banks, Calvin Banks, Bruce Beckham, Brian Bonds, Matthew Bosch, Dalton Briggs, Gabriel Cross, Tex Davidson, Derrick Dime, Darius Ferdynand, Devin Franco, Tayte Hanson, Jack Hunter, Helmut Huxley, Colton James, Colby Keller, Allen King, Alex Kof, JJ Knight, Sebastian Kross, Jordan Levine, Mark Long, Jason Maddox, Rico Marlon, Diego Sans, Rocco Steele, Roman Todd, Sam Truitt, Jason Vario, Sean Xavier
Ceny za výkon:
Nejlepší skupinová scéna (Best Group)
Levi Karter, Tayte Hanson, Allen King, Liam Riley, Kody Stewart a Colby Keller v One Erection (Cocky Boys)
Nominace: Derrick Dime, Markie More, Rod Peterson a Bridger Watts v Becoming Brothers (Next Door Studios), Brandon Wilde, Jack Hunter, Billy Santoro, Jaxton Wheeler, Vadim Black a Logan Moore v Brandon Wilde’s First Gang Bang (ICON Male), Killian James, Andrey Vic, Marq Daniels, Rico Marlin a Brian Bonds v Breeding Prince Charming (Lucas Entertainment), Dante Martin, Gabriel Cross, Markie More a Arad v Cheating Faith: The Virgin Mark (Next Door Studios), Alejandro Castillo, Andrey Vic, Asher Devin, Drae Axtell, Dylan James, Koda Gold a Stas Landon v Good Service (Lucas Entertainment), Sean Duran, Adam Bryant, Marco Cruz, Toby Springs, Jay Alexander, Dustin Steele, Darin Silvers a Damien Crosse v Hog Wild (Channel 1 Releasing), Jerome Exupery, Marcel Gassion, Adam Archuleta, Robin Michaux, Brian Jovovich, Roald Ekberg a Marc Ruffalo v Last Summer in Greece (Bel Ami), Evan Parker, Tyler Hill, Kyle Ross, Max Carter, Blake Mitchell a Joey Mills v Lifeguards (Helix Studios), Quentin Gainz, Johnny Riley, Jack Hunter a Jacob Durham v Meet The Fuck Buddies (Next Door Studios), Levi Karter, Tayte Hanson, Allen King, Liam Riley, Kody Stewart a Colby Keller v One Erection (Cocky Boys), Paddy O’Brian, Jay Roberts, Dato Foland, Darius Ferdynand, Logan Moore, Hector De Silva, Sunny Colucci a Gabriel Cross v Sense 8 (MEN.com), Ryan Rose, Seth Santoro, Jack Hunter, Tom Faulk, Wesley Woods a Colby Keller v Scared Stiff (Naked Sword), Paddy O’Brian, Hector DiSilva, Luke Adams, Abraham Al Malek, Aitor Bravo, Dario Beck, Goran a Josh Milk v Star Wars: A Gay XXX Parody (MEN.com), Luke Adams, Colton Grey, Diego Sans a Tobis v Tarzan: A Gay XXX Parody (MEN.com), Ryan Rose, Trenton Ducati, Griffin Barrows, Conner Patrick a Rod Peterson v Urban Spokes (Falcon Studios), Devin Franco, Ibrahim Moreno, Leo Forte, Mario Domenech a Viktor Rom v Whore for More (Lucas Entertainment)
Nejlepší párová scéna (Best Duo)
Damon Heart a Dylan James v Barebackula (Lucas Entertainment)
Nominace: Brent Corrigan a JJ Knight v About Last Night (Falcon Studios), Damon Heart a Dylan James v Barebackula (Lucas Entertainment), Trenton Ducati a Paddy Obrien v Batman V Superman: A Gay XXX Parody (MEN.com), Damon Heart a Sergeant Miles v Breeding Prince Charming (Lucas Entertainment), Tom Faulk a Alex Greene v Brotherly Playtime (Next Door Studios), Tex Anthony a Brendon Patrick v Buff & Scruff (Channel 1 Releasing), Matthew Bosch a Alex Mecum v Cauke for FREE (Titan Men), Duncan Black a Dolf Dietrich v Duncan’s Daddies (DominicFord.com), Hugh Hunter a Ethan Slade v Football Hero 2 (ICON Male), Mario Domenech a Gabriel Taurus v Men of Madrid (Raging Stallion), Joel Birkin a Jack Harrer v Offensively Large (Bel Ami), Levi Karter a Allen King v One Erection (Cocky Boys), Tayte Hanson a Jason Maddox v One Erection (Cocky Boys), Alex Greene a Bridger Watts v Our Wives are Cheating (Next Door Studios), Jesse Jackman a Dallas Steele v OUT (Titan Men), Dylan Knight a Diego Sans v Porn Crush (MEN.com), Bruno Bernal a Adam Ramsey v Primal (Raging Stallion), Jack Hunter a Seth Santoro v Scared Stiff (Naked Sword), Trenton Ducati a Colton Grey v Secrets & Lies (Naked Sword / Rock Candy), Carter Dane a Ryan Rose v Sexflix and Chill (Falcon Studios), Peter Coxx a Viktor Rom v Skins 1 (Kristen Bjorn), Darius Ferdynand a Denis Vega v Strangers & Lovers (Lucas Kuzan), Tex Davidson a Angelo Marconi v Tex’s Raw Vacation (Nasty Daddy), Rex Cameron a Adam Killian v Whore for More (Lucas Entertainment)
Nejlepší trio (Best 3 Way)
Hugo Arenas, Hans Berlin a Craig Daniel v Skins (Kristen Bjorn)
Nominace: Peter Annaud, Dylan Maguire a Jack Harrer v 3 Ways 3 (Bel Ami), James Castle, Mario Domenech a Alex Kof v Barebackula (Lucas Entertainment), James Castle, Enzo Cortes a John Rodriguez v Bare to the Bone Part 2 (Kristen Bjorn), Derek Deluca, Jonah Fontana a Jacob Taylor v Bout To Bust (Raging Stallion), Gabriel Cross, River Elliott a Tom Faulk v Dirty Step-Brother (Next Door Studios), Carter Dane, Jimmy Durano a Levi Karter v Just Love (Cocky Boys), Jerome Exupery, Helmut Huxley a Hoyt Kogan (Kinky Angels.com), Trenton Ducati, Lukas Grande a Rikk York v One Erection (Cocky Boys), Dirk Caber, Hunter Marx a Max Sargent v Package (Titan Men), Bruce Beckham, Josh Conners a FX Rios v Primal (Raging Stallion), Brian Bonds, Trenton Ducati a Brandon Wilde v Secrets & Lies (Naked Sword / Rock Candy), Hugo Arenas, Hans Berlin a Craig Daniel v Skins 1 (Kristen Bjorn), Luke Adams, Paddy O’Brian a Hector De Silva v Star Wars: A Gay XXX Parody (MEN.com), Luke Adams, David Anthony a Dallas Steele v Stopover in Bonds Corner (Titan Men), Jacob Taylor, Johnny V a Sean Zevran v The Trainer (Hot House Video), Luke Adams, Charlie Pattinson a Tommy Regan v Weird Science (MEN.com)
Nejžhavější „flip-flop“ scéna (Hottest Flip)
Matthew Bosch a Alex Mecum v Cauke for FREE (Titan Men)
Nominace: Stas Landon a Sergeant Miles v Bareback Auditions 4: Raw Recruits (Lucas Entertainment), Bruce Beckham a Wesley Woods v Buff & Scruff (Channel 1 Releasing), Matthew Bosch a Alex Mecum v Cauke for FREE (Titan Men), Derrick Dime a Markie More v Cheating Faith (Next Door Originals), JJ Knight a Ryan Rose v Desert Getaway (Falcon Studios), Spencer Whitman a Tegan Zayne v Destroyer (Raging Stallion), Gabriel Clark a Wesley Woods v Let Them Eat Cake (Cocky Boys), Jordan Boss a Wesley Woods v On Demand (MEN.com), Jesse Jackman a Nick Prescott v OUT (Titan Men), Jack Hunter a Seth Santoro v Scared Stiff (Naked Sword), Colton Grey a Jacob Peterson v Secrets and Lies (Naked Sword), Hans Berlin a Billy Santoro v Silhouette (Gentlemen's Closet), JJ Knight a Andrea Suarez v Tahoe: Snowbound (Falcon Studios), Luke Adams a Colton Grey v Tarzan: A Gay XXX Parody (MEN.com), Derrick Dime a Quentin Gainz v The Brother-In-Law (Next Door Raw), Stas Landon a Javi Velaro v Whore for Moore (Lucas Entertainment)
Nejžhavější rimmingová scéna (Hottest Rimming)
Tom Faulk, Jack Hunter, Colby Keller, Ryan Rose, Seth Santoro a Wesley Woods v Scared Stiff (Naked Sword)
Nominace: Helmut Huxley a Kevin Warhol v All For One (Kinky Angels.com), Matthew Bosch a Alex Mecum v Cauke for FREE (Titan Men), JJ Knight a Ryan Rose v Desert Getaway (Falcon Studios), Brian Bonds a Rafael Lords v Dicklicious (Raging Stallion), Hugh Hunter a Ethan Slade v Football Hero 2 (ICON Male), Boomer Banks a Ricky Roman v Just Love (Cockyboys), Joel Birkin, Jack Harrer a Claude Sorel v Offensively Large (Bel Ami), Tayte Hanson a Jason Maddox v One Erection (Cockyboys), Casey Everett a Ryan Rose v Pitching Tents (Falcon Studios), Bruno Bernal a Adam Ramzi v Primal (Raging Stallion), Tom Faulk, Jack Hunter, Colby Keller, Ryan Rose, Seth Santoro a Wesley Woods v Scared Stiff (Naked Sword), Carter Dane a Ryan Rose v Sexflix and Chill (Falcon Studios), JD Phoenix a Rocco Steele v Sexperiment (Naked Sword), Hans Berlin a Billy Santoro v Silhouette (Gentleman's Closet), Darius Ferdyand a Denis Vega v Strangers and Lovers (Lucas Kazan), Jake Davis a Alex Mecum v The Piano Teacher (Next Door Studios), Rex Cameron a Adam Killian v Whore for More (Lucas Entertainment), Kenn Rodeo a Wesley Woods v Wild Weekend Part 1 (Falcon Studios)
Ceny za produkci a marketing:
Nejlepší režie (Best Director)
Jake Jaxson a Chi Chi LaRue za One Erection (Cocky Boys)
Nominace: Gio Caruso za The Tantalizing Therapist (Pride Studio), Steve Cruz za Men of Madrid (Raging Stallion), Tony Dimarco za About Last Night (Falcon Studios), Rocco Fallon za Cheating Faith (Next Door Studios), Jake Jaxson & Chi Chi LaRue za One Erection (Cocky Boys), ChiChi LaRue za Scared Stiff (Naked Sword), Michael Lucas za Barebackula (Lucas Entertainment), Marc MacNamara za Tarzan (MEN.com), Jasun Mark za Cauke for FREE (Titan Men), Jasun Mark za OUT (Titan Men), Nica Noelle za Prisoners of War 2 (ICON Male), mr. Pam za Secrets & Lies (Naked Sword / Rock Candy), Alter Sin za Star Wars: A Gay XXX Parody (MEN.com), Marty Stevens za Last Summer in Greece (Bel Ami), Strongeoli za Skins 1 (Kristen Bjorn), Ettore Tosi za Strangers & Lovers (Lucas Kuzan)
Nejlepší scénář (Best Screenplay)
Jackie Beat za Scared Stiff (Naked Sword) Jesse Jackman, Jasun Mark a Keith Webb za Cauke for Free (Titan Men)
Nominace: Rocky Andrews za Barebackula (Lucas Entertainment), Jesse Jackman, Jasun Mark, Keith Webb za Cauke For FREE (Titan Men), Rocco Fallon za Cheating Faith (Next Door Studios), Marty Stevens za Last Summer In Greece (Bel Ami), Jake Jaxson za One Erection (Cocky Boys), Jesse Jackman, Jasun Mark, Keith Webb za OUT (Titan Men), Nica Noelle za Prisoners of War 2 (ICON Male), Jackie Beat za Scared Stiff (Naked Sword), Jack Shamama za Secrets & Lies (Naked Sword / Rock Candy), Thomas Stone za Star Wars: A Gay XXX Parody (MEN.com), Tony Dimarco za Tahoe: Snowbound (Falcon Studios), Marc MacNamara za Tarzan: A Gay XXX Parody (MEN.com), Steve Cruz za Wasteland (Raging Stallion)
Nejlepší kamera (Best Videography)
Marc MacNamara za Tarzan: A Gay XXX Parody (Men.com)
Nominace: Rocco Fallon za Cheating Faith (Next Door Studios), Gio Caruso za Freeballing Physical (Pride Studios), Hugh Wilde za Hog Wild (Channel 1 Releasing), Steve Cruz za Hung Country (Raging Stallion), Luke Hamill, Johan Paulik a Mel Roberts za Last Summer In Greece (Bel Ami), RJ Sebastian za One Erection (Cocky Boys), Jasun Mark za OUT (Titan Men), mr.Pam za Scared Stiff (Naked Sword), mr.Pam za Secret & Lies (Naked Sword), Carlos Caballero & Strongboli za Skins 1&2 (Kristen Bjorn), Marc MacNamara za Tarzan: A Gay XXX Parody (MEN.com), Tony Dimarco & mr.Pam za Wild Weekend 1 & 2 (Falcon Studios)
Nejlepší výprava (Best Art Direction)
Star Wars: A Gay XXX Parody (MEN.com)
Nominace: Barebackula (Lucas Entertainment), Cheating Faith (Next Door Studios), Hog Wild (Channel 1 Releasing), Lifeguards (Helix Studios), One Erection (CockynBoys), Prisoners of War 2 (ICON Male), Rough Trade (Titan Men), Scared Stiff (Naked Sword), Star Wars: A Gay XXX Parody (MEN.com), The Tantalizing Therapist (Pride Studios), The Trainer (Hot House Video), Twinky and the Bear 2 (Manville Entertainment), Wasteland (Raging Stallion), Wild Weekend (Falcon Studios)
Nejlepší fotograf (Best Still Photographer)
Gio Caruso
Nominace: Bruno Bond, Sam Brighton, Gio Caruso, Trenton Ducati, Rocco Fallon, Jasun Mark, Joe Orso, mr. Pam, Kent Taylor
Webové ceny:
Nejlepší webkamera (Best Live Cam)
Supermen.com
Nominace: BuddyCams.com, Cam4.com, DominicFord.com, FalconLive.com, Flirt4Free.com, NextDoorBuddiesLive.com, RagingLive.com, Supermen.com, TitanLive.com
Nejlepší web filmové společnosti (Best Video Company Site)
Next Door Studios
Nominace: ActiveStudios.com, BelAmi.com, Channel1Releasing.com, Cockyboys.com, DominicFord.com, FalconStudios.com, ICONMale.com, KristianBjorn.com, LucasEntertainment.com, LucasKazan.com, Men.com, NakedSword.com, NextDoorRaw.com, PrideStudios.com, RagingStallionStudios.com, TitanMen.com
Nejlepší fetišistický web (Best Fetish Site)
LucasRaunch.com
Nominace: ClubInferno.com, ClubInfernoDungeon.com, FetishForce.com, FistingCentral.com, GentlemansCloset.com, KinkMen.com, LucasRaunch.com, SpankThis.com
Nejlepší pornografický blog (Best Porn Blog)
Queer Me Now
Nominace: ChroniclesofPornia, GayDailyHotNews.com, GayDemon.com, GayPornBlog.com, JesseJackmanXXX.com, JRL.com, LucasBlog.com, ManHuntDaily, QueerClick, QueerMeNow.com, TheGayRepublic.com, TheSword.com, WayBig.com
Zvláštní ceny:
Cena fanoušků Steamworks pro nejoblíbenější film (Steamworks Fan Favorite Movie)
Brandon Wilde’s First Gang Bang (Icon Male / Mile High Media)
Nominace: All For Me (Kinky Angels.com), Brandon Wilde’s First Gang Bang (ICON Male), Bare to the Bone PartS 1 & 2 (Kristen Bjorn), Beef Squad (Raging Stallion Studios), Greasers (Naked Sword), Hog Wild (Channel 1 Releasing), Just Love (Cocky Boys), Offensively Large (Bel Ami), Star Wars: A Gay XXX Parody (MEN.com), Stopover in Bonds Corner (Titanmen), Tahoe: Snowbound (Falcon Studios), The Piano Teacher (Next Door Studios), The Spanish ConneXXXion (Lucas Kazan), The Trainer (Hot House), Thigh High (Gentleman's Closet), Twinky and the Bear 2 (Manville Entertainment), Whore for More (Lucas Entertainment)
Cena fanoušků Squirt.org pro nejoblíběnější pornohvězdu (Squirt.org Fan Favorite Porn Star)
Diego Sans
Nominace: Antonio Biaggi, Darius Ferdynand, Colby Jansen, Adam Killian, Paddy O'Brian, Johnny Rapid, Diego Sans, Jesse Santana, Rocco Steele, XL
Celoživotní přínos (Lifetime Achievment)
Brent Corrigan
Zeď slávy (Wall of fame)
Trenton Ducati
Tim Valenti
Gio Caruso
[ zpět nahoru ]

### 2018
Dne 20. března 2018 byly vyhlášeny nominace na ceny a předávací večer v Metro Theater v Chicagu ohlášen na sobotu 26. května 2018. Kategorie mužného muže nově nahradila kategorie pro nejlepší tělo a režijní kategorie byla rozdělena do dvou podle typu filmu. Nominováni a oceněni byli:
Ceny za produkt:
Nejlepší film nebo webová série (Best Movie or Web Series)
Pirates: A Gay XXX Parody (Men.com)
Nominace: Earthbound: Heaven to Hell 2 (Falcon Studios), Greek Salad Part 1 (Bel-Ami), Just One Night (Cockyboys.com), Justice League: A Gay XXX Parody (Men.com), Meat Men (Kristen Bjorn), Must Seed TV (Lucas Entertainment), Paris Perfect (NakedSword and Pinkx), Pirates A Gay XXX Parody (Men.com), Route 69 (Falcon Studios), The Therapist (ICON Male), Trapped (Raging Stallion Studios), Ultra Fan (NakedSword)
Nejlepší výhradně sexuální film (Best All Sex Movie)
Love & Lust in New Orleans (Falcon Studios)
Nominace: Addicted (Lucas Kazan), Ass Fucking Alpha Males (Lucas Entertainment), Barcelona (DominicFord.com), Beards, Bulges & Ballsacks! (Raging Stallion Studios), Daddy We’ve Been Bad (Channel 1 Releasing), Demolition (Titan Men), Go Big! (Cockyboys.com), Hidden Palms (Falcon Studios), Hot Stuff (Kristen Bjorn), Kiss and Tel Aviv (NakedSword), Love & Lust in New Orleans (Falcon Studios), Loving Kris (Bel-Ami), Prohibition (Men.com), Taking It Raw! (Next Door Studios)
Herecké ceny:
Nejlepší herec (Best Actor)
Tegan Zayne v Trapped (Raging Stallion Studios)
Nominace: Sean Zevran v Code of Silence (Falcon Studios), Skyy Knox v Earthbound: Heaven to Hell 2 (Falcon Studios), Tayte Hanson v Fuck Him Up (Men.com), Adam Ramzi v It’s Coming (Raging Stallion Studios), Johnny Rapid v Justice League: A Gay XXX Parody (Men.com), Devin Franco v Must Seed TV (Lucas Entertainment), Colton Grey v Paris Perfect (NakedSword), Diego Sans v Pirates A Gay XXX Parody (Men.com), Calvin Banks v Revenge (ICON Male), Quentin Gainz v Straight Chexxx (Next Door Studios), Austin Wolf v The Fixer (Hot House Entertainment), Colby Keller v The Stillest Hour (cockyboys.com), Will Wikle v The Stillest Hour (cockyboys.com), Brendan Patrick v The Therapist (ICON Male), Tegan Zayne v Trapped (NakedSword), Brent Corrigan v Ultra Fan (NakedSword)
Nejlepší herec ve vedlejší roli (Best Supporting Actor)
Johnny V v MXXX: The Hardest Ride (NakedSword)
Nominace: Damon Heart v Bare Tenders (Lucas Entertainment), Andrew Stark v Earthbound: Heaven to Hell 2 (Falcon Studios), Kristofer Weston v Finding Father (ICON Male), Brandon Wilde v Firemen (ICON Male), Colby Keller v Justice League: A Gay XXX Parody (men.com), John Rodriguez v Hot Stuff (Kristen Bjorn), Boomer Banks v Just One Night (cockyboys.com), Torsten Ullman v My Name is Nils (Bel Ami), Shawn Reeve v Must Seed TV (Lucas Entertainment), Johnny V v MXXX: The Hardest Ride (NakedSword), Paddy O'Brian v Pirates A Gay XXX Parody (men.com), Ty Thomas v Straight Chexxx (Next Door Studios), Skyy Knox v The Fixer (Hot House Entertainment), Levi Karter v The Stillest Hour (cockyboys.com), Colby Keller v Trapped (Raging Stallion Studios), Jason Vario v West Texas Lark & Ride (Titan Men)
Účinkující roku (Performer of the Year)
Pierce Paris
Seth Santoro
Nominace: Boomer Banks, Calvin Banks, Brent Corrigan, Devin Franco, Quentin Gainz, Jack Harrer, Jack Hunter, Helmut Huxley, Jesse Jackman, Dylan James, Levi Karter, Colby Keller, JJ Knight, Skyy Knox, Joey Mills, Blake Mitchell, Pierce Paris, Ryan Rose, Diego Sans, Seth Santoro, Johnny V, Jason Vario, Kurtis Wolfe, Wesley Woods, Sean Zevran
Nejlepší nováček (Best Newcomer)
Skyy Knox
Nominace: Gabriel Alanzo, Ruslan Angelo, Beaux Banks, Ryan Bones, Shane Cook, Alex Dalton, Luke Diamond, Pheonix Fellington, Kyler Grey, Danny Gunn, Price Hogan, Casey Jacks, Scotty Knox, Skyy Knox, Ben Masters, Lars Norgaard, Dakota Payne, Jackson Radiz, Dani Robles, Drake Rogers, William Seed, Aaden Stark, Teddy Torres, Daymin Voss
Mladíček (Twink Performer)
Calvin Banks
Nominace: Troy Accola, Calvin Banks, Christian Bay, Will Braun, Zander Cole, Cole Claire, Alex Dalton, Timonthy Drake, Dylan Drive, Sean Ford, Klim Gromov, Kory Houston, Helmut Huxley, Eli Lewis, Anthony Lorca, Joey Mills, Danny Montero, Cameron Parks, Dakota Payne, Liam Riley, Kyle Ross, Nils Tatum, Sam Truitt, Brandon Wilde
Nejžhavější aktivní herec (Hottest Top)
Dylan James
Nominace: Eddy CeeTee, Andre Donovan, Jimmy Durano, Kris Evans, Kayden Gray, Dylan James, Corey Kane, Allen King, JJ Knight, Sergeant Miles, Dean Phoenix, Michael Roman, Ryan Rose, Andrew Stark, Rocco Steele, Jason Vario, Arad Winwin, Kurtis Wolfe, Sean Zevran
Nejžhavější pasivní herec (Hottest Bottom)
Devin Franco
Nominace: Luke Adams, Beaux Banks, Brian Bonds, Carter Dane, Ace Era, Sean Ford, Devin Franco, Colton Grey, Tayte Hanson, Skyy Knox, Joey Mills, Lars Norgaard, Jacob Peterson, Johnny Rapid, Taylor Reign, Liam Riley, Michael Roman, Ashley Ryder, Seth Santoro, Nils Tatum, Johnny V, Jack Vidra, Brandon Wilde, Rikk York, Tegan Zayne
Nejlepší verzatilní herec (Best Versatile Performer)
Jack Hunter
Nominace: Boomer Banks, Hans Berlin, Ryan Bones, Max Carter, James Castle, Brent Corrigan, Michael DelRay, Pierre Fitch, Quentin Gainz, Damon Heart, Jack Hunter, Helmut Huxley, Jesse Jackman, Dylan James, Gabriel Lunna, Blake Mitchell, Pierce Paris, Ricky Roman, Aaden Stark, Damian Taylor, Ty Thomas, Johnny V, Kurtis Wolfe, Wesley Woods, Daymin Voss
Nejžhavější tělo (Hottest Body)
Ryan Rose
Nominace: Kyler Ash, Derek Bolt, Tomas Brand, Pheonix Fellington, Jesse Jackman, Levi Karter, Allen King, Liam Knox, Skyy Knox, Jesse Lee, Lars Norgaard, Paddy O'Brian, Pierce Paris, Dani Robles, Ryan Rose, Roman Todd, Johnny V, Jason Vario, Arad Winwin, Kurtis Wolfe
Nejžhavější penis (Hottest Cock)
Blake Mitchell
Nominace: Boomer Banks, Calvin Banks, Joel Birkin, Matthew Bosch, Tex Davidson, Michael DelRay, Jimmy Durano, Kris Evans, Jack Harrer, Jack Hunter, Helmut Huxley, Dylan James, Allen King, JJ Knight, Antony Lorca, Alex Mecum, Sergeant Miles, Blake Mitchell, Lars Norgaard, Pierce Paris, Dean Phoenix, Rocco Steele, Tobias, Roman Todd, Jason Vario
Ceny za výkon:
Nejlepší skupinová scéna (Best Group Scene)
Wes Campbell, Corbin Colby, Sean Ford, Joey Mills a Blake Mitchell v Breathe (Helix Studios)
Nominace: James Castle, Klim Gromov, Ricky Verez a Andrey Vic v Ass Fucking Alpha Males (Lucas Entertainment), Wes Campbell, Corbin Colby, Sean Ford, Joey Mills a Blake Mitchell v Breathe (Helix Studios), Julian Knowles, Alex Mecum, Adam Ramzi a Kurtis Wolfe v Dangerous Days (men.com), Lucas Allen, Bennett Anthony, Noah Donovan a Rikk York v Drive Thru (Raging Stallion), Gabriel Alanzo, Dean Monroe, Arad Winwin a Sean Zevran v Earthbound: Heaven to Hell 2 (Falcon Studios), Ryan Bones, Brandon Cody, Colby Keller, Johnny Rapid a Francois Sagat v Justice League: A Gay XXX Parody (men.com), Brian Bonds, Steven Richards, Rex a Zachary Scott v Kenny's Raw Fucks Vol 1 (Treasure Island Media), Theo Ford, Colton Grey, Dani Robles, Johnny V a Denis Vega v Paris Perfect (NakedSword), Gabriel Cross, Jimmy Durano, Johnny Rapid a Teddy Torres v Pirates A Gay XXX Parody (men.com), Drae Axtell, Angel Cruz, Devin Franco, Javi Velaro a Andrey Vic v RDP5 (Lucas Entertainment), Chris Blades, Lance Ford, Damien Kyle a Markie More v Swingers Stories (Next Door Studios), Skyy Knox, Tyler Robert, Arad Winwin a Austin Wolf v The Fixer (Hot House Entertainment), Cole Claire, Joey Mills, Cameron Parks a Ashton Summers v Vegas Pride Afterparty (Helix Studios)
Nejlepší párová scéna (Best Duo)
Calvin Banks a Allen King v Just One Night (cockyboys.com)
Nominace: Jason Vario a Daymin Voss v Big Brother (Titan Men), Dylan James a Ricky Verez v Bottom Boy Bitches (Lucas Entertainment), JJ Knight a Blake Riley v Earthbound: Heaven to Hell 2 (Falcon Studios), Danny Gunn a Kristofer Weston v Finding Father (ICON Male), Brent Everett a Tayte Hanson v Fuck Him Up (men.com), Ivan Gregory a Gabriel Lunna v Hot Stuff (Kristen Bjorn), Calvin Banks a Allen King v Just One Night (cockyboys.com), JJ Knight a Pierce Paris v Love & Lust in New Orleans (Falcon Studios), Francois Sagat a Johnny V v Paris Perfect (NakedSword), Paddy O'Brian a Diego Sans v Pirates A Gay XXX Parody (men.com), Cole Claire a Joey Mills v Raw Rollers (Helix Studios), Quentin Gainz a Dean Phoenix v Straight Chexxx (Next Door Studios), Eddy CeeTee a Alex Mecum v Taxxx (Titan Men), Levi Karter a Colby Keller v The Stillest Hour (cockyboys.com), Hans Berlin a Jesse Lee v The Therapist (ICON Male), Ryan Finch a Seth Santoro v Trapped (Raging Stallion Studios), Lorenzo Flexx a Jason Vario v Two Men Kiss (Titan Men), Daymin Voss a Rikk York v TSA Checkpoint (Raging Stallion Studios), Calvin Banks a Brent Corrigan v Ultra Fan (NakedSword), Mark Davis a Brad McGuire v We are coming for 4 you (Treasure Island Media)
Nejlepší trio (Best Threeway)
Damon Heart, Rico Marlon a Cody Winter v No Holes Spared (Lucas Entertainment)
Nominace: James Castle, Bogdan Gromov a Dylan James v Ass Fucking Alpha Males (Lucas Entertainment), Kyler Ash, Taylor Reign a Rocco Steele v Daddy We've Been Bad (Channel 1), Jonah Fontana, Arad Winwin a Kurtis Wolfe v Dangerous Days (men.com), Boomer Banks, Skyy Knox a Arad Winwin v Double Down (Cockyboys), John Ander, Sean Duran a Ian Greene v Drive Thru (Raging Stallion Studios), Manuel Skye, Matthew Parker a River Wilson v Go Big! (Cockyboys.com), Ansony, Hans Berlin a Louis Ricaute v Hot Stuff (Kristen Bjorn), Hugo Arenas, Mario Domenech a Viktor Rom v In The Flesh 1 (Kristen Bjorn), Gabriel Alanzo, Jake Archer a Ryan Rose v Intimate (Falcon Studios), Sam Bridle, Nate Grimes a Cesar Xes v Kenny’s Raw Fucks Vol 1 (Treasure Island Media), Kris Evans, Vadim Farrell a Jack Harrer v Loving Kris (BelAmi), Damon Heart, Rico Marlin a Cody Winter v No Holes Spared (Lucas Entertainment), Adam Archuleta, Hoyt Kogan a Lars Norgaard v Perfect Package (Freshmen.net), Jimmy Durano, Johnny Rapid a Teddy Torres v Pirates A Gay XXX Parody (men.com), Jimmy Clay, Quentin Gainz a Ty Thomas v Straight Chexxx (Next Door Studios), Colby Keller, Kurtis Wolfe a Teagan Zayne v Trapped (Raging Stallion Studios), Seth Santoro, Damian Taylor a Rikk York v Trapped (Raging Stallion Studios), Luke Adams, Matthew Bosch a Jason Vario v West Texas Park & Ride (Titan Men)
Nejžhavější „flip-flop“ scéna (Hottest Flip)
Daymin Voss a Jason Vario v Big Brother (Titan Men)
Nominace: Andrei Karenin a Antony Lorca v Antony’s Accidental Lovers Part 1 & 2 (Bel Ami), Dylan James a Scott DeMarco v Bareback Auditions 8 Fresh Additions (Lucas Entertainment), Josh Brady a Joey Mills v Beach Bodies (Helix Studios), Daymin Voss a Jason Vario v Big Brother (Titan Men), Trenton Ducati a Jack Hunter v Breeding Ducati (nastydaddy.com), Ty Thomas a Lucas Vick v Cheaters Needs (Next Door Studios), Dirk Caber a Jackson Grant v Cum Laude (Titan Men), Eric Nero a Bruce Beckham v Demolition (Titan Men), Timothy Drake a Kyler Ash v Finding Father (ICON Male), Tayte Hanson a Sunny Colucci v Fuck Him Up (Men.com), Ryan Rose a Sean Maygers v Gear Play (Falcon Studios), Jack Hunter a Ashton Summers v Go Big! (Cockyboys.com), Devin Franco a Lee Santino v Hard at Work/Gentlemen 19 (Lucas Entertainment), Gabriel Lunna a Ivan Gregory v Hot Stuff (Kristen Bjorn), Boomer Banks a Michael DelRay v Just One Night (cockyboys.com), Sean Ford a Wes Campbell v Just Role With It (Helix Studios), Nate Grimes a Sherman Maus v Kenny’s Raw Fucks (Treasure Island Media), Damian Taylor a Cesar Rossi v Mid-Term Stress Release (Pride Studios), Johnny V a Francois Sagat v Paris Perfect (NakedSword and Pinkx), Pierce Paris a Derek Bolt v Private Practice (Hot House Entertainment), Logan Moore a Teddy Torres v Raise (Men at Play), Sean Duran a Michael Roman v Sean’s Versatile Playroom (Menover 30), Trenton a Jacob v Trenton & Jacob Take Turns (Corbin Fisher), Brent Corrigan a Jack Hunter v Ultra Fan (NakedSword)
Nejžhavější rimmingová scéna (Hottest Rimming)
JJ Knight a Blake Riley v Earthbound: Heaven to Hell 2 (Falcon Studios)
Nominace: Alex Magnum a Leonardo Ricci v Addicted (Lucas Kazan), Ace Era, Devin Franco a Damon Heart v Bare Tenders (Lucas Entertainment), Fernando DelRio, Michael Roman a Daymin Voss v Bears, Bulges & Ballsacks! (Raging Stallion Studios), Bennett Anthony a Noah Donovan v Drive Thru (Raging Stallion Studios), Trenton Ducati a Adam Killian v Ducati Breeds (Nastydaddy), JJ Knight a Blake Riley v Earthbound: Heaven to Hell 2 (Falcon Studios), Tayte Hanson a Jay Roberts v Fuck Him Up (men.com), Jack Hunter a Ashton Summers v Go Big! (Cockyboys.com), Brent Corrigan a Roman Todd v Hidden Palms (Falcon Studios), Austin Carter a Ryan Rose v HOOK'D (Falcon Studios), Boomer Banks a Michael DelRay v Just One Night (cockyboys.com), Dodge Archer a Andy Arcade v Kenny’s Raw Fucks Vol 1 (Treasure Island Media), Jesse Jackman a Steve Roman v Muscle Daddies (Titan Men), Jim Kerouac a Lars Norgaard v Perfect Package (Freshmen.net), Paddy O’Brian a Diego Sans v Pirates A Gay XXX Parody (men.com), Cameron Cyle a Dante Martin v Taking it Raw! (Next Door Studios), Levi Karter a Colby Keller v The Stillest Hour (cockyboys.com), Hans Berlin a Jesse Lee v The Therapist (ICON Male)
Ceny za produkci a marketing:
Nejlepší režie – film nebo webová série (Best Director Movie/Web Series)
Mark MacNamara za Pirates: A Gay XXX Parody (Men.com)
Nominace: ChiChi LaRue za Earthbound: Heaven to Hell 2 (Falcon Studios), Luke Hamill a Marty Stevens za Greek Salad Part 1 (Bel-Ami), Jake Jaxson a RJ Sebastian za Just One Night (cockyboys.com), Alter Sin za Justice League: A Gay XXX Parody (Men.com), Strongboli za Meat Men (Kristen Bjorn), Michael Lucas za Must Seed TV (Lucas Entertainment), mr.Pam za Paris Perfect (NakedSword), Mark MacNamara za Pirates A Gay XXX Parody (Men.com), Tony Dimarco za Route 69 (Falcon Studios), Rocco Fallon za Straight Chexxx (Next Door Studios), Nica Nolle za The Therapist (ICON Male), Steve Cruz a ChiChi LaRue za Trapped (Raging Stallion Studios), Brent Corrigan za Ultra Fan (NakedSword), Joe Gage za West Texas Park and Ride (Titan Men)
Nejlepší režie – výhradně sexuální film (Best Director All Sex)
ChiChi LaRue a Tony Dimarco za Love & Lust in New Orleans (Falcon Studios)
Nominace: Ettore Tosi za Addicted (Lucas Kazan), Michael Lucas za Ass Fucking Alpha Males (Lucas Entertainment), Dominic Ford za Barcelona (Dominiford.com), Steve Cruz za Beards, Bulges & Ballsacks! (Raging Stallion Studios), Jasun Mark za Demolition (Titan Men), Jake Jaxson za Go Big! (Cocky boys.com), Tony Dimarco za Hidden Palms (Falcon Studios), Strongboli za Hot Stuff (Kristen Bjorn), mr Pam za Kiss and Tel Aviv (NakedSword), ChiChi LaRue a Tony Dimarco za Love & Lust in New Orleans (Falcon Studios), Marty Stevens za Loving Kris (Bel-Ami), Luke Hamill za Perfect Package (Freshmen.net), Marc MacNamara za Prohibition (Men.com), Rocco Fallon za Taking It Raw! (Next Door Studios)
Nejlepší scénář (Best Screenplay)
Steve Cruz, ChiChi LaRue a DP Welles za Trapped (Raging Stallion Studios)
Nominace: ChiChi LaRue a DP Welles za Earthbound: Heaven to Hell 2 (Falcon Studios), Dominic Ford za Fire Island House Boy Part 1 (DominicFord.com), Steve Cruz za It's Coming (Raging Stallion Studios), Jake Jaxson a RJ Sebatian za Just for the Night (Cockyboys.com), Thomas Stone za Justice League: A Gay XXX Parody (Men.com), Rocky Andrews za Must Seed TV (Lucas Entertainment), Tom Faulk/mr.Pam za MXXX: The Hardest Ride (NakedSword), DP Welles za Paris Perfect (NakedSword), Marc MacNamara za Pirates A Gay XXX Parody (Men.com), Tony Dimarco za Route 69 (Falcon Studios), Rocco Fallon za Straight Chexxx (Next Door Studios), Nick Foxx a DP Welles za The Fixer (Hot House Entertainment), Jake Jaxson za The Stillest Hour (cockyboys.com), Nica Noelle za The Therapist (ICON Male), Steve Cruz, ChiChi LaRue a DP Welles za Trapped (Raging Stallion Studios), DP Welles za Ultra Fan (NakedSword), Joe Gage za West Texas Park & Ride (Titan Men)
Nejlepší kamera (Best Videography)
mr. Pam a Leo Forte za MXXX: The Hardest Ride (NakedSword)
Nominace: Tony DiMarco za Code of Silence (Falcon Studios), Steve Cruz za Drive Thru (Raging Stallion Studios), Tony Dimarco/mr.Pam za Earthbound: Heaven to Hell 2 (Falcon Studios), Trenton Ducati a Greg Lenzman za Finding Father (ICON Male), Dominic Ford za Fire Island House Boys Part 1 (DominicFord.com), RJ Sebastian za Just One Night (cockyboys.com), Alter Sin za Justice League: A Gay XXX Parody (Men.com), Fliktor za Must Seed TV (Lucas Entertainment), mr.Pam a Leo Forte za MXXX : The Hardest Ride (NakedSword), Lucas Ridgestone, Marty Stevens a Luke Hamill za Perfect Package (Freshmen.net), Marc MacNamara za Pirates A Gay XXX Parody (Men.com), Hue Wilde za Pizza Boy (C1R), Rocco Fallon za Straight Chexxx (Next Door Studios), RJ Sebastian za The Stillest Hour (Cockyboys.com), Tony Dimarco a Steve Cruz za Trapped (Raging Stallion Studios), mr.Pam za Ultra Fan (NakedSword), Jasun Mark, Don Simmer a Darius Union za West Texas Park & Ride (Titan Men), Luke Hamill, Johan Paulik, Mel Roberts Jr a Marty Stevens za Watermelons (Bel Ami)
Nejlepší výprava (Best Art Direction)
Earthbound: Heaven to Hell 2 (Falcon Studios)
Nominace: Ass Fucking Alpha Males (Lucas Entertainment), Big Brother (Titan Men), Drive Thru (Raging Stallion Studios), Earthbound: Heaven to Hell 2 (Falcon Studios), Justice League: A Gay XXX Parody (men.com), Must Seed TV (Lucas Entertainment), MXXX: The Hardest Ride (NakedSword), Paris Perfect (NakedSword), Pirates A Gay XXX Parody (Men.com), Raw Knights (DominicFord.com), Route 69 (Falcon Studios), The Stillest Hour (Cockyboys.com), Trapped (Raging Stallion Studios), Ultra Fan (NakedSword)
Nejlepší fotograf (Best Still Photographer)
Nick Foxx
Nominace: Adam Biro, Sam Brighton, Gio Caruso, Trenton Ducati, Rocco Fallon, Dominic Ford, Nick Foxx, Matt Lambert, Greg Lenzman/Mocha, Jasun Mark, Mano Martinez, mr Pam, RJ Sebastian
Webové ceny:
Nejlepší webkamerový web (Best Live Cam Site)
Supermen.com
Nominace: BuddyCam.com, Cam4.com, DominicFord.com, FalconLive.com, Flirt4Free.com, LucasCams.com, RagingLive.com, Supermen.com, TitanLive.com
Nejlepší web filmové společnosti (Best Video Company Site)
Helix.com
Nominace: BelamiOnline.com, C1R.com, CockyBoys.com, DominicFord.com, FalconStudios.com, FreshMen.net, Helix.com, IconMale.com, KristenBjorn.com, LucasEntertainment.com, LucasKazan.com, Men.com, NakedSword.com, NextDoorStudios.com, PrideStudios.com, RagingStallionStudios.com, TitanMen.com, TreasureIslandMedia.com
Nejlepší fetišistický web (Best Fetish Site)
MormonBoyz.com
Nominace: BoundJocks.com, ClubInfernoDungeon.com, FamilyDick.com, FistingCentral.com, GentlemensCloset.com, Kinkmen.com, LucasRaunch.com, MormonBoyz.com, NastyDaddy.com, SpankThis.com, TreasureIslandMedia.com
Nejlepší pornografický blog (Best Porn Blog)
TheGayRepublic.com
Nominace: ChroniclesOfPorniaBlog.com, GayDailyHot.com, GayDemon.com, jrlcharts.com, ManhuntDaily.com, Str8UpGayPorn.com, TheGayRepublic, TheSword.com, QueerClick.com, QueerMeNow.net, WayBig.com
Zvláštní ceny:
Cena fanoušků Steamworks pro nejoblíbenější film (Steamworks Fan Favorite Movie)
Fuck Him Up (Men.com)
Nominace: Bad Cops 2 (Titanmen), Daddy We've Been Bad (Channel 1), Double Down (Cockyboys), Father & Sons Vol.6 (ICON Male), Fuck Him Up (men.com), Fuck N Cuck (Lucas Entertainment), Hidden Palms (Falcon Studios), Horn Dog (Kristen Bjorn), Jack Goes Wild (Bel Ami), MXXX-The Hardest Ride (NakedSword), One Night at The Ready (Hot House Video), Straight Chexxx (Next Door Studios)
Cena fanoušků Squirt.org (Squirt.org Fan Favorite)
Rocco Steele
Nominace: Griffin Barrows, Ace Era, Pierre Fitch, Colby Jansen, Colby Keller, Brad Kalvo, Paddy O'Brian, Johnny Rapid, William Seed, Rocco Steele
Zeď slávy (Wall of fame)
Michael Lucas
Jimmy Durano
[ zpět nahoru ]

### 2019
Dne 15. března 2019 byly vyhlášeny nominace na ceny a předávací večer v Metro Theater v Chicagu ohlášen na sobotu 25. května 2019. Večer moderovali Chi Chi LaRue a Honey West a asistovali jim Beaux Banks, Calvin Banks, Ryan Rose a Johnny V. Došlo k řadě změn v kategoriích, zejména čtveřice kategorií pro různé webové stránky byla sloučena do nově definované kategorie nejlepšího původního webového obsahu, nejlepší výpravu nahradil nejlepší střih, nově přibyla jedna fanouškovská kategorie a vedle Síně slávy bylo uděleno také ocenění za celoživotní přínos. Nominováni a oceněni byli:
Ceny za produkt:
Nejlepší film nebo webová série (Best Movie or Web Series)
Vegas Nights (Helix Studios)
Nominace: All Saints (Cockyboys), Gentlemen 22 Jizz in the Bizz (Lucas Entertainment), Love Fucked (Lucas Kazan), Plastics (Men.com), Rocco Steeles Urban Legend 2 (Dragon Media), The Graduation (ICON Male), The Final Rose (NakedSword/ Bel Ami), The Slutty Professor (NakedSword), Vice (Raging Stallion), Vegas Nights (Helix Studios)
Nejlepší výhradně sexuální film (Best All Sex Movie)
Zapped, Drilled and Fucked (Lucas Entertainment)
Nominace: Addicted (Lucas Kazan), Berkeley Sophomore Year (Nakedsword), Black on White (NOIR Male), Daddyʼs Good Boy (Lucas Entertainment), Deep & Raw (Kristen Bjorn), Double Decadence Gangbang (Skyn Media), Elder Gardner 2 (Mormon Boyz), Flea Pit (Cockyboys), Jock Doc (Hot House Entertainment), Master Class (Men.com), Michael Romans Gangbang (Dark Alley), Nob Hill (Nakedsword), Otter Erotic (Raging Stallion), Rico Marlonʼs Raw Orgy (Lucas Entertainment), Room for One More (Helix Studios), Stranded (Men.com), Telenovela (Men.com), Whore Alley (Bro Mo), Wyoming Getaway (SeanCody.com), Zapped, Drilled and Fucked (Lucas Entertainment)
Herecké ceny:
Nejlepší herec (Best Actor)
Wesley Woods v Zack & Jack Make A Porno (Falcon Studios)
Nominace: Calvin Banks v All Saints (Cockyboys), Bruce Beckham v Stranded (Men.com), Carter Dane v All Saints (Cockyboys), Ace Era v Slutty Professor (NakedSword), Woody Fox v Zack & Jack Make A Porno (Falcon Studios), Tyler Hill v Vegas Nights (Helix Studios), Dylan James v Alpha Cum (Lucas Entertainment), Riley Mitchel v Bounty Hunters (Raging Stallion), Cameron Parks v Vegas Nights (Helix Studios), Dakota Payne v Daddyʼs Good Boy (Lucas Entertainment), Michael Roman v Daddy Dilemma (ICON Male), Diego Sans v Plastics (Men.com), Roman Todd v The Married Man (ICON Male), Daymin Voss v Vice (Raging Stallion), Wesley Woods v Zack & Jack Make A Porno (Falcon Studios), Tegan Zayne v Three Wishes (Raging Stallion)
Nejlepší herec ve vedlejší roli (Best Supporting Actor)
Bruce Beckham v The Slutty Professor (NakedSword)
Nominace: Beaux Banks v Vice (Raging Stallion), Bruce Beckham v The Slutty Professor (Nakedsword), Michael DelRay v The Chosen Few (NakedSword), Adam Killian v Nob Hill (NakedSword), JJ Knight v Zack & Jack Make A Porno (Falcon Studios), Skyy Knox v Zack & Jack Make A Porno (Falcon Studios), Cade Maddox v Gay Divorcees (ICON Male), Sergeant Miles v The Graduation (ICON Male), Joey Mills v Vegas Nights (Helix Studios), Brendan Patrick v Boys of Summer (ICON Male), Adam Ramzi v All Saints (Cockyboys), Angel Rivera v Vegas Nights (Helix Studios), Grant Ryan v Plastics (Men.com), Johnny Ryder v Bounty Hunters (Raging Stallion), Max Sargent v Daddy Issues 2 (ICON Male), Damien Stone v Stranded (Men.com), Jason Vario v Three Wishes (Raging Stallion), Jason Vario v Black on White (Noir Male), Wesley Woods v The Graduation (ICON Male)
Účinkující roku (Performer of the Year)
Calvin Banks
Michael Roman
Nominace: Max Adonis, Max Arion, Beaux Banks, Boomer Banks, Calvin Banks, Jack Hunter, Helmut Huxley, Dylan James, Skyy Knox, Max Konnor, Cade Maddox, Blake Mitchell, Joey Mills, Pierce Paris, Michael Roman, Diego Sans, Manuel Skye, Roman Todd, Jason Vario, Austin Wilde, Wesley Woods
Nejlepší nováček (Best Newcomer)
Max Adonis
Alam Wernik
Nominace: Max Adonis, Ruslan Angelo, Timarrie Baker, Remy Cruze, Dillon Diaz, Nick Fitt, Johnny Hands, Casey Jacks, Cade Maddox, Corey Marshall, Ben Masters, Angel Rivera, Jared Shaw, Colby Tucker, Alam Wernik
Nejlepší mladíček (Best Twink Performer)
Joey Mills
Nominace: Zach Covington, Aiden Garcia, Trevor Harris, Dylan Hayes, Tyler Hill, Gabe Isaac, Grayson Lange, Ben Masters, Joey Mills, Cameron Parks, Angel Rivera, Tyler Sweet, Marcell Tykes, Tyler Winxx, Austin L Young
Nejžhavější aktivní herec (Hottest Top)
Cade Maddox
Nominace: Max Arion, Andre Donovan, Woody Fox, DeAngelo Jackson, Max Konnor, Cade Maddox, Corey Marshall, Blake Mitchell, Ryan Rose, Diego Sans, Jared Shaw, Rocco Steele, Jason Vario, Luke Wilder, Austin Wolf
Nejžhavější pasivní herec (Hottest Bottom)
Armond Rizzo
Nominace: Max Adonis, Beaux Banks, Brian Bonds, Carter Dane, Nick Danner, Casey Everett, Devin Franco, Klim Gromov, Danny Gunn, Dylan Hayes, Damon Heart, Skyy Knox, Mason Lear, Joey Mills, Beau Reed, Jackson Reed, Armond Rizzo, Michael Roman, Colby Tucker, Alam Wernik, Brandon Wilde
Nejlepší verzatilní herec (Best Versatile Performer)
Pheonix Fellington
Nominace: Bruce Beckham, Josh Brady, Max Carter, Michael DelRay, Sean Duran, Pheonix Fellington, Dylan James, Allen King, Trent King, Pierce Paris, Michael Roman, Nic Sahara, Billy Santoro, Andy Taylor, Roman Todd, Clay Towers, Johnny V, Kurtis Wolfe, Wesley Woods, Jason Zoo
Nejžhavější tělo (Hottest Body)
DeAngelo Jackson
Nominace: Ruslan Angelo, Max Arion, Jessie Colter, Liam Cyber, Pheonix Fellington, DeAngelo Jackson, Skyy Knox, Max Konnor, Cade Maddox, Corey Marshall, Pierce Paris, Ryan Rose, Johnny V, Alam Wernik, Austin Wilde, Luke Wilder
Nejžhavější penis (Hottest Cock)
Boomer Banks
Max Konnor
Nominace: Timarrie Baker, Boomer Banks, Josh Brady, Corbin Colby, Woody Fox, Dylan James, Tristan Jaxx, Cory Kane, Max Konnor, JJ Knight, Cade Maddox, Corey Marshall, Blake Mitchell, Josh Moore, Pierce Paris, Rocco Steele, Jason Vario, Austin Wilde, Kurtis Wolfe, Sean Xavier
Ceny za výkon:
Nejlepší skupinová scéna (Best Group / 4 or more)
Julian Bell, Tyler Hill, Corey Marshall, Joey Mills, Cameron Parks, Angel Rivera a Kyle Ross v Vegas Nights (Helix Studios)
Nominace: Parker Allen, Bennett Anthony, Tigger Redd, Ray Dalton, Jack Dixon, Jake Morgan, Deviant Otter, Ryan Powers, Michael Roman, Silver Steele, Clay Towers, Ricardo Trujillo a Rikk York v Double Decadence (Skyn Men), AJ Alexander, Bishop Black, Valentin Braun, Pierre Emo, Levi Karter, Allen King a Arad WinWin v Flea Pit (Cockyboys), Beaux Banks, Dalton Briggs, JJ Knight, Ken Ott a Diego Sans v Heist Part 3 (Men.com), Jace Chambers, Cam Christou, Ray Dalton, Jack Dixon, Deviant Otter, Vic Rocco, Michael Roman, Chandler Scott a Matt Stevens v Michael Romans Gangbang (Dark Alley Studios), Felipe Ferro, Jose Quevedo, Manuel Skye a Mick Stallone v Raw Hunger (Kristen Bjorn), Josh Brady, Corbin Colby, Joey Mills, Cameron Parks, Angel Rivera a Luke Wilder v Room for One More (Helix Studios), Adam Archuleta, Jason Bacall, Jean-Luc Bisset a Jerome Exupery v Summer Break 3 (Bel Ami), Ziggy Banks, Noah Donovan, Aaron Reese a Kurtis Wolfe v Strip Poker (Noir Male), Johnny Hill, Dante Martin, Markie More a Carter Woods v Tag Team Dante (Next Door Studios), David Ace, Alex Chu, Jessie Lee, Ari Nucci a FX Rios v The Deuce - A XXX Porn Parody (Peter Fever), Joaquin Arrenas, Jon Kael, Andrei Karenin a Ryan Rose v The Last Rose (NakedSword/Bel Ami), Beaux Banks, Woody Fox, Riley Mitchel, Teddy Torres a Tegan Zayne v Three Wishes (Raging Stallion), Julian Bell, Tyler Hill, Corey Marshall, Joey Mills, Cameron Parks, Angel Rivera a Kyle Ross v Vegas Nights (Helix Studios)
Nejlepší párová scéna (Best Duo)
Bruce Beckham a Damien Stone v Stranded (Men.com)
Nominace: Carter Dane a Levi Karter v All Saints (Cockyboys), Max Konnor a Armond Rizzo v Big Black Daddy (NOIR Male), Sean Duran a Ken Ott v Black Panda (Peter Fever), Jack Hunter a Austin Wolf v Cross Fuck (Hot House Entertainment), Alex Mecum a Markie More v Deep Greeting (Next Door Studios), Tommy Hunter a Jared Shaw v Filling Up Jareds Drain (BoyFun), Brandon Evans a Austin Wilde v Flip Fucking Fun (GuysInSweatPants.com), Woody Fox a Jack Hunter v Jock Doc (Falcon Studios), Roman Todd a Jacen Zhu v Meet the Parents (Noir Male), Joey Mills a Blake Mitchell v Mine (Helix Studios), Boomer Banks a Jack Hunter v MixedTape 1 (Boomboxxx/Cockyboys), Grant Ryan a Diego Sans v Plastics (Men.com), Remy Cruze a Skyy Knox v Private Show (Falcon Studios), DeAngelo Jackson a Jackson Reed v Sexual Healing (Noir Male), Justin Brody a Ace Era v The Slutty Professor (Nakedsword), Bruce Beckham a Damien Stone v Stranded (Men.com), Ryan Rose a Alam Wernik v The Last Rose (NakedSword/Bel Ami), Beaux Banks a Dolf Dietrich v Three Wishes (Raging Stallion), Johnny Hands a Kyle Ross v Vegas Nights (Helix Studios), Tyler Hill a Cameron Parks v Vegas Nights (Helix Studios), Woody Fox a Alam Wernik v Zack & Jack Make A Porno (Falcon Studios)
Nejlepší trio (Best Threeway / 3 Way)
Ace Era, Tyler Roberts a Dave Slick v The Slutty Professor (NakedSword)
Nominace: Trenton Ducati, Dominic Pacifico a Rico Palace v A Rampant Poolside Fuck (DominicPacifico.com), Riley Mitchel, Johnny Ryder a Kurtis Wolfe v Bounty Hunters (Raging Stallion), Parker Allen, Michael Roman a Seth Santoro v Easy Encounters (Skyn Media), Leonardo Lucatto, Manuel Skye a Mick Stallone v Full of Spunk (Kristen Bjorn), Brent Corrigan, Logan Moore a Samuel Stone v Hungry for Moore (Falcon Studios), Cory Kane, Allen King a Taylor Reign v Love Lost & Found (Cockyboys), Pierce Paris, Jason Vario a Rikk York v Making Rent (Nakedsword), Jessie Colter, Max Duro a Adam Killian v Nob Hill (NakedSword), Peter Annaud, Jack Harrer a Dylan Maguire v Offensively Large 3 (Bel Ami), Ziggy Banks, Stephen Harte a Tegan Zayne v Otter Erotic (Raging Stallion Studios), Marquee DʼAngelo, Casey Everett a Colby Tucker v Pay Up (NOIR Male), Josh Moore, Taylor Reign a Ricky Roman v Raw Volume 2 (Cockyboys), Pheonix Fellington, Austin Wolf a Kurtis Wolfe v Rideshare (Raging Stallion), Allen King, Paddy OʼBrian a Francois Sagat v Sex God (MEN.com), Corbin Colby, Blake Mitchell a Clay Turner v Spitroasted (Helix Studio), Tyler Carver, Quentin Gainz a Roman Todd v The Bareback Boys (Next Door Studios), Beaux Banks, Trey Donovan a Trent King v The Photo Shoot (Noir Male), Ace Era, Tyler Roberts a Dave Slick v The Slutty Professor (Nakedsword), Beaux Banks, Jack Hunter a Sean Maygers v Vice (Raging Stallion), Corbin Colby, Joey Mills a Angel Rivera v Vegas Nights (Helix Studios)
Nejžhavější „flip-flop“ scéna (Hottest Flip)
Jessie Colter, Max Duro a Adam Killian v Nob Hill (NakedSword)
Nominace: Josh Brady a Johnny Hands v Alpha Top Flip Flop (Helix Studios), Angel Rivera a Andy Taylor v Blazing Bareback (Helix Studios), Eddy Ceetee a Alex Mecum v Bounty Hunters (Raging Stallion), Max Sargent a Roman Todd v Boys of Summer (ICON Male), Troy Accola a Allen King v Everlasting Summer (Cockyboys), Sean Maygers a Ryan Rose v Gear Play (Hot House Entertainment), Josh Moore a Logan Moore v Hungry for Moore (Falcon Studios), Skyy Knox a Alex Mecum v Jock Doc (Hot House Entertainment), Max Adonis a Seth Santoro v Max in the City (Falcon Studios), Jessie Colter, Max Duro a Adam Killian v Nob Hill (NakedSword), Jack Hunter a Ollie v Post Cards from L.A. (Cockyboys), Taylor Reign a Travis Yukarin v Post Cards from L.A. (Cockyboys), Zander Cole a Leo Luckett v The Graduation (ICON Male), Serge Cavalli a Damon Heart v The Last Rose (NakedSword/Bel Ami), Pierce Paris a Jacen Zhu v The Once Over (Noir Male)
Nejžhavější rimmingová scéna (Hottest Rimming)
Beaux Banks, Trey Donovan a Trent King v The Photo Shoot (NoirMale.com)
Nominace: Casey Everett a Pierce Paris v Bareback Afternoon (DominicPacifico.com), Jay Austin a Riley Mitchel v Bounty Hunters (Raging Stallion), Cade Maddox a Justin Matthews v Cade Has A Big Fat Dick (Cockyboys), Roman Todd a Johnny V v Cross Fuck (Hot House Entertainment), Hans Berlin, Devin Franco a Ricky Verez v Daddyʼs Good Boy (Lucas Entertainment), Parker Allen, Michael Roman a Seth Santoro v Easy Encounters (Skyn Men), Sean Duran, Brian Michaels a Aston Springs v Game on 3 (Men.com), Danny Gunn a Ryan Rose v Jock Doc (Hot House Entertainment), Liam Riley a Sean Sevran v Postcards from L.A. (Cockyboys), Remy Cruze a Skyy Knox v Private Show (Falcon Studios), DeAngelo Jackson a Jackson Reed v Sexual Healing (NOIR Male), Remy Cruze a Cade Maddox v Swim Meat (Falcon Studios), Ryan Rose a Alam Wernik v The Last Rose (NakedSword/Bel Ami), Bruce Beckham a Justin Brody v The Slutty Professor (Nakedsword), Beaux Banks, Trey Donovan a Trent King v The Photo Shoot (Noir Male)
Ceny za produkci a marketing:
Nejlepší režie – film nebo webová série (Best Director Movie/Web Series)
Jake Jaxson za All Saints (Cockyboys)
Nominace: Steve Cruz za Vice (Raging Stallion), Tony Di Marco a mr. Pam za Zack & Jack Make A Porno (Falcon Studios), Jake Jaxson za All Saints (Cockyboys), Marc MacNamara za Plastics (Men.com), Nica Noelle za The Married Man (ICON Male), mrPam za The Last Rose (NakedSword/Bel Ami), mr Pam a ChiChi LaRue za The Slutty Professor (Nakedsword), Alex Roman za Vegas Nights (Helix Studios), Rocco Steele za Rocco Steeleʼs Urban Legend 2 (Dragon Media), D.P. Wells za Breaking Mr Hart (Golden Age Films / Nakedsword)
Nejlepší režie – výhradně sexuální film (Best Director All Sex)
ChiChi LaRue za Black On White (Noir Male)
Nominace: Kristen Bjorn za Deep & Raw (Kristen Bjorn), Gio Caruso za Daddyʼs Playroom (Pride Studios), Steve Cruz za Rideshare (Raging Stallion), Trenton Ducati za Swim Meat (Hot House Video), Rocco Fallon za Deep Greeting (Next Door Studios), Luke Hamill za Offensively Large 3 (Bel Ami), Bruce LaBruce za Flea Pit (Cockyboys), ChiChi LaRue za Black On White (Noir Male), ChiChi LaRue za Jock Doc (Hot House Entertainment), Marc MacNamara a Diego Sans za Stranded (Men.com), Nick Moretti za Double Decadence Gangbang (Skyn Media), Nick Moretti za Michael Romans Gangbang (Dark Alley Studios), Alex Roman za Room for One More (Helix Studios), Alter Sin za Telenovela (Nakedsword), Rocco Steele za Rocco Steeleʼs Spring Broke (Dragon Media), Ettore Tosi za Addicted (Lucas Kazan)
Nejlepší scénář (Best Screenplay)
Jake Jaxson za All Saints (Cockyboys)
Nominace: Jake Jaxson za All Saints (Cockyboys), D.P. Wells za Breaking Mr Hart (NakedSword), mr Pam za Nob Hill (NakedSword), Marc MacNamara za Plastics (Men.com), D.P. Wells za Slutty Professor (NakedSword), D.P. Wells za The Graduation (ICON Male), mr Pam za The Last Rose (NakedSword/Bel Ami), Taylor Saracen za Vegas Nights (Helix Studios), Steve Cruz za Vice (Raging Stallion), Tony DiMarco za Zack & Jack Make A Porno (Falcon Studios)
Nejlepší kamera (Best Videography)
mr. Pam a Leo Forte za The Last Rose (NakedSword/Bel Ami)
Nominace: Alex Ladd a Sal Genoa za Black on White (NOIR Male), Steve Cruz za Bounty Hunters (Raging Stallion), Alex Ladd za Family Affairs (NOIR Male), Hue Wilde za Once you go Black (C1R.com), Alter Sin za Paranormal (Men.com), Marc MacNamara a Diego Sans za Stranded (Men.com), mr.Pam za The Last Rose (NakedSword/Bel Ami), mr.Pam za The Slutty Professor (Nakedsword), Alex Roman za Vegas Nights (Helix Studios), Tony DiMarco a mr. Pam za Zack & Jack Make A Porno (Falcon Studios)
Nejlepší střih (Best in Editing)
Jessie Garcia za The Slutty Professor (NakedSword)
Nominace: Lily Hitch a John Johnson za All Saints (Cockyboys), Gordon Cole za Jock Doc (Hot House Entertainment), Max Phillips za Pay Up (NOIR Male), Rusty Ford za Stranded (Men.com), Jessie Garcia za The Last Rose (NakedSword / Bel Ami), Max Phillips za The Morning After (NOIR Male), Jessie Garcia za The Slutty Professor (NakedSword), Alex Roman za Vegas Nights (Helix Studios), Steve Cruz a Bruno Bonds za Vice (Raging Stallion), Jessie Garcia za Zack & Jack Make A Porno (Falcon Studios)
Nejlepší fotograf (Best Still Photographer)
Sam Brighton
Nominace: Adam Biro, Sam Brighton, Marc MacNamara, Mano Martinez, Joe Mazza, mr Pam, Poblo Pixxxaso, Alex Roman, RJ Sebastian
Webové ceny:
Nejlepší původní webový obsah (Best Web Original Content)
JustFor.fans
Nominace: BreedItRaw.net, cockyboys.com, Familydick.com, HungYoungBrit.com, JustFor.fans, Men.com, Mormonboyz.com, NastyDaddy.com, NoirMale.com, PacificoEntertainment.com, PeterFever.com, RawFuckClub.com
Zvláštní ceny:
Cena fanoušků Steamworks pro nejoblíbenější film (Steamworks Fan Favorite Movie)
Spiderman: A Gay XXX Parody (Men.com)
Nominace: Bounty Hunters (Raging Stallion Studios), Daddyʼs Good Boy (Lucas Entertainment), Deep & Raw (Kristen Bjorn), Deep Greeting (Next Door Buddies), Double Decadence Gang Bang (SkynMan), Flea Pit (Cockyboys), Loved Fucked (Lucas Kazan), Nob Hill (NakedSword), Sexual Healing (Noir Male), Spiderman – A Gay XXX Parody (MEN.com), Summer Break 3 (Bel Ami), The Deuce – A XXX Porn Parody (Peter Fever), The Graduation (ICON Male), Urban Legend 2 (Dragon Media), Zack & Jack Make A Porno (Falcon Studios)
Cena fanoušků Justfor.fans (Justfor.fans Fan Favorite)
Griffin Barrows
Nominace: griffinbarrowsx, RopeTrainKeep, BillySantoroXXX, HungerFF, RafaelMovies, iammisterbolden, itskravemelanin, MinoFlexXX, DillonAndersonX, atxpapi, PoppersGod, jackmackenroth, MichaelLucasNYC, deepfillernyc, AudatiousNitez, RealMenFullBush, adamrussoxxx, HossKado, gnarlykatt, RoccoSteeleNYC, nickcapra, maxkonnorxxx, KristoferWeston, Jahlanoo, phatrabbitkill2, eagerbttmxxx, CutlerX, RCandDigger, TrevorLasterXXX, LeoGiamani3, eddiedangerous, DashThree, BellatrixyXtube, RhyheimShabazz, ReddzLeon, DaddyBigLug, TexasFeralHogs
Cena fanoušků Squirt.org (Squirt.org Fan Favorite)
Rocco Steele
Nominace: Austin Wolf, Boomer Banks, Cody Cummings, Cutler X, Griffin Barrows, Hot Rod, Johnny Rapid, Rocco Steele, William Seed, XL
Cena za celoživotní přínos (Lifetime Achievement Award)
Mark Nagel
Zeď slávy (Wall of fame)
Johnny V
Ryan Rose
mr. Pam
Adam Killian
David Arias
[ zpět nahoru ]

### 2020
Rok 2020 byl poznamenán globální pandemií covidu-19. Vyhlašování oceněných tak namísto tradičního místa v Metro Theater v Chicagu probíhalo v sobotu 30. května formou živého streamingu na platformě GayVN Stars za virtuální účasti Chi Chi Larue a Honey West. Nově přibyla kategorie Hottest Daddy. Nominováni a oceněni byli:
Ceny za produkt:
Nejlepší film nebo webová série (Best Movie or Web Series)
Blood Moon: Timberwolves 2 (Raging Stallion Studios)
Nominace: Beach Rats of Lauderdale (Falcon Studios), Blood Moon: Timberwolves 2 (Raging Stallion), Don’t Tell My Wife (ICON Male), Five Brothers (NakedSword Originals), Gay Super Villans: Hypnos and Control (Lance Hart Studios/Manup Films), It Happened in Ibiza (Lucas Kazan Productions), Le Garçon Scandaleux (Cockyboys), Secret Band of Thebes (Men.com), Secrets My Daddy Never Told Me (Lucas Entertainment), Scared Stiff 2 (NakedSword Originals), The Foreman’s Son (Hot House), The Rental House (Men.com), Winter Break (8teenboys)
Nejlepší výhradně sexuální film (Best All Sex Movie)
Love & Lust in Montreal (Falcon Studios)
Nominace: A Man and His Boy 2 (Cockyboys), Bare (NakedSword Originals), End Game Part 1 & 2 (Raw Fuck Club), Everglades (Men.com), Father & Son Secrets (Dragon Media), Gay Super Villans: Hypno and Control (Lance Hart Studios/Manup Films), Generation XXX (Bel Ami), Hole Wrecker (Nasty Daddy), London Calling (Falcon Studios), Lost Dad’s (Pantheon Productions), Love and Lust in Montreal (Falcon Studios), Masturbation Station (Raging Stallion), Outta the Park (Raging Stallion), Palm Springs Day Pass (Hot House), Power Fuck (Helix Studios), Sexual Favors (Noir Male), Sharing Allen King's Hole (Lucas Entertainment), Teenage Lovers (8teenboy), Trailer Trash Boys (TrentonDucati.com), Vice (Cockyboys)
Herecké ceny:
Nejlepší herec (Best Actor)
Ricky Larkin v At Large (Raging Stallion Studios)
Nominace: Calvin Banks v Scared Stiff 2 (NakedSword Originals), Bruce Beckham v Get Your Dick Out of My Son (Men.com), Nick Capra v Secrets My Daddy Never Told Me (Lucas Entertainment), Nick Capra v Don’t Tell My Wife (ICON Male), Dante Colle v Dante’s New Job (Lance Hart Studios / Manup Films), Dante Colle v Scared Stiff 2 (NakedSword Originals), Michael Delray v Gay Super Villains Hypo and Control (Lance Hart Studios / Manup Films), Jack Dyer v His Psycho Therapist (ICON Male), Sean Ford v Le Garçon Scandaleux (Cockyboys), DeAngelo Jackson v Blended Family (ICON Male), Ricky Larkin v At Large (Raging Stallion), Cade Maddox v A Step Brother’s Obsession (ICON Male), Drake Masters v Blood Moon: Timberwolves 2 (Raging Stallion), Colton Reece v The Pledge (Falcon Studios), Diego Sans v The Rental House (Men.com), Mickey Taylor v Psycho Joe (NakedSword Original), Roman Todd v Beach Rats of Lauderdale (Falcon Studios), Wesley Woods v Mr Postman (Family Dick)
Nejlepší herec ve vedlejší roli (Best Supporting Actor)
Colby Tucker v The Rental House (Men.com)
Nominace: Beaux Banks v Girls Night (Men.com), Zak Bishop v His Psycho Therapist (ICON Male), Michael Delray v Beach Rats of Lauderdale (Falcon Studios), Michael Delray v Get Your Dick Out Of My Son (Men.com), Sean Duran v Five Brothers: Part 1 and 2 (NakedSword Originals), Nick Fitt v A Step Brothers Obsession (ICON Male), Devin Franco v Beach Rats of Lauderdale (Falcon Studios), Caleb Gray v Winter Break (8teenboy), Avery Jones v Uncle Bobby (ICON Male), Cory Kane v Le Garcon Scandaleux (Cockyboys), Adam Killian v Secrets My Daddy Never Told Me (Lucas Entertainment), Skyy Knox v Sexual Favors (Noir Male), Ricky Larkin v Blood Moon: Timberwolves 2 (Raging Stallion), Josh Moore v Scared Stiff 2 (NakedSword Originals), Draven Navarro v Gay Super Villains Hypno and Control (Lance Hart Studios/Manup Films), Adam Ramzi v Blood Moon: Timberwolves 2 (Raging Stallion), Adam Ramzi v Scared Stiff 2 (NakedSword Originals), Nic Sahara v Blended Family (ICON Male), Rocco Steele v Sexual Favors (Noir Male), Colby Tucker v The Rental House (Men.com)
Účinkující roku (Performer of the Year)
Dante Colle
Michael Delray
Nominace: Beaux Banks, Calvin Banks, Dante Colle, Michael Delray, Drew Dixon, Casey Everett, Nick Fitt, Sean Ford, Devin Franco, DeAngelo Jackson, Max Konnor, Ricky Larkin, Cade Maddox, Josh Moore, Pierce Paris, Dakota Payne, Taylor Reign, Drew Sebastian, Rhyheim Shabazz, Ashton Summers, Julian Torres, Colby Tucker, Zario Travezz, Mateo Vice, Arad WinWin
Nejlepší nováček (Best Newcomer)
Colton Reece
Sharok
Nominace: Brock Banks, Tristan Brazer, Jigz Castelo, Julian Grey, Avery Jones, Kuper, Steven Lee, Marco, Drake Masters, Jaxx Maxim, Titus McMasters, Colton Reece, Alex Riley, Rhyheim Shabazz, Sharok, Papi Suave, Devin Trez
Nejlepší mladíček (Best Twink Performer)
Avery Jones
Nominace: Braxton Boyd, Zach Covington, Riley Finch, Aiden Garcia, Caleb Gray, Jacob Hansen, Trevor Harris, Dylan Hayes, Avery Jones, Spencer Locke, Tyler Sweet, Andy Taylor, Paxton Ward, Tyler Winxx, Austin L Young
Nejžhavější „tatík“ (Hottest Daddy)
Jake Morgan
Nominace: Tristan Brazer, Nick Capra, JD Daniels, Jack Dixon, Jack Dyer, Atlas Grant, Killan Knox, Max Konnor, Riley Mitchell, Jake Morgan, Jake Nicola, Link Parker, Adam Ramzi, Michael Roman, Dale Savage, Drew Sebastian, Dallas Steele, Silver Steel, Rocco Steele, Aaron Trainer, Jack Vidra
Nejžhavější aktivní herec (Hottest Top)
Max Konner
Nominace: Jimmy Andrews, Max Arion, Boomer Banks, Deep Dic, Jack Dixon, Fame, Johnny Hands, Owen Hawk, Max Konnor, Ricky Larkin, Steven Lee, Cade Maddox, Josh Moore, Colton Reece, Ryan Rose, Diego Sans, Rocco Steele, Ashton Summers, Arad Winwin, Austin Wolfe
Nejžhavější pasivní herec (Hottest Bottom)
Devin Franco
Nominace: Beaux Banks, Zak Bishop, Brian Bonds, Michael Boston, Logan Cross, Carter Dane, Riley Finch, Devin Franco, Allen King, Skyy Knox, Lucas Leon, Ty Mitchell, Johnny Rapid, Armand Rizzo, Tyler Sweet, Andy Taylor, Zario Travezz, Colby Tucker, Alam Wernik, Austin L Young
Nejlepší verzatilní herec (Best Versatile Performer)
Nick Fitt
Nominace: Max Adonis, Ruslan Angelo, Calvin Banks, Max Carter, Liam Cyber, Michael Delray, Dillion Diaz, Drew Dixon, Sean Duran, Pheonix Fellington, Nick Fitt, Ian Frost, Caleb Gray, DeAngelo Jackson, Dylan James, Trent King, Mason Lear, Ben Masters, Josh Moore, Jake Nicola, Taylor Reign, Michael Roman, Ricky Roman, Nic Sahara, Wesley Woods
Nejžhavější tělo (Hottest Body)
Skyy Knox
Nominace: Liam Cyber, Sean Duran, Casey Everett, Fame, Devin Franco, Johnny Hands, Adrian Hart, DeAngelo Jackson, Skyy Knox, Max Konnor, Ricky Larkin, Cade Maddox, Ryan Rose, William Seed, Rhyheim Shabazz, Sharok, Collin Simpson, Ashton Summers, Zario Travezz, Arad Winwin
Nejžhavější penis (Hottest Cock)
Owen Hawk
Cade Maddox
Nominace: Jimmy Andrews, Boomer Banks, Calvin Banks, Clark Davis, Jack Dixon, Pheonix Fellington, Nick Fitt, Owen Hawk, Johnny Hill, Jack Hunter, Corey Kane, Trent King, JJ Knight, Thyle Knoxx, Max Konnor, Ricky Larkin, Steven Lee, Cade Maddox, Alex Mecum, Josh Moore, Pierce Paris, Tyler Roberts, William Seed, Papi Suave, Zario Travezz
Ceny za výkon:
Nejlepší skupinová scéna (Best Group / Four or More)
Ruslan Angelo, Max Arion, Max Avila, Edji Da Silva, Colton Grey, Allen King, JJ Knight, Jeffrey Lloyd, Michael Lucas, Dakota Payne, Manuel Skye a Hunter Smith v All-Star Orgy (Lucas Entertainment)
Nominace: Deep Dic, Dillon Diaz, Nico Santino a Manuel Skye v A Group Thing (Noir Male), Allen King, Colton Grey, Dakota Payne, Edji DaSilva, Hunter Smith, Jeffrey Lloyd, JJ Knight, Manuel Skye, Max Arion, Max Avila, Michael Lucas a Ruslan Angelo v All-Star Orgy (Lucas Entertainment), Tony Dazzle, Tommy DeLuca, Ray Diesel, Atlas Grant, Blake Houston, Seth Knight, Chris Knight, Riley Mitchell, Jake Morgan, Ryan Powers, Manuel Scalco, Joel Someone, Clay Towers a Nilly Warren v An Epic Orgy (Skyn Men), Brian Bonds, Mason Lear, Avatar Akyia, Harlem Jock, Curtis Wolfe a Dart Delgado v Big Dick Orgy (Raw Fuck Club), Casey Everett, Link Parker, Ryan Carter a Drew Sebastian v Dad’s Poker Night (ICON Male), Jake Morgan, Curtis Wolfe, Ryan Powers, Riley Mitchell, Marco Napoli a Joel Someone v Damaged Bottom Gangbang (Raw Fuck Club), Michael Roman, Dallas Steele, Joey Milano a Riley Mitchell v Desert Daddies (Pantheon Productions/Pulse), Alexander Volkov, Andrey Vic, Drake Masters, Drew Dixon, Ian Frost, Jackson Radiz, Manuel Skye, Max Adonis, Max Arion, Ruslan Angelo a Shane Jackson v Fire Island Sex Party (Lucas Entertainment), Alam Wernik, Jay Dymel, Sean Duran, Nic Sahara a Blake Ryder v Five Brothers (NakedSword Originals), Ashton Summers, Andy Taylor, Hayden Lee a Aiden Garcia v Four (Helix Studios), Ben Masters, Carter Dane, Paul Delay a Sean Ford v Le Garçon Scandaleux (Cockyboys), Wesley Woods, Joe Ex, Michael Boston a Myles Landon v Please, Mr Postman Return to Sender (Family Dick), Nick Capra, Rocco Steele, Alessio Vega, Cade Maddox a Ray Diesel v Rocco Steele’s Cell Block D (Dragon Media), Ryan Bones, JJ Knight, Diego Sans, William Seed, Francois Sagat a D.O. v Sacred Band of Thebes (Men.com), Woody Fox, Sean Duran, Riley Mitchell a Dante Colle v The Knight Riders (Raging Stallion), Colton Reece, Nic Sahara, Trevor Miller, Zac Bishop a Brandon Wilde v The Pledge (Falcon Studios), Trevor Harris, Jamie Ray, Caleb Gray, Julian Bell, Milo Harper, Taylor Coleman, Riley Finch a Blake Mitchell v Winter Break: Keeping Warm (8teenboy)
Nejlepší párová scéna (Best Duo)
Skyy Knox a Max Konner v Sexual Favors (Noir Male)
Nominace: Brock Banks a Ty Mitchell v A Man and His Boy 2 (Cockyboys), Draven Navarro a Ryan Rose v Bare (NakedSword Originals), Devin Franco a JJ Knight v Beach Rats of Lauderdale (Falcon Studios), Drake Masters a Drew Sebastian v Blood Moon: Timberwolves 2 (Raging Stallion), Alex Mecum a Sharok v Blood Moon: Timberwolves 2 (Raging Stallion), Boomer Banks a Thyle Knoxx v Boomer Breeds Thyle (Raw Fuck Club), Jack Dixon a Jasper Jones v Daddy Fuck (Nasty Daddy), JJ Knight a Joey Mills v Elevator Pitcher: Bareback (Men.com), Andrew Donovan a Allen King v Fire Island Sex Party (Lucas Entertainment), John Kael a Danny Robles v It Happened in Ibiza (Lucas Kazan), Paul Delay a Sean Ford v Le Garçon Scandaleux (Cockyboys), Jack Kross a Steven Lee v Love and Lost in Montreal (Falcon Studios), Cade Maddox a Taylor Reign v Scared Stiff 2 (NakedSword Originals), Max Konner a Skyy Knox v Sexual Favors (Noir Male), Logan Cross a Dakota Payne v The Foreman’s Son (Hot House), Devin Franco a Colton Reece v The Pledge (Falcon Studios), Diego Sans a Colby Tucker v The Rental House (Men.com), Johnny Hands a Ashton Summers v To Hot To Handle (Helix Studios), Jake Nicola a Adam Ramzi v Uncle Bobby (ICON Male), Jack Philips a Paxton Ward v Untold Love (8teenboy)
Nejlepší trio (Best Threeway)
Avery Jones, Jake Nicola a Adam Ramzi v Uncle Bobby (Icon Male)
Nominace: Calvin Banks, Dante Colle a Adam Ramzi v Scared Stiff 2 (NakedSword Originals), Wade Matthews, Gabrielle Phoenix a Mickey Taylor v Psycho Joe (NakedSword Originals), Johnny Hands, Adrian Garcia a Travis Stevens v Double Stuffed (Helix Studios), Sean Andrews, Owen Hawk a Niguel March v Hung Daddy Breeders (Raw Fuck Club), Tomas Brand, Dakota Payne a Arad Winwin v Daddy's Forbidden Lust (Lucas Entertainment), Devin Franco, Myles Landon a Wesley Woods v Rose Bowl (Nasty Daddy), Devin Franco, Skyy Knox a Steven Lee v Love and Lust in Montreal (Falcon Studios), Miller Axton, Adonis Couverture a Colby Tucker v Working Out A Deal (NOIR Male), Julian Bell, Taylor Coleman a Trevor Harris v Winter Break (8teenboy), Collin Lust, Trevor Miller a Lawrence Portland v Rimrock (Hot House), Avery Jones, Jake Nicola a Adam Ramzi v Uncle Bobby (ICON Male), Nico Santino, Taye Scott a Zario Travezz v Hot, Raw and Ready (Raging Stallion), Devin Franco, Jeffrey Lloyd a Josh Moore v London Calling (Falcon Studios), Ricky Larkin, Sharok a Wade Wolfgar v Outta the Park (Raging Stallion), Link Parker, Brendan Patrick a Wesley Woods v A Step Brother’s Obsession (ICON Male)
Nejžhavější „flip-flop“ scéna (Hottest Flip)
Boomer Banks a Wade Wolfgar v Resurgence (Raw Fuck Club)
Nominace: Boomer Banks a Wade Wolfgar v Resurgence (Raw Fuck Club), Calvin Banks, Dante Colle a Josh Moore v Scared Stiff 2 (NakedSword Originals), Sven Basquiat a Ben Masters v Beautiful Boys Vol 2 (Cockyboys), Brian Bonds a Drake Masters v Manscent (Raging Stallion), Josh Brady a Ashton Summers v Hung Hunks (Helix Studios), Liam Cyber a D’Angelo Jackson v Rubdown (ICON Male), Clark Davis a Nick Fitt v Dad’s Poker Night (ICON Male), Drew Dixon a Nick Fitt v Uncle Bobby (ICON Male), Pheonix Fellington a Ashton Summers v Fellington’s Flip Fuck (Helix Studios), Devin Franco a Ian Frost v Palm Springs Day Pass (Hot House), Devin Franco a Jake Porter v 7 Minutes in Heaven (Falcon Studios), Trevor Harris a Spencer Locke v Penetration (8teenboy), Adrian Hart a Skyy Knox v Afternoon Affairs (Falcon Studios), Cory Kane a Peter Pounder v Vice (Cockyboys), Michael Roman a Wesley Woods v The Doctor is in…Me (ICON Male)
Nejžhavější rimmingová scéna (Hottest Rimming)
Brock Banks a Link Parker v Scared Stiff 2: The Amityville Whore (NakedSword Originals)
Nominace: Drew Dixon a Nick Fitt v Uncle Bobby (ICON Male), Avery Jones, Jake Nicola a Adam Ramzi v Uncle Bobby (ICON Male), Sean Duran a Alam Wernik v Five Brothers (NakedSword Originals), Skyy Knox a Logan Styles v Love and Lust in Montreal (Falcon Studios), Ricky Larkin a Drake Masters v Haulin Ass (Raging Stallion), Andro Mass a Josh Moore v London Calling (Falcon Studios), Brock Banks a Link Parker v Scared Stiff 2 (NakedSword Original), Jimmy Andrews a Riley Finch v Horror Movie Hump (8teenboy), Trenton Ducati a Taylor Reign v Trailer Trash Boys: Scrub it Boy (TrentonDucati.com), Logan Stevens a Zario Travezz v Hot Raw and Ready (Raging Stallion), Devin Franco a Roman Todd v Rimrock (Hot House), Max Carter a Andy Taylor v Fist First (Helix Studios), Jay Dymel a Ryan Rose v Bare (NakedSword Originals), Joaquin Arenas a Hector Desilva v It Happened in Ibiza (Lucas Kazan), Marquee D’Angelo a Julian Grey v Black on Black Vol 3 (NOIR Male), Boomer Banks a Wade Wolfgar v Resurgence (Raw Fuck Club), Kuper a Mateo Vice v Vice (Cockyboys), Sean Ford a Austin Wolf v A Man and His Boy 2 (Cockyboys), Vadim Black a Luis Rubi v The Everglades (Men.com), Jaxx Maxim a Michael Roman v The Doctor is in…Me (ICON Male)
Ceny za produkci a marketing:
Nejlepší režie – film nebo webová série (Best Director Movie/Web Series)
Tony Dimarco za Beach Rats of Lauderdale (Falcon Studios)
Nominace: Tony DiMarco za Beach Rats of Lauderdale (Falcon Studios), Steve Cruz za Blood Moon: Timberwolves 2 (Raging Stallion), ChiChi LaRue za Don’t Tell My Wife (ICON Male), mr. Pam za Five Brothers (NakedSword Originals), Lance Hart za Gay Super Villans: Hypnos and Control (Lance Hart Studios/Manup Films), Ettore Tosi za It Happened in Ibiza (Lucas Kazan Productions), Jake Jaxson za Le Garcon Scandeleux (Cockyboys), ChiChi LaRue a mr. Pam za Scared Stiff 2 (NakedSword Originals), Alter Sin za Secret Band of Thebes (Men.com), Nick Capra za Secrets My Daddy Never Told Me (Lucas Entertainment), Trenton Ducati za The Foreman’s Son (Hot House), Marc Macnamara za The Rental House (Men.com), Max Carter za Winter Break (8teenboy)
Nejlepší režie – výhradně sexuální film (Best Director All Sex)
Marc MacNamara za Everglades (Men.com)
Nominace: Max Carter za Teenage Lovers (8teenboy), Steve Cruz za Masturbation Station (Raging Stallion), Brian Davilla za Lost Dad’s (Pantheon Productions), Tony DiMarco za London Calling (Falcon Studios), Trenton Ducati a Anthony Duran za HoleWrecker (Nasty Daddy), Trenton Ducati za Palm Springs Day Pass (Hot House), Ecksmen za Hung Daddy Breeders (Raw Fuck Club), Jake Jaxson a RJ Sebastian za A Man and His Boy 2 (Cockyboys), Jake Jaxson za Vice (Cockyboys), Lance Hart za Gay Super Villans: Hypno and Control (Lance Hart Studios/Manup Films), ChiChi LaRue za Love and Lust in Montreal (Falcon Studios), Michael Lucas za Sharing Allen Kings Hole (Lucas Entertainment), Marc Macnamara za Everglades (Men.com), Nick Moretti za An Epic Orgy (Skyn Men), mr. Pam za Bare (NakedSword Originals), Alex Roman za Four (Helix Studios), Rocco Steele za Father and Son Secrets (Dragon Media), Marty Stevens za Generation XXX (Bel Ami)
Nejlepší scénář (Best Screenplay)
Steve Cruz za Blood Moon: Timberwolves 2 (Raging Stallion Studios)
Nominace: Jackie Beat za Scared Stiff 2 (NakedSword Originals), Steve Cruz za At Large (Raging Stallion), Steve Cruz za Blood Moon: Timberwolves 2 (Raging Stallion), Jett Black za Secrets My Daddy Never Told Me (Lucas Entertainment), Tony DiMarco za Beach Rats of Lauderdale (Falcon Studios), Nick Fitt za A Stepbrother’s Obsession (ICON Male), Jake Jaxson za Le Garçon Scandaleux (Cockyboys), Marc MacNamara za The Rental House (Men.com), Taylor Saracen za Dad’s Poker Night (ICON Male), Taylor Saracen za Uncle Bobby (ICON Male), Mickey Taylor za Psycho Joe (NakedSword Originals), Dana Vespoli za Don’t Tell My Wife (ICON Male), D.P. Wells za The Pledge (Falcon Studios), D.P. Wells a mr. Pam za Five Brothers (NakedSword Originals)
Nejlepší kamera (Best Videography)
Steve Cruz a mr. Pam za Blood Moon: Timberwolves 2 (Raging Stallion Studios)
Nominace: Max Carter za Winter Break (8teenboy), Steve Cruz a mr. Pam za Blood Moon: Timberwolves 2 (Raging Stallion), Tony DiMarco za Beach Rats of Lauderdale (Falcon Studios), Trenton Ducati za Palm Springs Day Pass (Hot House), Anthony Duran a Trenton Ducati za Hole Wrecker (Nasty Daddy), Lucas Kazan za It Happened in Ibiza (Lucas Kazan Productions), Alex Ladd a Sal Genoa za Don’t Tell My Wife (ICON Male), Alex Ladd a Sal Genoa za Sexual Favors (Noir Male), Marc Macnamara za The Rental House (Men.com), mr. Pam a Leo Forte za Five Brothers (NakedSword Originals), mr. Pam a Leo Forte za Scared Stiff 2 (NakedSword Originals), Alex Roman za Four (Helix Studios), Kinsey Russell za Love and Lust in Montreal (Falcon Studios), RJ Sebastian za Le Garçon Scandaleux (Cockyboys)
Nejlepší střih (Best in Editing)
Karl Edwards a Jesse Garcia za Beach Rats of Lauderdale (Falcon Studios)
Nominace: Bruno Bond a Steve Cruz za Blood Moon: Timberwolves 2 (NakedSword Originals), Claude Cardenas za The Foreman’s Son (Hot House), Ecksmen za Hung Daddy Breeders (Raw Fuck Club), Karl Edwards za Love and Lust in Montreal (Falcon Studios), Fliktor za Secrets My Daddy Never Told Me (Lucas Entertainment), Jessie Garcia a Karl Edwards za Beach Rats of Lauderdale (Falcon Studios), Jessie Garcia za Scared Stiff 2 (NakedSword Originals), Bob LeFlambeur za Sexual Favors (Noir Male), Bob LeFlambeur za Uncle Bobby (ICON Male), Jasun Mark za Trailer Trash Boys (TrentonDucati.com), Egoist Mastroianni za It Happened in Ibiza (Lucas Kazan), Trillian Nicole, A.J Soria a Jill Sukisan za Winter Break (8teenboy), Larry Pangle za The Rental House (Men.com), Alex Roman za Four (Helix Studios)
Nejlepší fotograf (Best Still Photographer)
Trenton Ducati
Nominace: Bruno Bond, Sam Brighton, Max Carter, Trenton Ducati, Ian Duncan, Anthony Duran, AJ Ford, Leo Forte, Alex Ladd, mr. Pam, RJ Sebastian, Brody Tanner
Webové ceny:
Nejlepší původní webový obsah (Best Web Original Content)
MissionaryBoys.com
Nominace: 8teenboy.com, BreedItRaw.net, CockyBoys.com, GentlemensCloset.com, HelixStudios.net, IconMale.com, Justfor.fans, Masqulin.com, Men.com, Missionaryboys.com, Nakedsword.com, NastyDaddy.com, NoirMale.com, RawFuckClub.com, TrentonDucati.com
Zvláštní ceny:
Cena fanoušků Steamworks pro nejoblíbenější film (Steamworks Fan Favorite Movie)
nevyhlášeno
Nominace: 7 Minutes in Heaven (Falcon Studios), Dads Poker Night (ICON Male), Desert Daddies (Pantheon Productions), Elder Land 6–10 (MissionaryBoyz), Hole Wrecker (Nasty Daddy), It Happened in Ibiza (Lucas Kazan), Outta the Park! (Raging Stallion Studios), Psycho Joe (NakedSword), Pumped (Noir Male), Raw Riders (Cockyboys)
Cena fanoušků Justfor.fans (Justfor.fans Fan Favorite)
Phatrabbitkiller
Nominace: 850Bdt, Aumphreak4, BillySantoroXXX, CadeMaddoxxx, CodyGunzXXX, CutlerX, DillonAndersonX, DirkCaber, DreGilcrest, Hattrickz91,  HossKado, HungerFF, King111_, LeoGiamani3, LevyFoxxXXX, Maxadonisxxx, MichaelLucasNYC, MinoFlexXX, PoppersGod, RCandDigger, RafaelMovies, RayDexterXXX, RealMenFullBush, RhyheimShabazz, RoccoSteeleNYC, RopeTrainKeep, SeanHardingXXX, SeanZevran, TheGrayMerchant, TripleXTransMan, TylerHillXXX, TylerSaintReal, Zackybro101, adamrussoxxx, atxpapi, cagedjock, deepfillernyc, devinfrancoxxx, eagerbttmxxx, edjidasilvaxx, grgisthewerd, griffinbarrowsx, iammisterbolden, itskravemelanin, jackmackenroth, loganstevensxxx, maxkonnorxxx, nickcapra, phatrabbitkill2, rastadikk
Zeď slávy (Wall of fame)
Owen Hawk
Jake Jaxson (CockyBoys)
Toby J. Morris (Falcon/NakedSword)
Dominic Pacifico
[ zpět nahoru ]

### 2021
V roce 2021 pokračovala omezení v souvislosti s pandemií covidu-19, takže vyhlašování oceněných opět proběhlo formou streamingu na platformě GayVN Stars v sobotu 29. května. Hlasování, jež poprvé rozhodovalo ve všech kategoriích, bylo spuštěno po vyhlášení nominací 10. dubna téhož roku a trvalo do 1. května. Tentokrát nebyly vyhlášeny kategorie Best Videography, Best in Editing ani Best Still Photographer, vypuštěna byla také samostatná fanouškovská kategorie chicagských lázní Steamworks. Nominováni a oceněni byli:
Ceny za produkt:
Nejlepší film nebo webová série (Best Movie or Web Series)
Return to Helix Academy (Helix Studios)
Nominace: Hollywood & Vine (Cockyboys.com), Sin City (Noir Male), Capture The Moment (Helix Studios), What’s Gotten into Him (Masqulin), The Gay Simple Life (NakedSword Originals), Daddy’s In Charge (Lucas Entertainment), Rise Of The Sirens (Men), Califuckinfornia (Falcon), The Lake House (Helix Studios), A Murdered Heart (Naked Sword), Return to Helix Academy (Helix Studios)
Nejlepší výhradně sexuální film (Best All Sex Movie)
Rocco Steele’s Barcelona Underground (Dragon Media)
Nominace: Hot Boy Summer (RawFuckClub), Folsom Sex Party (Skyn Men), Hot House Flippers (Hot House), Fuck Boy (Next Door Raw), Back Alley Cruising (Next Door Raw), Rocco Steele’s Barcelona Underground (Dragon Media), (LAPD) Los Angeles Police Dads (Dragon Media), Salty Boys (Naked Sword Originals), BARE: Big Dicks and Bubble Butts (Naked Sword Originals), Lips Together, Six Feet Apart (CockyBoys), Daddy’s in Charge (Lucas Entertainment), Mind Fuck (Falcon Studios), Bro Buddies (Falcon Studios), Cake Shop (Raging Stallion), Return to Helix Academy (Helix Studios)
Herecké ceny:
Nejlepší herec (Best Actor)
DeAngelo Jackson v Noir Male (Sin City)
Nominace: Calvin Banks v The Gay Simple Life (Naked Sword), DeAngelo Jackson v Sin City (Noir Male), Beau Banks v Cake Shop (Raging Stallion), Ryan Rose v Dirty Doctor (Hot House), Logan Stevens v Uncle Randy (Icon Male), Josh Moore v Califuckinfornia (Falcon), Nico Leon v Hollywood & Vine (CockyBoys), Dante Colle v Stuffing My Cousin For Thanksgiving (Next Door Tabboo), Trevor Harris v Happy Campers (Helix Studios), Angel Rivera v A Murdered Heart (Naked Sword), Taylor Reign v Love Thy Neighbor (Icon Male), JJ Knight v A Tale of Two Cock Destroyers (MEN), Beaux Banks v Rise Of The Sirens (MEN)
Nejlepší herec ve vedlejší roli (Best Supporting Actor)
Matthew Camp v Rise of the Sirens (MEN)
Nominace: Colby Tucker v Rise of the Sirens (MEN), Matthew Camp v Rise of the Sirens (MEN), Derek Cline v Sin City (Noir Male), Roman Todd v Brandon Anderson Recruits Roman Todd (Active Duty), Dan Saxon v Califuckinfornia (Falcon), Ricky Larkin v Cake Shop (Raging Stallion), Josh Moore v The Gay Simple Life (NakedSword), Avery Jones v Hollywood & Vine (CockyBoys), Nic Sahara v Hot House Flippers (Hot House), Dallas Preston v Return to Helix Academy (Helix Studios), Cade Maddox v Mind Fuck (Falcon Studios), Dillon Diaz v Sin City (Noir Male), Dakota Payne v Love Thy Neighbor (Icon Male), Ty Mitchell v A Murdered Heart (NakedSword), Dante Colle v Gaybors (MEN)
Účinkující roku (Performer of the Year)
Troye Jacobs
Sharok
Nominace: Jake Nicola, Skyy Knox, Dillion Diaz, Colton Reece, Adrian Hart, Devin Trez, Max Konnor, Rhyheim Shabazz, Dante Colle, Joey Mills, Austin Wolf, Cade Maddox, Sharok, Angel Rivera
Nejlepší nováček (Best Newcomer)
Chris Damned
Issac X
Nominace: Chris Damned, Nick LA, Luke Truong, Jake Waters, Devin Trez, Cain Marko, Romeo Davis, Isaac X, Leo Grand, Tannor Reed, Kane Fox, Ray Crosswell, Dallas Preston, Troye Jacobs, Zilv Gudel
Nejlepší mladíček (Best Twink Performer)
Trevor Harris
Nominace: Riley Finch, Jordan Lake, Rourke Diamonds, Jacob & Harley, Austin L Young, Alex Riley, Leo Grand, Theo Brady, Blake Dyson, Avery Jones, Tannor Reed, Troye Jacobs, Trevor Harris, Joey Mills, Jack Bailey
Nejžhavější „tatík“ (Hottest Daddy)
Austin Wolf
Nominace: Rocco Steele, Sharok, Austin Wolf, Vince Parker, Wade Wolfgar, Brian Bonds, Cain Marko, Marco Napoli, Viktor Rom, Dallas Steele, Max Konnor, Drew Sebastian, Adam Killian, Adam Russo, Tomas Brand
Nejžhavější aktivní herec (Hottest Top)
Cade Maddox
Nominace: Chris Damned, William Seed, Brock Banks, Devin Trez, Travis Stevens, Tomas Brand, Kane Fox, Rocco Steele, Max Konnor, Rhyheim Shabazz, Blake Mitchell, Austin Wolf, Sharok, Zilv Gudel, Cade Maddox
Nejžhavější pasivní herec (Hottest Bottom)
Joey Mills
Nominace: Beau Banks, Adrian Hart, Theo Brady, Armond Rizzo, Skyy Knox, Angel Rivera, Devin Franco, Dallas Preston, Tannor Reed, Ruslan Angelo, Rourke Diamonds, Ray Crosswell, Michael Boston, Joey Mills, Troye Jacobs
Nejlepší verzatilní herec (Best Versatile Performer)
Angel Rivera
Nominace: Jake Nicola, Jacob Acosta, Jack Vidra, Roman Todd, Alan King, Nick Fitt, Drew Dixon, Calvin Banks, Devin Franco, Dakota Payne, Adam Killian, Trevor Harris, Dante Colle, Troye Jacobs, Angel Rivera
Nejžhavější tělo (Hottest Body)
Sharok
Nominace: Matthew Camp, Alam Wernik, Adam Killian, Taylor Reign, Arad Winwin, William Seed, DeAngelo Jackson, Alex Mecum, Skyy Knox, Max Konnor, Angel Rivera, Austin Wolf, Sharok, Cade Maddox, Zilv Gudel
Nejžhavější penis (Hottest Cock)
Cade Maddox
Nominace: Wade Wolfgar, Jacob Acosta, Josh Moore, Colton Reece, Boomer Banks, Alex Riley, Max Konnor, Calvin Banks, Rocco Steele, Troye Jacobs, Rhyheim Shabazz, Blake Mitchell, Sharok, Zilv Gudel, Cade Maddox
Ceny za výkon:
Nejlepší skupinová scéna (Best Group / Four or More)
JJ Knight, Johnny Rapid, Ty Mitchell a Joey Mills v A Tale Of Two Cock Destroyers (MEN.com)
Nominace: Joel Someone, Vince Parker, Dale Savage, Marco Napoli, Jake Nicola, Donnie Argento, Jack Vidra, Drew Sebastian a Jake Morgan v (LAPD) Los Angeles Police Dads (Dragon Media), Troye Jacobs, JJ Jakobs, Jake Harding, Jack Valor, Levi Hatter a Blake Dyson v A Colby Knox Christmas Bareback (Colby Knox), August Alexander, Brian Bonds, Ari Koyote, Mason Lear, Micah Martinez, Michael Reid a Trip Richards v Vegas Orgy Fuckers (Raw Fuck Club), Drake Masters, Dylan James, Edji Da Silva, Gabriel Phoenix, Manuel Skye, Max Adonis, Max Arion, Robert Law a Ruslan Angelo v Breeding at the Belvedere (Lucas Entertainment), Travis Stevens, Ashton Summers, Johnny Hands, Riley Finch, Jacob Hansen a Garrett Kinsley v Inside Helix (Helix Studios), Matthew Camp, DeAngelo Jackson, Ricky Roman a River Wilson v Tom of Finland: Service Station (MEN), Zack Acland, Jack Andy, Jace Chambers, Ray Diesel, Sean Duran, Deviant Otter, Vic Rocco a Rogue Status v Pig Week Sex Party (Skyn Men), Donnie Argento, Boomer Banks, Cain Marko, Zario Travezz a Jack Vidra v Jack Vidra Gang Bang (Raw Fuck Club), Manuel Skye, Robert Royal, Ruslan Angelo a Max Zarec v OnlyFans (OnlyFans), JJ Knight, Johnny Rapid, Ty Mitchell a Joey Mills v A Tale Of Two Cock Destroyers (MEN), Sean Ford, Joey Mills, Angel Rivera, River Wilson a Tannor Reed v Tom of Finland: Master Cut (MEN)
Nejlepší párová scéna (Best Duo)
Blake Mitchell a Leo Grand v Boys at Play (Cockyboys)
Nominace: Alam Warnick a DeAngelo Jackson v Insomnia (Noir Male), DeAngelo Jackson a Liam Cyber v Rub Down (ICON Male), Calvin Banks a Dakota Payne v A Gay Simple Life (NakedSword), Jessy Ares a Johnny Hazzard v A Murdered Heart (NakedSword), Colton Reece a Adrian Hart v Mind Fuck (Falcon), Trent Atkins a Drew Sebastian v Bareback Bros (ICON Male), Michael Delray a Scott Finn v The Hot Trainer (Next Door Originals), Steven Lee a Nick Fitt v Mind Fuck (Falcon), Blake Mitchell a Leo Grand v Boys At Play (CockyBoys.com), Alex Riley a Jacob Hansen v Wet (Helix Studios), Ruslan Angelo a Rhyheim Shabazz v Justfor.fans (JustFor.Fans), Andrey Vic a Ray Crosswell v Bareback Auditions 11: Euro Jizz (Lucas Entertainment), Ruslan Angelo a Adam Killian v Daddy’s In Charge (Lucas Entertainment), Angel Rivera a Sean Ford v Lips Together (CockyBoys.com), Zilv Gudel a Rourke v Pornhub (Pornhub)
Nejlepší trio (Best Threeway)
Rafael Alencar, Gabriel Phoenix a Ruslan Angelo v DP Ruslan (Lucas Entertainment)
Nominace: Trevor Harris, Riley Finch a Chase Williams v Beach Bums 2 (Helix Studios), Skyy Knox, Trent King a Derek Thibeau v Into The Woods (Falcon Studios), Skyy Knox, Tim Kruger a Tian Tao v Skyy Knox’s DP Session (Tim Tales), Cory Kane, Drew Dixon a Manuel Skye v Open Me Up (CockyBoys), Ruslan Angelo, Max Arion a Ethan Chase v Anal Thrashers (Lucas Entertainment), Rafael Alencar, Gabriel Phoenix a Ruslan Angelo v Banging Ruslan’s Bubble Butt (Lucas Entertainment), Logan Stevens, Skyy Knox a Zayne Roman v Uncle Randy (ICON Male), Johnny Rapid, Mason Lear a Tom Bentley v An Acrobatic Threesome (Men.com), Jack Bailey, Owen Hawk a Tyler Roberts v Damage Control (Raw Fuck Club), Drew Dixon, Robert Royal a Ruslan Angelo v Just For Fans (Just For Fans), Danny Chase, Jake Spider a Orson Deane v Hung Young Brit (Hung Young Brit), Arad Winwin, Taylor Reign a Dakota Payne v Love Thy Neighbour (ICON Male), Adrian Hart, Cazden Hunter a Clark Davis v Mind Fuck (Falcon Studios), Leo Grand, Nico Leon a Tayte Hanson v Hollywood and Vine (CockyBoys), Mickey Knox, Colby Chambers a Calvin Banks v Colby Knox (Colby Knox)
Nejžhavější „flip-flop“ scéna (Hottest Flip)
Ruslan Angelo a Adam Killian (Lucas Entertainment)
Nominace: Quin Quire a Devon Franco v Making Moves (Hot House), Ian Frost, Michael Jackman a Nick Fitt v Uncle Randy (ICON Male), Logan Stevens a Max Adonis v Pipe Fitters (Raging Stallion), Ricky Larkin a Dillon Diaz v Sin City (Noir Male), Dante Colle a Leeroy Jones v You’re Ruining Christmas (Next Door Taboo), Trevor Harris a Josh Brady v Happy Campers 5 (Helix Studios), Nic Sahara a Roman Todd v Roman & Nic’s Hotel Hookup (Next Door Studios), Jacob Hansen a Dallas Preston v Helix Academy Wrestling: Chapter 1 (Helix Studios), Ruslan Angelo a Adam Killian v Daddy’s In Charge (Lucas Entertainment), Jacob Acosta a Harley Xavier v Cutie Catch-Up (Helix Studios)
Nejžhavější rimmingová scéna (Hottest Rimming)
Cade Maddox a Troy Accola v Mind Fuck (Falcon Studios)
Nominace: Jacob Acosta a Harley Xavier v Cutie Catch-Up (Helix Studios), DeAngelo Jackson a Alam Warnick v Insomnia (Noir Male), Seth Santoro a Jack Andy v Uncle Randy (ICON Male), Dalton Riley a Nic Sahara v Hot House Flippers (Hot House), Beaux Banks a Romeo Davis v Cake Shop (Raging Stallion), Colton Reece a Austin Avery v Califuckinfornia (Falcon Studios), Cade Maddox a Troy Accola v Mind Fuck (Falcon Studios), Alex Riley a Jacob Hansen v Wet Part 2 (Helix Studios), Ruslan Angelo a Adam Killian v Daddy’s In Charge (Lucas Entertainment), Andrey Vic a Ray Crosswell v Bareback Auditions 11: Euro Jizz (Lucas Entertainment), Austin Wolf a Sean Ford v A Man & His Boy Part 2 (CockyBoys), Nick Fitt a Clark Davis v Mind Fuck (Falcon Studios)
Ceny za produkci a marketing:
Nejlepší režie – film nebo webová série (Best Director Movie/Web Series)
Alex Roman za Return to Helix Academy (Helix Studios)
Nominace: ChiChi LaRue za Sin City (Noir Male), Marc MacNamara za Rise Of The Sirens (Men), Michael Lucas za Daddy’s In Charge (Lucas Entertainment), Max Carter za The Lake House (Helix Studios), Jake Jaxson a R.J. Sebastian za Hollywood & Vine (CockyBoys.com), Alex Roman za Return to Helix Academy (Helix Studios), Mr. Pam za The Gay Simple Life (NakedSword Originals), Pierce Paris a Ben Rush za What’s Gotten into Him (Masqulin), Tony DiMarco za Califuckinfornia (Falcon), Capture The Moment za Return to Helix Academy (Helix Studios), Marc MacNamara za A Murdered Heart (NakedSword)
Nejlepší režie – výhradně sexuální film (Best Director All Sex)
Michael Lucas za Daddy’s in Charge (Lucas Entertainment)
Nominace: Tony DiMarco za Bro Buddies (Falcon Studios), Ecksmen za Hot Boy Summer (Raw Fuck Club), Nick Moretti za Folsom Sex Party (Skyn Men), Trenton Ducati za Hot House Flippers (Hot House), Mr. Pam za BARE: Big Dicks and Bubble Butts (NakedSword), Walden Woods za Back Alley Cruising (Next Door Raw), Rocco Steele za Rocco Steele’s Barcelona Underground (Dragon Media), Marc MacNamara za Salty Boys (NakedSword Originals), Jake Jaxson a R.J. Sebastian za Lips Together (CockyBoys), Conrad Parker za Fuck Boy (Next Door Raw), Michael Lucas za Daddy’s In Charge (Lucas Entertainment), ChiChi LaRue za Mind Fuck (Falcon Studios), Steve Cruz za Cake Shop (Raging Stallion), Alex Roman za Return to Helix Academy (Helix Studios), ChiChi LaRue za (LAPD) Los Angeles Police Dads (Dragon Media)
Nejlepší scénář (Best Screenplay)
Tom of Finland (Men.com)
Nominace: Uncle Randy (Icon Male), Hot House Flippers (Hot House), Love Thy Neighbour (ICON Male), What’s Gotten Into Him? (Masqulin), The Gay Simple Life (Naked Sword), Sin City (Noir Male), Fuckit List (Treasure Island Media), Cake Shop (Raging Stallion), Rise of the Sirens (MEN), Tom Of Finland: Master Cut (MEN), Daddy’s In Charge (Lucas Entertainment), Califuckinfornia (Falcon), Hollywood & Vine (CockyBoys), A Murdered Heart (Naked Sword), Return To Helix Academy (Helix Studios)
Webové ceny:
Nejlepší původní webový obsah (Best Web Original Content)
Onlyfans.com
Nominace: YoungPerps.com, MissionaryBoys.org, DragonMedia, NoirMale.com, TrentonDucati.com, KinkMen.com, TimTales.com, BlakeMason.com, MenAtPlay.com, LucasEntertainment, JustFor.Fans, OnlyFans.com, ColbyKnox.com, RawFuckClub.com, NextDoorStudios.com
Zvláštní ceny:
Cena fanoušků Justfor.fans (Justfor.fans Fan Favorite)
phatrabbitkiller
Nominace: RopeTrainKeep, devinfrancoxxx, HerbertsonMike, VanderPulaski, maxkonnorxxx, phatrabbitkill2, milkingCOACH, griffinbarrowsx, TantricFitness, RickAndGriff, TheGrayMerchant, cagedjock, Maverickmales, JackDixonXX, NYC_HRLM_JOCK, eagerbttmxxx, NycSexcapade, adamrussoxxx, MichaelLucasNYC, TripleXTransMan, Seattle_Dad, iammisterbolden, loganstevensxxx, BaddDae_, MikeGaite, Aumphreak4, 850Bdt, NateGrimesXXX, PoppersGod, RoccoSteeleNYC, Maxadonisxxx, ArmondRizzo, project_durden_, aiden_wardxxx, itskravemelanin, ITopTops404, Nitenday8, dumboundjock365, rastadikk, CadeMaddoxxx, HungerFF, KristoferWeston, RCandDigger, deepfillernyc, RafaelMovies
Zeď slávy (Wall of fame)
Brett Everett
Pierre Fitch
Max Konnor
[ zpět nahoru ]

### 2022
Zatímco v předchozím roce byly americké i evropské ceny vyhlašovány současně, v roce 2022 došlo k jejich rozdělení – evropské byly ohlášeny na 23. duben, zatímco slavnostní ceremoniál amerických cen následoval v tradičním předcovidovém termínu i místě: v pátek 27. května v Metro Theatre v Chicagu. Nominace byly ohlášeny a hlasování zahájeno 8. dubna 2022. Došlo na návrat některých dřívějších sponzorských kategorií i ceny za celoživotní přínos, naopak nebyly vyhlášeny kategorie flip-flopových a rimmingových scén a zanikla také poslední webová kategorie pro nejlepší původní obsah. Nominováni a oceněni byli:
Ceny za produkt:
Nejlepší film nebo webová série (Best Movie or Web Series)
Scrum (Raging Stallion)
Nominace: Boyfriends & Cheaters (Lucas Entertainment), Caught Raw-Handed (MASQULIN), Jake Jaxson’s Love Happens (CockyBoys), Making the Grade (Falcon Studios), Painful Love (Icon Male), Quiet On Set (Helix Studios), Scrum (Raging Stallion), The Last Course (Disruptive Films), The Territory (Raging Stallion), Work from Home (Falcon Studios), (Un)Lucky in Love (CockyBoys)
Nejlepší výhradně sexuální film (Best All Sex Movie)
Tales from the Locker Room 2 (Falcon Studios)
Nominace: Born to Porn (Falcon Studios), Court Martial, SilverSteele’s 25 Soldier Gang Bang (Dragon Media), Dirty 30 Bareback Birthday (Raging Stallion), Falcon LIVE: 4 The Fans (Falcon Studios), LAPD 2 (Dragon Media), Mountain Tops (Raging Stallion), My Sexy Guncles (Pride Studios, Family Creep), RawFuck Revelations 1 & 2 (Raw Fuck Club), Rocco Steele’s Door Open Ass Up Motel (Dragon Media), Sexual Favours 2 (Noir Male), Tales from the Locker Room 2 (Falcon Studios), To Big to Handle (Noir Male), What’s Your Kink? (Cocky Boys)
Herecké ceny:
Nejlepší herec (Best Actor)
Beau Butler v Dirty 30 Bareback Birthday (Raging Stallion)
Nominace: Max Adonis v Jake Jaxson’s Love Happens (Cocky Boys), Amone Bane v Nightime Emissions (Family Creep – Pride Studios), Beau Butler v Dirty 30 Bareback Birthday (Raging Stallion), Cole Connor v Making The Grade (Falcon Studios), Drew Dixon v Next Stop Vegas (Disruptive Films), Andre Donovan v The Territory (Raging Stallion), Casey Everett v Painful Love (ICON Male), Aiden Garcia v Quiet On Set (Helix Studios), Tayte Hanson v Lucky in Love (Cocky Boys), Tristan Hunter v Work From Home (Falcon Studios), Aiden Joesph v My Sexy Guncles (Pride Studios, Family Creep), Adam Russo v Caught Raw Handed (MASQULIN)
Nejlepší herec ve vedlejší roli (Best Supporting Actor)
Dante Colle v The Last Course (Disruptive Film)
Nominace: Austin Avery v Jake Jaxson’s Love Happens (Cocky Boys), Michael Boston v Caught Raw Handed (MASQULIN), Josh Brady v Quiet On Set (Helix Studios), Beau Butler v The Territory (Raging Stallion), Lance Charger v Painful Love (Icon Male), Dante Colle v The Last Course (Disruptive Films), Nick Fitt v Painful Love (Icon Male), Kane Fox v Jake Jaxson’s Love Happens (Cocky Boys), Colby Jansen v Don’t Tell My Wife 2 (Icon Male), Allen King v Boyfriends & Cheaters (Lucas Entertainment), Cade Maddox v Tales From the Locker Room 2 (Falcon Studios)
Účinkující roku (Performer of the Year)
Cade Maddox
Drew Sebastian
Nominace: Marco Antonio, Boomer Banks, Michael Boston, Beau Butler, Dante Colle, Archer Croft, Chris Damned, Dillon Diaz, Kane Fox, Rudy Gram, Leo Grant, Owen Hawk, Oliver Hunt, DeAngelo Jackson, Allen King, Cade Maddox, Sir Peter, Drew Sebastian, Silver Steele, Zario Travezz, Kosta Viking, Jake Waters, Alpha Wolfe, Isaac X
Nejlepší nováček (Best Newcomer)
Beau Butler
Reign
Nominace: Sean Austin, Amone Bane, Beau Butler, Cole Connor, Daniel Evans, Felix Fox, Leo Lewis, Max Lorde, Reign
Nejžhavější mladíček (Hottest Twink)
Joey Mills
Nominace: Austin L Young, Joey Mills, Harley Xavier, Aiden Garcia, Ashton Silvers, Avery Jones, Dallas Preston, Felix Fox, Carter DelRey, Jack Bailey
Nejžhavější „tatík“ (Hottest Daddy)
Drew Sebastian
Nominace: Tomas Brand, Lance Charger, Tristan Jaxx, Killian Knox, Sergeant Miles, Musclebear Montreal, Vince Parker, Aron Ridge, Dale Savage, Drew Sebastian, Max Sargent, Alex Tikas
Nejžhavější aktivní herec (Hottest Top)
Cade Maddox
Nominace: Marco Antonio, Max Arion, Amone Bane, Romeo Davis, Kane Fox, Tristan Jaxx, Cade Maddox, Lucca Mazzi, Sergeant Miles, Sir Peter, Tyler Roberts, Alex Tikas
Nejžhavější pasivní herec (Hottest Bottom)
Michael Boston
Nominace: Michael Boston, Jack Bailey, Oliver Hunt, Allen King, Riley Mitchel, Dallas Preston, Tannor Reed, Seth Santoro, Luke Truong
Nejlepší verzatilní herec (Best Versatile Performer)
Alpha Wolfe
Nominace: Michael Boston, Chris Damned, Dillon Diaz, Daniel Evans, Jimmy Fit, Nick Fitt, Rudy Gram, Owen Hawk, Cesar Rossi, Alex Tikas, Aaron Trainer, Zario Travezz, Isaac X, Jake Waters, Alpha Wolfe
Nejžhavější tělo (Hottest Body)
Skyy Knox
Nominace: Beau Butler, Daniel Evans, Casey Everett, Felix Fox, Rudy Gram, Alpha Wolfe, DeAngelo Jackson, Skyy Knox, Cade Maddox, Sir Peter, Reign, Aaron Trainer, Kosta Viking
Nejžhavější penis (Hottest Cock)
Max Konnor
Nominace: Max Arion, Amone Bane, Jayden Jaxx, Max Konnor, Cade Maddox, Leo Lewis, Cristian Sam, Drew Sebastian, Alex Tikas, Andrey Vic
Ceny za výkon:
Nejlepší skupinová scéna (Best Group Scene)
Court Martial, Silver Steele’s 25 Soldier Gang Bang (Dragon Media)
Nominace: Silver Steele, Aaron Trainer, Adrian Rose, Alex Tikas, Archer Croft, Lake Huston, Brayden James, Damien Crosse, Darwin Col, Felipe Duran, Greco Sol, Jake Lawrence, Jason Ryder, Jay Donahue, Jay Seabrook, Justin Cruz, Kyle Hart, Milan Gamiani, Reuben Foxx, Rob Montana, Scott Demarco, Scott Harden, Seth Santoro a Zain Alexander v Court Martial, Silver Steele’s 25 Soldier Gang Bang (Dragon Media), Max Konnor, Jake Nicola, Austin Avery, Isaac X, Cole Connor, Beau Butler, Reign a Lucca Mazzi v Dirty 30 Bareback Birthday (Raging Stallion), Chris Damned, Beau Butler, Isaac X a Alpha Wolfe v Get A Room Too (Raging Stallion), Dillon Diaz, Vince Parker, Michael Boston, Lucca Mazzi, Jake Waters, Luke Truong a Jake Nicola v LAPD 2 (Dragon Media), Cain Marko, Jack Vidra, Owen Hawk, Boomer Banks, Jayden Jaxx, Tyler Roberts a Tarzan Top XXL v Market Daze Orgy (Raw Fuck Club), Cole Connor, Dillon Diaz, Eric Charming a Shae Reynolds v Making the Grade (Falcon Studios)
Nejlepší párová scéna (Best Duo)
Cole Connor a Roman Todd v Falcon LIVE: 4 The Fans (Falcon Studios)
Nominace: Boomer Banks a Luke Truong v Cruising for Loads (Raw Fuck Club), Cole Connor a Roman Todd v Falcon LIVE: 4 The Fans (Falcon Studios), Kosta Viking a Marco Antonio v Kosta Viking Bottom’s for Marco Antonio (Lucas Entertainment), Angel Rivera a Dallas Preston v Let’s Get Cocky (CockyBoys), Cade Maddox a Tristan Hunter v Let’s Get Quenched (Falcon Studios), Cole Connor a Felix Fox v Making the Grade (Falcon Studios), Killian Knox a Adrian Rose v Manscaped by My Stepdad (Pride Studios, Family Creep), Max Konnor a Michael Boston v Mountain Tops (Raging Stallion), Lance Charger a Casey Everett v Painful Love (Icon Male), Sean Maygers a Beau Butler v Show Hard (Raging Stallion), Jimmy Fitt a Mason Thorne v Tales From the Locker Room 2 (Falcon Studios)
Nejlepší trio (Best Threeway)
Beau Butler, Max Konnor a Colton Reece v Tales From the Locker Room 2 (Falcon Studios)
Nominace: Dante Colle, Killian Knox a Michael Boston v Bad Daddies (Icon Male), Tyler Roberts, Owen Hawk a Archer Croft v Demolition Day (Raw Fuck Club), Skyy Knox, Trent King a Derek Thibeau v Into the Woods (Falcon Studios), Max Adonis, Brock Banks a Austin Avery v Jake Jaxson’s Love Happens (CockyBoys), Roman Todd, Dallas Preston a Drew Dixon v Jake Jaxson’s Love Happens (CockyBoys), Kosta Viking, Rudy Gram a Allen King v Kosta Viking & Rudy Gram spit-roast Allen King (Lucas Entertainment), Dillon Diaz, Adrian Hart a Joey Mills v Layover My Dick (Part 3) (MEN), Alex Tikas, Julian Torres a Aiden Joseph v My Sexy Guncles Part 1–3 (Pride Studios, Family Creep), Cole Connor, Killian Knox a Chad Hammer v SCRUM (Raging Stallion), Tristan Hunter, Zario Travezz a Beau Butler v Work From Home (Falcon Studios), Romeo Davis, Cole Connor a Beau Butler v Show Hard (Raging Stallion), Dillon Diaz, Devin Trez a Zeno Rey v Start of the Summer (Noir Male), Beau Butler, Max Konnor a Colton Reece v Tales From the Locker Room 2 (Falcon Studios), Josh Brady, Riley Finch a Travis Stevens v Quiet On Set (Helix Studios)
Ceny za produkci a marketing:
Nejlepší režie – film nebo webová série (Best Director Movie/Web Series)
Trenton Ducati a Jasun Mark za Capital Affairs (Hot House)
Nominace: Steve Cruz za It’s Complicated (Falcon Studios), Tony Dimarco za Scrum (Raging Stallion), Trenton Ducati a Jasun Mark za Capital Affairs (Hot House), Ricky Greenwood za Painful Love (Icon Male), Jake Jackson a RJ Sebastian za (Un)lucky in Love (Cocky Boys), Michael Lucas za Boyfriends & Cheaters (Lucas Entertainment), Mark MacNamara za The Territory (Raging Stallion), Bree Mills za The Last Course (Disruptive Films), Pierce Paris a Ben Rush za Caught Raw Handed (MASQULIN), Alex Roman za Quiet On Set (Helix Studios)
Nejlepší režie – výhradně sexuální film (Best Director All Sex)
Chi Chi LaRue za Tales from the Locker Room 2 (Falcon Studios)
Nominace: Gio Caruso za My Sexy Guncles (Pride Studios, Family Creep), Steve Cruz a Leo Forte za Born to Porn (Falcon Studios), Steve Cruz za Falcon LIVE: 4 The Fans (Falcon Studios), Tony Dimarco za Dirty 30 Bareback Birthday (Raging Stallion), Tony Dimarco za Mountain Tops (Raging Stallion), F4gs za RawFuck Revelations Part 1 and 2 (Raw Fuck Club), Max Konnor za Start Of The Summer (Noir Male), Chi Chi LaRue za Tales from the Locker Room 2 (Falcon Studios), Mason za To Big To Handle (Noir Male), Nick Moretti za Court Martial, Silver Steele’s 25 Soldier Gang Bang (Dragon Media), RJ Sebastian za What’s Your Kink? (Cocky Boys), Rocco Steele za Rocco Steele’s Door Open Ass Up Motel (Dragon Media)
Nejlepší scénář (Best Screenplay)
Don’t Tell My Wife 2 (Icon Male)
Nominace: Don’t Tell My Wife 2 (Icon Male), Jake Jaxson’s Love Happens (CockyBoys), LAPD 2 (Dragon Media), Making the Grade (Falcon Studios), Painful Love (Icon Male), Quiet On Set (Helix Studios), Scrum (Raging Stallion), The Territory (Raging Stallion)
Zvláštní ceny:
Cena fanoušků Steamworks (Steamworks Fan Favorite)
Dirty 30 Bareback Birthday (Raging Stallion)
Cena fanoušků Justfor.fans (Justfor.fans Fan Favorite)
Seattle Dad
Cena fanoušků Squirt.org (Squirt.org Fan Favorite)
Alex Mecum
Nejlepší maňásek účinkující v pornu (Scruff Presents – Best Sock Puppet Porn Performer)
Twink L. Toes
Celoživotní přínos (Lifetime Achievment)
Mr. Pam
Zeď slávy (Wall of fame)
JJ Knight
Boomer Banks
Damien
JD Phoenix
[ zpět nahoru ]

### 2023
V únoru 2023 byly vyhlášeny nominace na ceny a předávací večer v Metro Theater v Chicagu byl ohlášen na sobotu 27. května 2023. Struktura kategorií zůstala už poměrně stabilní. Nominováni a oceněni byli:
Ceny za produkt:
Nejlepší film nebo webová série (Best Movie or Web Series)
Ride or Die (Raging Stallion)
Nominace: Breeding And Deceiving (Lucas Entertainment), Briar Basin Ranch (Disruptive Films), Daddies & Sons Orgy (Raw Fuck Club), Inseam (Hot House), Norse Fuckers (MEN.com), RIDE OR DIE (Raging Stallion), Sensual Desires (Noir Male), The Swords (NakedSword Originals)
Nejlepší výhradně sexuální film (Best All Sex Movie)
Anatomy Lesson: Legrand Wolf & Ritchie (GAYCEST)
Nominace: Anatomy Lesson (Gaycest), Bad Daddies (Icon Male), Bareback Buttfucks (Trailer Trash Boys), Bathhouse Barebacking (Lucas Entertainment), Bred & Breakfast: The Come Inn (NakedSword Originals), Crazy For Daddy (Pantheon Productions), Dirty Desert Doctors (Hot House), Florida WrestlingMale Conquers (WrestlingMale), Fraternity Fantasies: Members Only (Nextdoor Studios), Islas Canarias (NakedSword Originals), Men’s Briefs (Falcon Studios), Norse Fuckers (MEN.com), Ride or Die: Raw Deal/Hard Time (Raging Stallion), SCRUM: Balls To The Wall (Raging Stallion), Tales From The Locker Room 3 (Falcon Studios)
Herecké ceny:
Nejlepší herec (Best Actor)
Cole Connor v Ride or Die (Raging Stallion)
Nominace: Andre Donovan v The Swords (NakedSword Originals), Asher Haynes v Un-Romantic Getaway (Helix Studios), Beau Butler v Guilty As Sin (Raging Stallion), Brandon Anderson v Just Curious (Next Door Studios), Cole Connor v RIDE OR DIE (Raging Stallion), Dakota Payne v Cumming Home for Christmas (Falcon Studios), Derek Kage v Cruising Confidential (Raging Stallion), Josh Moore v Power Play (Raging Stallion), Kosta Viking v Bathhouse Barebacking (Lucas Entertainment), Luca del Rey v Under the Influencer (Falcon Studios), Nico Coopa v Writer’s Block (Next Door Films), Roman Todd v The Swords (NakedSword Originals), Seth Peterson v Unraveled (Helix Studios), Shane Cook v Men’s Briefs (Falcon Studios), Silas Brooks v Tech Support (Helix Studios), Trevor Harris v Paramour (Next Door Films)
Nejlepší herec ve vedlejší roli (Best Supporting Actor)
Devin Franco v Tales from the Locker Room 3 (Falcon Studios)
Nominace: Adrian Hart v Men’s Briefs (Falcon Studios), Aiden Garcia v Just Friends (Helix Studios), Chris Damned v RIDE OR DIE (Raging Stallion), Cole Connor v Guilty As Sin (Raging Stallion), Cole Connor v The Swords (NakedSword Originals), Devin Franco v Tales from the Locker Room 3 (Falcon Studios), Gabe Bradshaw v CONCEPT DEEP TISSUE (Say Uncle), Garrett Kinsley v Just Friends (Helix Studios), Jack Bailey v Writer’s Block (Next Door Films), Jayden Marcos v Paramour (Next Door Films), Jeffrey Lloyd v Bathhouse Barebacking (Lucas Entertainment), Max Konnor v Under the Influencer (Falcon Studios), Ryan St. Michael v Anointing Apprentice Tyler (Masonic Boys), Silas Brooks v Unraveled (Helix Studios)
Účinkující roku (Performer of the Year)
Legrand Wolf
Roman Todd
Nominace: A J Sloan, Amone Bane, Andre Donovan, Beau Butler, Chris Damned, Cole Blue, Cole Connor, Jake Waters, Jayden Marcos, Jordan Starr, Josh Brady, Legrand Wolf, Max Konnor, Michael Boston, Nico Coopa, Roman Todd, Serg Shepard, Seth Peterson, Silas Brooks, Zario Travezz
Nejlepší nováček (Best Newcomer)
Drew Valentino
Jordan Starr
Nominace: Adam Gray, Adam Snow, AJ Sloan, Andrew Miller, Blain O’Connor, Brody Fox, Bruno Galvez, Dean Young, Drake Von, Drew Valentino, Jordan Jameson, Jordan Starr, Jordi Massive, Kai Taylor, Milo Miles, Nico Coopa, Ryder Owens, Serg Shepard, Tony Genius, Trevor Brooks
Nejžhavější mladíček (Hottest Twink)
Joey Mills
Nominace: Blake Wilder, Cole Blue, Drake Von, Eric Charming, Ethan Tate, Joey Mills, Marcus Rivers, Noah White, Oliver Hunt, Sam Ledger, Scott Finn, Serg Shepard, Silas Brooks, Trevor Harris, Tyler Tanner
Nejžhavější „tatík“ (Hottest Daddy)
Austin Wolf
Nominace: Adam Killian, Austin Wolf, Beau Butler, Cole Connor, Dale Savage, Drew Sebastian, Felix Kamp, Jordi Massive, Killian Knox, Lance Charger, Lawson James, Legrand Wolf, Rob Montana, Silver Steele, Sir Peter, Tomas Brand
Nejžhavější aktivní herec (Hottest Top)
Sir Peter
Nominace: Adam Ramzi, Adam Snow, Alex Tikas, Amone Bane, Andre Donovan, Austin Wolf, Blake Wilder, Bo Sin, Bo Sinn, Cade Maddox, Chris Damned, Christian Wilde, Felix Kamp, Harold Lopez, Jayden Marcos, JJ Knight, Jordan Starr, Jordi Massive, Legrand Wolf, Manuel Skye, Sir Peter, Tony Genius
Nejžhavější pasivní herec (Hottest Bottom)
Beau Butler
Nominace: Allen King, Beau Butler, Blain O’Connor, Brandon Anderson, Cole Blue, Colton Fox, Dean Young, Felix Fox, Jordan Jameson, Michael Boston, Mitch Matthews, Oliver Hunt, Rob Montana, Serg Shepard, Trevor Harris
Nejlepší verzatilní herec (Best Versatile Performer)
Roman Todd
Nominace: Aiden Garcia, AJ Sloan, Alpha Wolfe, Beau Butler, Bennett Anthony, Cole Blue, Drew Valentino, Ethan Tate, Jayden Marcos, Jordan Starr, Kosta Viking, Nico Coopa, Rob Montana, Roman Todd, Seth Peterson, Silver Steele
Nejžhavější tělo (Hottest Body)
Cade Maddox
Nominace: Adam Snow, Amone Bane, Brody Fox, Bruno Galvez, Cade Maddox, Cole Blue, DeAngelo Jackson, Felix Fox, Finn Harding, Harold Lopez, Jayden Marcos, Jeffrey Lloyd, Joel Hart, Jordan Starr, Justin Mathews, Justin Matthews, Lucca Mazzi, Max Konnor, Nick Fitt, Pierce Paris, William Seed
Nejžhavější penis (Hottest Cock)
Sir Peter
Nominace: Aaron Trainer, Adam Snow, Amone Bane, Andre Donovan, Brandon Anderson, Cade Maddox, Chris Damned, Cody Cummings, Cole Blue, Drew Valentino, Ethan Tate, Jayden Marcos, Justin Matthews, Max Konnor, Nick Fitt, Sir Peter
Ceny za výkon:
Nejlepší skupinová scéna (Best Group Scene)
Cole Connor, Devin Franco, Drew Valentino, JJ Knight, Luca Del Rey, Roman Todd, Tarzan Top a Tristan Hunter v Scrum: Balls to the Wall (Raging Stallion)
Nominace: Cole Connor, Devin Franco, Drew Valentino, JJ Knight, Luca del Rey, Roman Todd, Tarzan Top a Tristan Hunter v SCRUM: Balls to the Wall (Raging Stallion), Alex Cabrera, Bruno Galvez, Craig Marks, Dom King, Harold Lopez, Jordan Jameson, Kosta Viking, Leo Moz, Oliver Hunt, Pol Prince, Ricky Hard a Rudy Gram v Lucas Men Fuck Party (Lucas Entertainment), Drew Valentino, Reign, Bennett Anthony, Chris Damned a Alpha Wolfe v RIDE OR DIE (Raging Stallion), Beau Butler, Marcelo Caiazzo, Markin Wolf, Gael, Samuel Hodecker, Grande Simoes, Andy Rodrigues, Alex Rosso, Blessed Boy a Gabriel Coimbra v Blame it on Rio: Beau’s First Gangbang (NakedSword X Rhyheim), Noah Bentley, Josh Brady, Silas Brooks, Garrett Kinsley, Seth Peterson a Chase Williams v Wet 2: Heatwave (Helix Studios), Jack Lawrence, Troy Hardt, Justin Eros, Musclebear Montreal, Troy Velez, Eric Charming, Alex Tikas, Aaron Trainer, Damian Taylor, Chad Taylor a James Fox v Eric Charming’s 10 Priest Blow Bang (Dragon Media), Calvin Banks, Colby Chambers, Gabe Bradshaw, Jack Valor, Kylan Kiddo, Mickey Knox a Myott Hunter v Poolside Orgy (Colby Knox), Champ Robinson, Dillon Diaz, Brian Bonds a Jake Waters v Vision X (Vision X), Alex Tikas, Bobby Knight, HeightsHoundsXx, Rob Montana a Rod Magnum v A STATE OF ORGY 3 (n/a), Jottae Souza v The 12-Man Gangbang With Jottae Souza (Treasure Island Media), Joey Parker, Greg Hollywood, Jake Nicola a Mason Lear v Raw Fuck Club (Raw Fuck Club)
Nejlepší párová scéna (Best Duo)
Nick Fitt a Roman Todd v Modern Day Sins (Adult Time)
Nominace: Cade Maddox a Angel Rivera v Dirty Desert Doctors (Hot House), Chris Damned a Travis Connor v RIDE OR DIE (Raging Stallion), Cole Blue a Cain Marko v High-Intensity Training Chapter 8 (TwinkTop), Cole Connor a Drew Valentino v Guilty As Sin (Raging Stallion), Dillon Diaz a Jay Seabrook v Blacks On Boys (Blacks On Boys), Eric Draven a Ashton Kent v Grindhouse Raw: Restrain Me (Treasure Island Media), Jack Bailey a Dale Savage v Virgin No More (Disruptive Films), Jesse Stone a Cliff Jensen v Chaos Men (Chaos Men), Joey Parker a Alex Kof v Raw Fuck Club (Raw Fuck Club), Josh Brady a Sam Ledger v Arcade Date (Helix Studios), Kristofer Weston a Chase Tyler v Home For The Holidays (GayCest), Legrand Wolf a Serg Shepard v Fun Size Boys (Fun Size Boys), Markus Kage a Olivier Robert v Bromo (Bromo), Masyn Thorne a Jay Seabrook v Bait Buddies (Bait Buddies), Nick Fitt a Roman Todd v Modern-Day Sins (Adult Time), Roman Todd a Andrew Miller v New Years Fuck (Next Door Studios), Ryan St Michael a Colton Fox v Scout Boys (Carnal+), Seth Santoro a Michael Roman v Michael & Seth II Ep01 – The Contract Again (Wrestlingmale)
Nejlepší trio (Best Threeway)
Bruce Beckham, Tyler Reign a Drake Von v Tales from the Locker Room 3 (Falcon Studios)
Nominace: Beau Butler, Colby Melvin a Xavier v Power Play (Raging Stallion), Beau Butler, Josh Moore a Alpha Wolfe v Bred & Breakfast: The Come Inn (NakedSword Originals), Bruce Beckham, Tyler Reign a Drake Von v Tales From The Locker Room 3 (Falcon Studios), Colton Fox, Logan Cross a Greg McKeon v Bump In The Night (Scout Boys), D. Dan a Serge Shephard vs Jordan Jameson v Wrestlingmale Conquers 23: Florida (Wrestlingmale), Dante Drackis, Amone Bane a Aaron Trainer v Young Perps (Young Perps), Des Irez, Zeno Rey a Drew Sebastian v A Stepbrother’s Obsession 3 (ICON Male), Devin Franco, DeAngelo Jackson a Jkab Ethan Dale v Rod’s Room (Next Door Studios), Finn August, Kyler Drayke a Vince Vega v Finn’s First Threesome (Active Duty), Lance Charger, Cole Blue a Jack Bailey v Teaching My Grandson (Carnal+), Luca del Rey, Colton Reece a Max Adonis v Gotta Have It (Falcon Studios), Michael Boston, Dante Colle a Troye Dean v Buttering His Popcorn (Men.com), Oliver Hunt, Jeffrey Lloyd a Steven Angel v Dirty Urinal Fucking (Lucas Entertainment), Reign, Beau Butler a Roman Todd v You Asked for It (Falcon Studios), Ryan St. Michael, Jax Phoenix a Asher Day v Say Uncle (Say Uncle)
Ceny za produkci a marketing:
Nejlepší režie – film nebo webová série (Best Director Movie/Web Series)
Tony DiMarco za Ride or Die (Raging Stallion)
Nominace: Alex Roman za Unraveled (Helix Studios), Ricky Greenwood za Bad Daddies (Icon Male), Ben Rush a Tony Dimarco za Guilty As Sin (Raging Stallion), Marc MacNamara za The Swords (NakedSword Originals), Michael Lucas za Bathhouse Barebacking (Lucas Entertainment), Michael Vegas, Siousxie Q a Jessica Jasmin za Briar Basin Ranch (Disruptive Films), Steve Cruz a Ben Rush za Cumming Home For Christmas (Falcon Studios), Tony Dimarco za Ride Or Die (Raging Stallion), Walden Woods a Conrad Parker za Triple Feature (Next Door Studios)
Nejlepší režie – výhradně sexuální film (Best Director All Sex)
Trenton Ducati za Dirty Desert Doctors (Hot House)
Nominace: Alex Roman za Wet 2: Heatwave (Helix Studios), Alter Sin za Norse Fuckers (MEN.com), Ben Rush a Pierce Paris za Bred & Breakfast: The Come Inn (NakedSword Originals), Chi Chi LaRue za Tales From The Locker Room 3 (Falcon Studios), Marc MacNamara za Islas Canarias (NakedSword Originals), Max Carter za 8 Teen Boy (Helix Studios), Michael Lucas za Lucas Men Unleashed (Lucas Entertainment), Michael Vegas za Dakota & Roman (Rods Room), Steve Cruz, Leo Forte, Devin Franco, Max Konnor a Boomer Banks za Mens Briefs (Falcon Studios), Steve Cruz za Body & Sol (Falcon Studios), Tony Dimarco za Scrum: Balls to the Wall (Raging Stallion), Trenton Ducati za Dirty Desert Doctors (Hot House), Walden Woods a Jeremy Babcock za Fourway Fuckfest (Stag Collective)
Nejlepší scénář (Best Screenplay)
Ben Rush za Ride or Die (Raging Stallion)
Nominace: A Step Brothers Obsession 3 (Icon Male), Ben Rush za Cumming Home For Christmas (Falcon Studios), Ben Rush za RIDE OR DIE (Raging Stallion), Briar Basin Ranch (Disruptive Films), Heidi Moore za Unraveled (Helix Studios), Jake Jaxson’s Love Happens (Cocky Boys), Marc MacNamara za The Swords (NakedSword Originals), Paramour (Next Door Studios), Raunchy Brunch (MEN.com)
Zvláštní ceny:
Cena fanoušků Steamworks pro nejoblíbenější film (Steamworks Fan Favorite Movie)
Bathhouse Barebacking (Lucas Entertainment)
Cena fanoušků Justfor.fans (JustFor.Fans Fan Favorite)
Rhyheim Shabazz
Cena fanoušků Squirt.org (Squirt.org Fan Favorite)
Drew Sebastian
Celoživotní přínos (Lifetime Achievment)
Tony Orion
Zeď slávy (Wall of fame)
Benjamin Willis
Zazzy
Steve Ponce
Dillon Diaz
Jake Waters
Tony Orion
[ zpět nahoru ]

### 2024
V únoru 2024 byly vyhlášeny nominace na ceny a výroční 25. předávací večer v Metro Theater v Chicagu byl ohlášen na sobotu 25. května 2024. Struktura kategorií zůstala stabilní. Nominováni a oceněni byli:
Ceny za produkt:
Nejlepší film nebo webová série (Best Movie or Web Series)
Royally Fucked (Men)
Nominace: All About Spit-Roasting (Lucas Entertainment), Blame It on Rio (NakedSword), Caught by My Step Dad (Next Door Studios), Changes (Next Door Studios), Endless Summer (Falcon Studios), Happy Endings (CockyBoys), International Scout Boys (CarnalPlus/Staxus), Overdrive (Raging Stallion), Professor (Gaycest/CarnalPlus), Royally Fucked (Men.com), Strong Suit (MenAtPlay/Raging Stallion), Friends in Heat Season 1 & 2 (Luxxxe Studios)
Nejlepší výhradně sexuální film (Best All Sex Movie)
Blame It on Rio (NakedSword x Rhyheim Shabazz)
Nominace: All About Spit-Roasting (Lucas Entertainment), Blame It on Rio (NakedSword), Cheat Day (Falcon Studios), Chi Chi LaRue's Late Night Drive-In (NakedSword), Cum Fill My Heart (Next Door Studios), Deep Blue: A Greek Adventure (BelAmi), Dorm Life The Injured Jock (Next Door Studios), Puerto Vallarta Getaway (Sean Cody), Romeo Blows the World (Treasure Island), Strong Suit (MenAtPlay/Raging Stallion), The Ties That Bind (Carnal Media), Tongue in Cheek (Raging Stallion), Twink Fucker (Men.com), Well Bred (Raging Stallion)
Herecké ceny:
Nejlepší herec (Best Actor)
Derek Kage v Overdrive (Raging Stallion)
Nominace: Adam Snow v The Professor (CarnalPlus), Derek Kage v Overdrive (Raging Stallion), Jayden Marcos v Marriage Material (Disruptive Films), Legrand Wolf v The Ties That Bind (CarnalPlus), Eddie Patrick v International Scout Boys (CarnalPlus/Staxus), Jordan Starr v Summer Flings (Falcon Studios), Jordi Massive v Full Holes (Say Uncle), Sir Peter v Royally Fucked (Men.com), Tristan Hunter v Jake Jaxson’s Happy Endings (CockyBoys)
Nejlepší herec ve vedlejší roli (Best Supporting Actor)
Paul Wagner v Overdrive (Raging Stallion)
Nominace: Brian Bonds v Friends in Heat (Luxxxe Studios), Max Carter v The Lake House (Helix Studios), Justin Jett v Dis-connecting (Gay Angel Films), Justin Jett v Royally Fucked (Men.com), Jayden Marcos v An Innocent Prank (Next Door Films), Serg Shepard v Troop Time Chapter 20: Bump in the Night (Scout Boys/Carnal Media), Paul Wagner v Overdrive (Raging Stallion), Justin Yurmouth v Friends in Heat (Luxxxe Studios)
Účinkující roku (Performer of the Year)
Rhyheim Shabazz
Derek Kage
Nominace: Beau Butler, Cole Connor, Nico Coopa, Malik Delgaty, Dillon Diaz, Jim Durden, Tony Genuis, Derek Kage, Cade Maddox, Jayden Marcos, Joey Mills, Damian Night, Sir Peter, Reese Rideout, Cody Seiya, Rhyheim Shabazz, Serg Shepard, Jordan Starr, Roman Todd, Jake Waters, Guillaume Wayne, Legrand Wolf, Drew Valentino, Drake Von, Sean Xavier, SantanaXXL
Nejlepší nováček (Best Newcomer)
Dom King
Eddie Patrick
Nominace: Finn August, Baxxx, Silas Brooks, Lane Colten, Braxton Cruz, Matthew Ellis, Nick Floyd, Hazel Hoffman, Jordan James, Justin Jett, Dom King, Dom Llamas, Luke London, Jason Luna, Oliver Marks, Eddie Patrick, Jake Preston, Clark Reid
Nejžhavější mladíček (Hottest Twink)
Drake Von
Nominace: Jack Bailey, Cole Blue, Dex Devall, Nick Floyd, Damien Grey, Trevor Harris, Dylan Hayes, Sam Ledger, Oliver Marks, Milo Miles, Joey Mills, Ryder Owens, Jake Preston, Serg Shepard, Drake Von, Noah White, Kyle Wyncrest, Austin L Young, Dean Young
Nejžhavější „tatík“ (Hottest Daddy)
Sir Peter
Nominace: Ace Banner, Boys to Breed, Tomas Brand, Beau Butler, Timothy Chance, Lawson James, Justin Jett, Derek Kage, Killian Knox, Cain Marko, Sir Peter, Dale Savage, Maxxx Schlong, Drew Sebastian, Manuel Skye, Ryan St. Michael, Dallas Steele, Aaron Trainer, Austin Wolf, Legrand Wolf, Alpha Wolfe
Nejžhavější aktivní herec (Hottest Top)
Legrand Wolf
Nominace: Malik Delgaty, Jordan Jameson, Dom King, Max Konnor, Cade Maddox, Jordi Massive, Eddie Patrick, Sir Peter, Drew Sebastian, Rhyheim Shabazz, Adam Snow, Jordan Starr, Ryan St. Michael, Drake Von, Austin Wolf, Legrand Wolf
Nejžhavější pasivní herec (Hottest Bottom)
Jordan Starr
Nominace: Jack Bailey, Michael Boston, Beau Butler, Cole Connor, Matthew Ellis, Nick Floyd, Felix Fox, Trevor Harris, Jordan James, Justin Jett, Caged Jock, Allen King, Milo Miles, Joey Mills, Dean Young, Eddie Patrick, Dani Robles, Nicholas Ryder, Serg Shepard, Jordan Starr, Austin L Young
Nejlepší verzatilní herec (Best Versatile Performer)
Malik Delgaty
Nominace: Baxxx, Cole Blue, Brian Bonds, Beau Butler, Harvey Bridgestone, Dante Colle, Nico Coopa, Malik Delgaty, Tony Genuis, Alex Ink, Justin Jett, Derek Kage, Jayden Marcos, Jordi Massive, Eddie Patrick, Serg Shepard, Jordan Starr, Roman Todd, Drew Valentino, Mr Deep Voice, Sean Xavier, Jake Waters
Nejžhavější tělo (Hottest Body)
Felix Fox
Nominace: Baxxx, Malik Delgaty, Felix Fox, Jordan James, Jordan Jameson, Justin Jett, Caged Jock, Derek Kage, Dom King, Cade Maddox, Jayden Marcos, Sir Peter, Reese Rideout, Rhyheim Shabazz, Jordan Starr, Roman Todd, Jake Waters, Austin Wolf, Legrand Wolf
Nejžhavější penis (Hottest Cock)
Legrand Wolf
Nominace: Boomer Banks, Roxas Caelum, Erick Hall, Bull boss josh, Jordan Jameson, Justin Jett, Cliff Jensen, JJ Knight, Cade Maddox, Jayden Marcos, Jordi Massive, Eddie Patrick, Sir Peter, Rhyheim Shabazz, Adam Snow, Jordan Starr, Drake Von, Legrand Wolf
Ceny za výkon:
Nejlepší skupinová scéna (Best Group Scene)
Trevor Harris, Ryder Owens a Blain O’Connor v Welcome to the Neighbourhood (Next Door Films)
Nominace: Blessed Boy, Beau Butler, Gabriel Coimbra, Marcelo Caiazzo, Markin Wolf, Gael, Samuel Hodecker, Grande Simões, Andy Rodrigues a Alex Rosso v Blame It on Rio (NakedSword X Rhyheim), Trevor Brooks, Lane Colten, Tristan Hunter, Greyson Myles, Shae Reynolds a Cody Seiya v Jake Jaxson’s Happy Endings (CockyBoys), Myott Bonds, Marcus Barrett, Brian Bonds a Barrett v Neighborhood Secret / Late Night Double Feature (Gaycest/CarnalPlus), Igor Lucios, Jey Lover, Justin Jett a Liam Arnolds v Perverse Weekend (EricVideos), Colby Chambers, Mickey Knox, Carter Collins a Oliver Marks v Southwest Boys Group Fuck Bareback (ColbyKnox.com), Ryan St. Michael, Gabe Bradshaw, Harrison Todd a Magic Mike v Twink Trade (Say Uncle), Trevor Harris, Ryder Owens a Blain O'Connor v Welcome to the Neighborhood (Next Door Films)
Nejlepší párová scéna (Best Duo)
Derek Kage a Paul Wagner v Overdrive (Raging Stallion)
Nominace: Ryan Jordan a Jayden Marcos v 12 Feet Away (Next Door Studios), Spikey Dee a Silas Brooks v Big Cock Swap (Helix Studios), Cade Maddox a Trevor Brook v Cheat Day (Falcon Studios), Nico Coopa a Devin Franco v Come & Cheat (Next Door Studios), Blain O'Connor a Derek Kage v Cum Fill My Heart (Next Door Studios), Ryan St. Michael a Harrison Todd v Dad Creep (Say Uncle), Tyler Berg a Justin Jett v Dis-connecting (Gay Angel Films), Brandon Anderson a Nico Coopa v Enlisted (Next Door Studios), Justin Yurmouth a Brian Bonds v Friends in Heat Season 1 (Luxxxe Studios), Jordan James a Harvey Bridgestone v Late Night Drive-In (NakedSword), Adam Snow a Noah White v No Holding Back (CarnalPlus), Derek Kage a Paul Wagner v Overdrive (Raging Stallion), Drake Von a Troye Dean v Raw Gamers (Men.com), Adam Snow a Serg Shepard v Scout Serg Chapter 3: Sneaking Off (Scout Boys), Roxas Caelum a SantanaXXL v Sucked My Soul, Danny Starr a Andre Bedford v Tongue in Cheek (Raging Stallion), Derek Kage a Justin Jett v Wrong Address (Bro Network), Finn August a Hazel Hoffman (CockyBoys)
Nejlepší trio (Best Threeway)
Adam Snow, Noah White a Cole Blue v The Professor (Carnal Plus / GAYCEST)
Nominace: Adam Snow, Noah White a Cole Blue v The Professor (Gaycest/CarnalPlus), Beau Butler, Lawson James a Morgxn Thicke v Tingue in Cheek (Raging Stallion), Chris White, Kane Fox a Brock Brodie v Cheat Day (Falcon Studios), Dean Young, Trevor Brooks a Mat Wolff v Fist First (NakedSword), Justin Jett, Lobo Carreira a Alex Ink v Well Bred (Raging Stallion), Finn, Dallen a Eli v Tagging Finn (Corbin Fisher), Brian Bonds, Jayden Jaxx a Luke London v Friends in Heat Season 2 (Luxxxe Studios), Brandon Anderson, Jayden Marcos a Andrew Miller v Just 2 Curious (Next Door Studios), Rhyheim Shabazz, Marlon Costa a Sam Ledger v Wild in Rio (NakedSword X Rhyheim)
Ceny za produkci a marketing:
Nejlepší režie – film nebo webová série (Best Director Movie/Web Series)
Alter Sin za Royally Fucked (Men)
Nominace: Jeremy Babcock za Changes (Next Door/ASGmax), Conrad Parker za Enlisted (Next Door/ASGmax), Ben Rush a Steve Cruz za Overdrive (Raging Stallion), Big Mike za Free Use Gym (Next Door/ASGmax), Marc MacNamara za First Mission (NakedSword), Jasun Mark za Friends in Heat Season 2 (Luxxxe Studios), Tony Dimarco a Ben Rush za Guilty as Sin (Raging Stallion), Jake Jaxson za Happy Endings (CockyBoys), Tony Dimarco za Falcon’s Endless Summer (Falcon Studios), Fox a Brian za Gaycest: The Professor (CarnalPlus), Alter Sin za Royally Fucked (Men.com)
Nejlepší režie – výhradně sexuální film (Best Director All Sex)
Legrand Wolf a Timmy Treasure za International Scout Boys (Carnal Plus & Staxus)
Nominace: Sean Taylor za Austin Pounce's Sex Diaries (Blake Mason), Alternativa za Blame It on Rio (NakedSword X Rhyheim), Ben Rush a Pierce Paris za Bred & Breakfast: The Come Inn (NakedSword), Jasun Mark a Trenton Ducati za Caught With Them Pants Down (Trailer Trash Boys), Steve Cruz a Ben Rush za Cheat Day (Falcon Studios), Chi Chi LaRue za ChiChi LaRue's Late Night Drive-In (NakedSword), Ben Rush za Fist First (NakedSword), Marc MacNamara za Global Entry: South Africa (NakedSword), Legrand Wolf za International Scout Boys (CarnalPlus/Staxus), Ricky Greenwood za Kinky Scenarios (Icon Male/Mile High), Tony Dimarco za Take Off (Raging Stallion), Walden Woods a Conrad Parker za Fraternity Fantasies (Next Door Studios)
Nejlepší scénář (Best Screenplay)
Alter Sin za Royally Fucked (Men)
Nominace: Dalton King za Changes (Next Door Films), Ben Rush za Cum All Ye Faithful (Falcon Studios), Ben Rush za Endless Summer (Falcon Studios), Dillon Diaz za Friends in Heat Season 1 (Luxxxe Studios), Fucked to the Max (Lucas Entertainment), International Scout Boys (CarnalPlus/Staxus), Ben Rush za Overdrive (Raging Stallion), Alter Sin za Royally Fucked (Men.com), John Brachalli a Manuel Reyes za The Good Neighbour 2 (MenAtPlay), Legrand Wolf a Brian Fitzgibbons za The Ties That Bind (CarnalPlus), Uncle Drew Fucked You Too (Trailer Trash Boys), Dalton King za Welcome to the Neighborhood (Next Door Studios)
Zvláštní ceny:
Cena fanoušků Steamworks pro nejoblíbenější film (Steamworks Fan Favorite Movie)
The Ties That Bind (Treasure Island Media)
Cena fanoušků Justfor.fans (JustFor.Fans Fan Favorite)
Derek Kage
Nominace: phatrabbitkiller – phatrabbitkill2, Kink Dom Top 4 Dumb Bound Jock – dumboundjock365, Jay Mason – jmasonfoxxxy, SouthernGuyX – southernguyx, Arsenal – ITopTops404, Ali Adamos – aliadamos, Sir Willyum – PoppersGod, Truck – Truckerhunter, Deep Throat King – Military Cock – king_throat, Caked Up Surfer BTM – FoxxxBrett, Seattle Dad – Seattle_Dad, theejayell – theejayell, Durden – onlydurden, CagedJock – cagedjock, Derek Kage – DerekKage, SantanaXXL – SantanaXXL, Tyler Rex – Tyler_Rex85, Rhyheim – RhyheimShabazz, yardiestyle – yardiestyle2
Celoživotní přínos (Lifetime Achievment)
Dominic Ford
Zeď slávy (Wall of fame)
Bruce Beckham
Brian Bonds
Jasun Mark
[ zpět nahoru ]

### 2025
V únoru 2025 byly vyhlášeny nominace na ceny a předávací večer v Metro Theater v Chicagu byl ohlášen na sobotu 24. května 2025. Kategorie herců v hlavní a vedlejší roli byly sloučeny do jedné, zatímco byla vyhlášena nová kategorie účinkujících trans mužů (FtM). Nominováni a oceněni byli:
Ceny za produkt:
Nejlepší film nebo webová série (Best Movie or Web Series)
Bred & Breakfast: All The Way In (Nakedsword)
Nominace: The Military InFILLtration (Peter Fever), Spain In The Ass (Alter Sin & Ben Rush), International Transfer (CarnalPlus), Bred & Breakfast: All The Way Inn (NakedSword), Breaking Frontiers Part 3 (Next Door Films), Heart On (Alter Sin & Ben Rush), Shocum (Peter Fever), The Pink Lotus (Peter Fever), First Steps – The Men Of The Family (Gaycest/CarnalPlus), Goldenrod Resort 2 (ASGmax Films), My Boyfriend’s Back (Fetish Force), The Goldenrod Resort 2: Singles Weekend (ASGmax Films/ASGmax), Go Cuck Yourself (Peter Fever), Troop Time Chapter 22: Boys Will Be Boys (Scout Boys/CarnalPlus)
Nejlepší výhradně sexuální film (Best All Sex Movie)
End Of Summer Orgy (Hung Fuckers, Bareback Plus)
Nominace: Hardwood Lodge (Raging Stallion), Goldenrod Resort 2 (ASGmax Films), The Military InFILLtration (Peter Fever), Deposit At The PiggyBank (Squirt Studios), International Transfer Tape 1: Serg’s Welcome (CarnalPlus), Spain In The Ass (NakedSword Originals), Fist First: Second Helping (Club Inferno), Executive Order (Men At Play/Raging Stallion), Cumdumpsluts Volume 1 (Channel 69 PPV), End Of Summer Orgy (Hungfuckers/Bareback Plus), Cumdumping Chance (FTM Men), Stuck With Family (Next Door Studios/ASGmax), That Summer (Next Door Studios/ASGmax), Shocum (Peter Fever), Dorm Life (Next Door Studios), Fraternity Fantasies: A Visiting Bro (Next Door Studios/ASGmax), The Pink Lotus (Peter Fever)
Herecké ceny:
Nejlepší herec (Best Actor)
Rob Montana
Nominace: Adam Snow, Dex Devall, Noah White, Jayden Marcos, Carter Woods, Rob Montana, Jay Stryker, Ty Roderick, Andrew Delta, Derek Kage, Rhyheim Shabazz, Tony Genius, Cliff Jensen, Jack Hunter, Lane Colten, Joey Michaels, Jake Preston
Účinkující roku (Performer of the Year)
Rhyheim Shabaz
Adam Snow
Nominace: Adam Snow, Jay Stryker, Grant Ducati, Ryder Owens, Santana XXL, Dakota Wonders, Derek Kage, Carter Woods, Rhyheim Shabazz, Legrand Wolf, ItaPapiXXL, Jake Preston, Joey Mills, MaXXX Schlong, Ryan St. Michael, Jayden Marcos, Rob Montana, Nico Coopa
Nejlepší nováček (Best Newcomer)
Mateo Tomas
Dex Devall
Nominace: Dylan Tides, Guy Spencer, Canyon Cole, Noah Asli, Ryder Owens, Zac Steele, Dex Devall, Zane Kazan, Crush Daddy, Max Mabry, Mateo Tomas
Nejžhavější mladíček (Hottest Twink)
Jake Preston
Nominace: Noah White, Dex Devall, Canyon Cole, Trevor Harris, Jason Wolf, Seth Peterson, Drake Von, Jake Preston, Grant Ducati, Joey Mills, Max Mabry, Sam Ledger, Bad Boi Benvi, Austin Ponce, Silas Brooks, Spikey Dee, Celestial Twink
Nejžhavější „tatík“ (Hottest Daddy)
Legrand Wolf
Nominace: Reece Scott, Ace Banner, Tyler Saint, Rob Montana, Jason Derek, Ryan St. Michael, MaXXX Schlong, Trenton Ducati, Legrand Wolf, Silver Steele, Adam Snow, Crush Daddy, Cole Connor, Greg Dixon, Daddy Patrick, Daddy Gym Rat, Rocco Steele, Daddy Lobo
Nejžhavější aktivní herec (Hottest Top)
Drake Von
Nominace: Jason Derek, Carter Woods, Adam Snow, Reece Scott, Justin Matthews, Legrand Wolf, Ryan St. Michael, Dom Llamas, Drake Von, Ryder Owens, Terry Strokes, Darron Bluu, Rhyheim Shabazz, Cade Maddox, Dom King, Malik Delgaty, Colt Spence, Crush Daddy
Nejžhavější pasivní herec (Hottest Bottom)
Beau Butler
Nominace: Grant Ducati, Canyon Cole, Milo Miles, Trevor Harris, Rob Montana, Blain O’Connor, Santana XXL, Noah White, Celestial Twink, Dex Devall, Mickey Knox, Hazel Hoffman, Oliver Marks, Serg Shepard, Bastian Gate, Beau Butler, Jesse Stone, Nick Floyd
Nejlepší verzatilní herec (Best Versatile Performer)
Drew Valentino
Nominace: Dylan Tides, Joey St. Patrick, Jack Aries, Hazel Hoffman, Drew Valentino, Roman Todd, Lane Colten, Cole Blue, Jayden Marcos, Ryder Owens, Silver Steele, Jack Hunter
Nejoblíbenější účinkující trans muž (Favourite FTM Performer)
Austin Spears
Nominace: Chance Hart, Joey Michaels, Austin Spears, Noah Way Babes, Stevie Trixx FTM, Spencer Sunboy, Adam Cyrus, Apollo Moon, Asher James, Atlas Alexander, Feliks Chambers, Tommy Topii, Nicky Zeal, Luke Hudson, Robis Ramires
Nejžhavější tělo (Hottest Body)
Morgan Thicke
Nominace: Dylan Tides, Sean Xavier, Reece Scott, Jayden Marcos, Ryder Owens, Nico Coopa, Rob Montana, Hunter Vance, Rhyheim Shabazz, Cade Maddox, Terry Strokes, Malik Delgaty, Roman Todd, Travis Yukarin, Tony Genius, Justin Jett, Morgxn Thicke, Caleb Manning
Nejžhavější penis (Hottest Cock)
Sean Xavier
Nominace: Drake Von, Adam Snow, Lane Colten, Jayden Marcos, Nico Coopa, Jack Hunter, Marco Stallion XL, Sean Xavier, Malik Delgaty, Cade Maddox, Andrew Delta, Legrand Wolf, Rocco Steele, Boys to Breed, Jake Preston, Dante Colle, Derek Kage
Ceny za výkon:
Nejlepší skupinová scéna (Best Group Scene)
Spain In The Ass: Dean’s First Gangbang – Part 2 (Nakedsword)
Nominace: International Transfer Tape 2: Making Up (CarnalPlus/Gaycest), Spain in the Ass: Dean’s First Gangbang (Part 2) (NakedSword Originals), That 70s Stache – Orgy Gods (MultiCummerTop/The Exxxiled), Executive Order (Men At Play/Raging Stallion), Marc Invites His Sleazy Mates Over For A Gangbang (Gay Network), College Varsity 5 – Cross Face Cumdump (PeterFever), River North, Big Mike a Sam Holister, NYseed Gangbang (Rob Montana), Deposit at the Piggy Bank (Squirt Studios)
Nejlepší párová scéna (Best Duo Scene)
Reece Scott a Graham Hunter v Early To Rise: Staying With Dad (Gaycest, Carnal+)
Nominace: Travis Yukarin a Occitan Prince v The Pink Lotus: Asses Not Ashes, Tony Genius a Pierce Brooks v 2069: The Military Infilltration – Bridge My Gap, Dakota Wonders a Cliff Jensen (Squirt Studios), Colby Chambers a Mickey Knox (ColbyKnox), Eddie Patrick a Dex Devall v Confessional Altar Boy Dex / Eddie Patrick Chapter 1, Jay Tee a Aiden Ward v He’ll Take Everything, Serg Shepard a Tyler Saint v Scout Serg Chapter 4: First Aid, Serg Shepard a Dallas Steele v Serg Chapter 4: The Fitting, Ryan St. Michael a Dante Clark (Say Uncle), Reece Scott a Hunter Graham v Early To Rise – Staying With Dad, Dex Devall a Eddie Patrick v Confessional Dex, Andrew Delta a Nico Coopa v 8 Failed Dates, Drake Von a SantanaXXL v Gobble that Cock 3, Oliver Marks a Ryder Owens v The Goldenrod Resort 2: Singles Weekend – Episode 2, Mika Ayden a Justin Jett v We Cum to This Place for Magic, Ryan St. Michael a Chase Puck (Say Uncle)
Nejlepší trio (Best Threeway Scene)
Double Daddies a Serg v Funsize Boys (Carnal+)
Nominace: Sir Peter, Allen King a Lobo Carreira v Heart On (NakedSword Originals), Tony Genius, Ander Wolfson a Jay W v A Military Grazing, Derek Kage, Manuel Reyes a Damon Heart v Heart On (NakedSword Originals), Cesar Xes, Sage Roux a Jordan Jameson v [nezadán název] (Squirt Studios), Hazel Hoffman, Heath Halo a Sean Xavier v Bred & Breakfast: All The Way Inn (NakedSword Originals), College Varsity 5 – Cross Face Cumdump, Travis Yukarin, Nolan Knox a The Occitan Prince v Pink Lotus / All’s Well that Smells Well, Serg Chapter 6: Mr. Steele’s Exam, Kane Fox, Jayden Marcos a Asher Day v ASG Free Use: The Worst Roommate, Serg Shepard, Jay Wu a Hoshi v Go Cuck Yourself Chapter 1: Happy Anniversary, Trevor Harris, Jayden Marcos a DeAngelo Jackson v The Freaks Next Door, Double Daddies (Funsizeboys), Two At Once – International Transfer (Gaycest), Andrew Delta, Justin Matthews a Ryder Owens v ASG Free Use: SeXXXmas Present, Trevor Brooks, SantanaXXL a Shadow v Gobble that Cock 2
Ceny za produkci a marketing:
Nejlepší režie – film nebo webová série (Best Director Movie/Web Series)
Ben Rush za Bred & Breakfast: All The Way In (Nakedsword Originals)
Nominace: Jeremy Babcock za 8 Failed Date, Ben Rush za Bred and Breakfast: All The Way In (NakedSword Originals), Jasun Mark za My Boyfriend’s Back (Fetish Force), Walden Woods za Goldenrod Resort, Legrand Wolf za Scout Canyon, Jeremy Babcock za Breaking Frontiers, Brian Fitzgibbons za International Transfer, Jeremy Babcock za Goldenrod Resort 2, Alter Sin a Ben Rush za Heart On (NakedSword Originals), Guy Criss za Pink Lotus
Nejlepší režie – výhradně sexuální film (Best Director All Sex)
Jeremy Babcock za Breaking Frontiers (Next Door Studios)
Nominace: Alex Sparks za Hung Fuckers Vol 1, Walden Woods za Goldenrod Resort, Ben Rush a Alter Sin za Fist First: Second Helping (Club Inferno), Alter Sin a Ben Rush za Spain In The Ass (NakedSword Originals), Brian Fitzgibbons za International Transfers, Jeremy Babcock za Breaking Frontiers, Alex Sparks za CumDumpSluts, Jasun Mark za My Boyfriend’s Back (Fetish Force)
Nejlepší scénář (Best Screenplay)
International Transfer 2 (Gaycest, Carnal+)
Nominace: Jeremy Babcock za 8 Failed Dates, Jeremy Babcock za Breaking Frontiers, Danny Zeeman za Shocum, Ben Rush za Bred and Breakfast: All The Way Inn (NakedSword Originals), Ben Rush za Heart On (NakedSword Originals), Danny Zeeman za 2069: The Military InFILLTration, Danny Zeeman za The Pink Lotus, First Steps – The Men Of The Family (Gaycest/CarnalPlus), International Transfer 2 (Gaycest/CarnalPlus)
Zvláštní ceny:
Cena fanoušků Steamworks pro nejoblíbenější film (Steamworks Fan Favorite Movie)
Yes Sir! (Nakedsword Originals)
Cena fanoušků Justfor.fans (JustFor.Fans Fan Favorite)
Derek Kage
Nominace: Milo Miles, Tyler Saint and Ace Banner, Dumb Bound Jock, Aiden Ward, Derek Kage, Rhyheim Shabazz, Troy Locke, Colton Reece, Max Konnor, PhatRabbitKiller, Corey Hudson
Cena fanoušků Squirt.org (Squirt.org Fan Favorite)
Beau Butler
Celoživotní přínos (Lifetime Achievment)
Skyy Knox
Zeď slávy (Wall of fame)
Wesley Woods
Sean Taylor
Tim Kruger
[ zpět nahoru ]